# Sickinghe

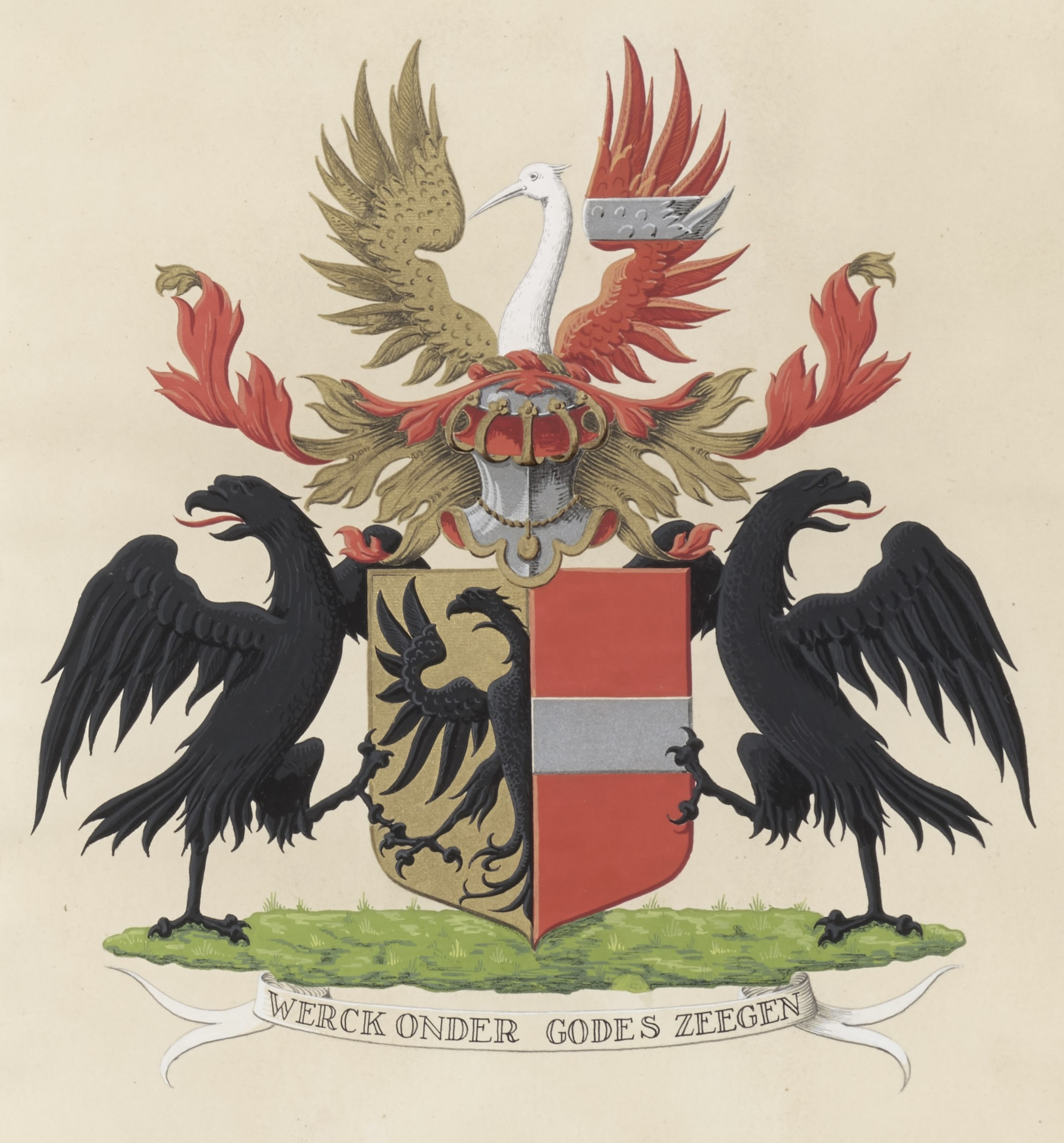
Geslachtswapen Sickinghe met daaronder de wapenspreuk Werck onder Godes zeegen

Sickinghe (ook: Sickinghe tot Warfum, Sickinghe tot Breede, Sickinghe tot Beyum, Sickinghe tot Winsum, Sickinghe tot Holwinda, Sickinghe tot Thedema, Sickinghe tot Ludema, Tamminga Sickinghe, Sickinge, Sickinga, Sikkinga(e) en (van) Sickingha) is een adellijk regentengeslacht van jonkers en hoofdelingen uit de provincie Groningen. De familie wordt voor het eerst vermeld op 28 februari 1257 en behoort tot de oudste nog bestaande inheemse adellijke geslachten van Nederland.   

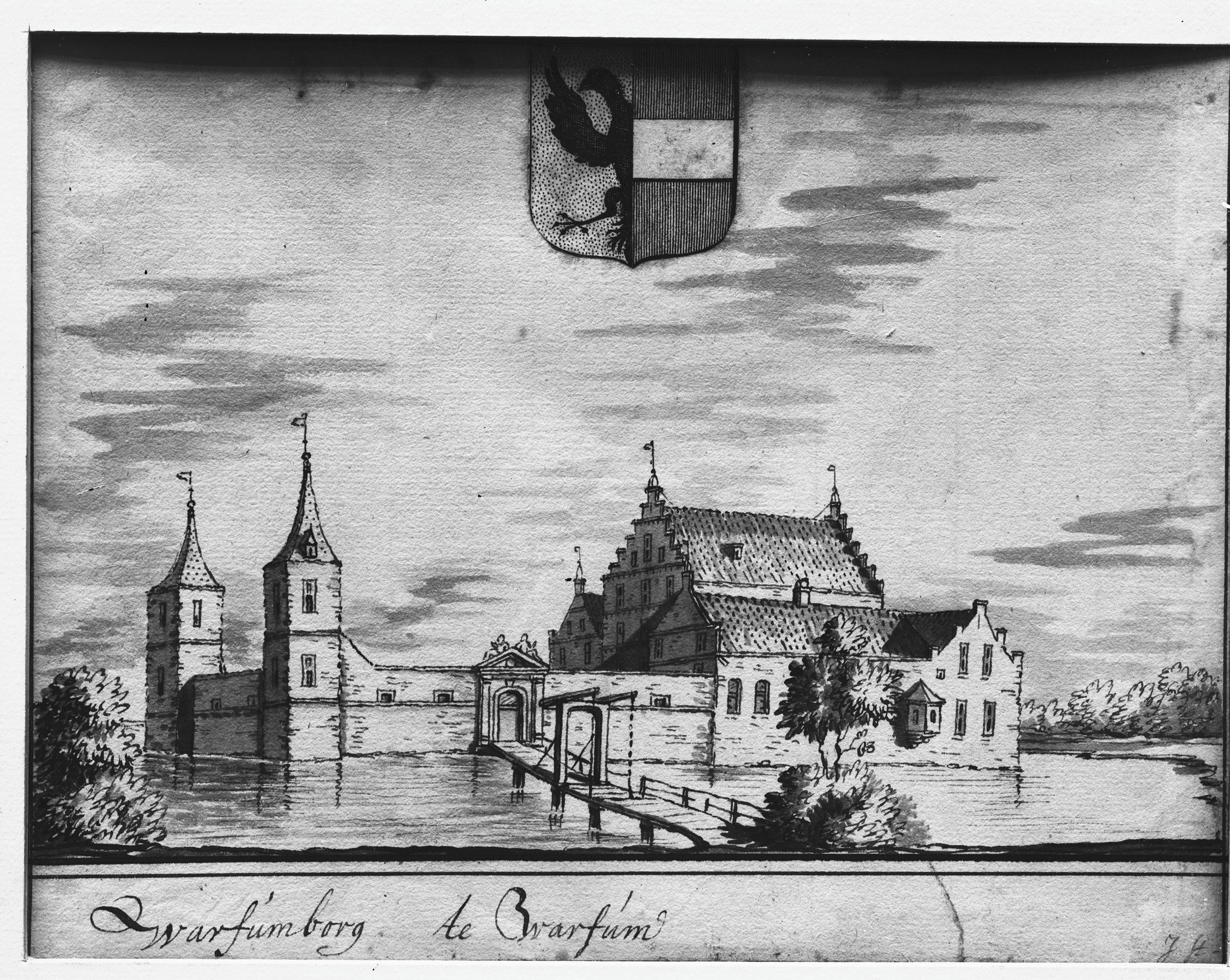
De Sickingheburg te Warffum (Groningen)

Sinds de 13e eeuw komt het geslacht voor in historische documenten, en reeds vanaf de 15e eeuw wordt het als adellijk beschouwd. In de loop der eeuwen vervulden leden van de familie talrijke functies in dienst van stad en land, waaronder die van vazal, landedelman, rechter, burgemeester, drossaard, militair en politicus. Tussen circa 1250 en 1760 leverde het geslacht minstens twaalf burgemeesters aan de stad Groningen, samen goed voor ongeveer 92 jaar burgemeesterschap.   
Leden van de familie speelden een actieve rol in tal van sleutelconflicten, waaronder de Grote Friese Oorlog, de Saksische Vete, de Tachtigjarige Oorlog de Tweede Münsterse Oorlog – met als hoogtepunten het Gronings Ontzet en het Ontzet van Coevorden – en de Glorious Revolution. Daarnaast waren zij aanwezig bij diverse historische gebeurtenissen, zoals de troonsafstand van keizer Karel V, de machtsoverdracht aan Filips II van Spanje, de kroning van koning Ferdinand I van Roemenië en de begrafenis van koning Oscar II van Zweden. Op nationaal niveau waren leden van de familie betrokken bij of aanwezig bij onder meer de intocht van Maria van Oostenrijk te Groningen, de begrafenis van Ernst Casimir van Nassau-Dietz, de Unie van Brussel, de Unie van Utrecht en de doop van prins Willem II der Nederlanden.  
Door de eeuwen heen vervulden telgen van het geslacht diverse (militaire) functies binnen het Huis Nassau en het Nederlandse Koninklijk Huis. Zo waren zij actief als page, adjudant, ordonnansofficier, stalmeester, kapitein des Gardes, kamerheer, hofmaarschalk, intendant, directeur en gouvernante. Halverwege de 19e eeuw vestigden de meeste familieleden zich voornamelijk in 's-Gravenhage, waar zij werkzaam waren als militair, arts en bestuurder. Sinds de 20e eeuw is de familie geografisch meer verspreid geraakt en bracht zij enkele toonaangevende bestuurders voort binnen het (internationale) bedrijfsleven.  

## Geschiedenis

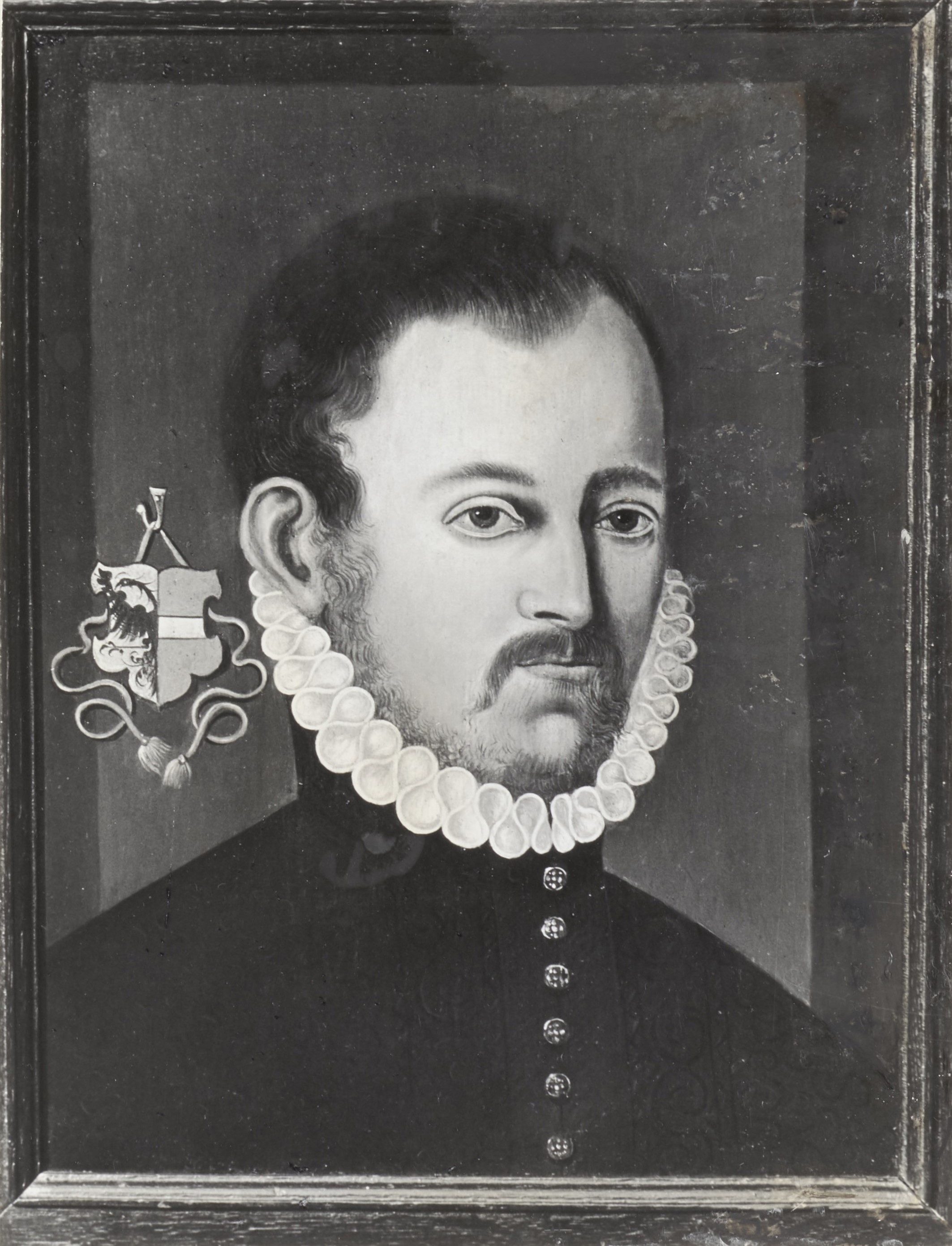
Joncker Johan Sickinghe (1576-1652)

De geschiedenis van de familie Sickinghe gaat ver terug. Al in 1015  wordt een Koert Sickinghe genoemd als hoofdman van Winsum. Toch geldt ridder Otto Sickinghe als de oudst traceerbare voorouder. In 1257 duikt zijn naam op als een van de vier rekenmeesters van Groningen – de vroegst bekende burgemeesters van de stad.

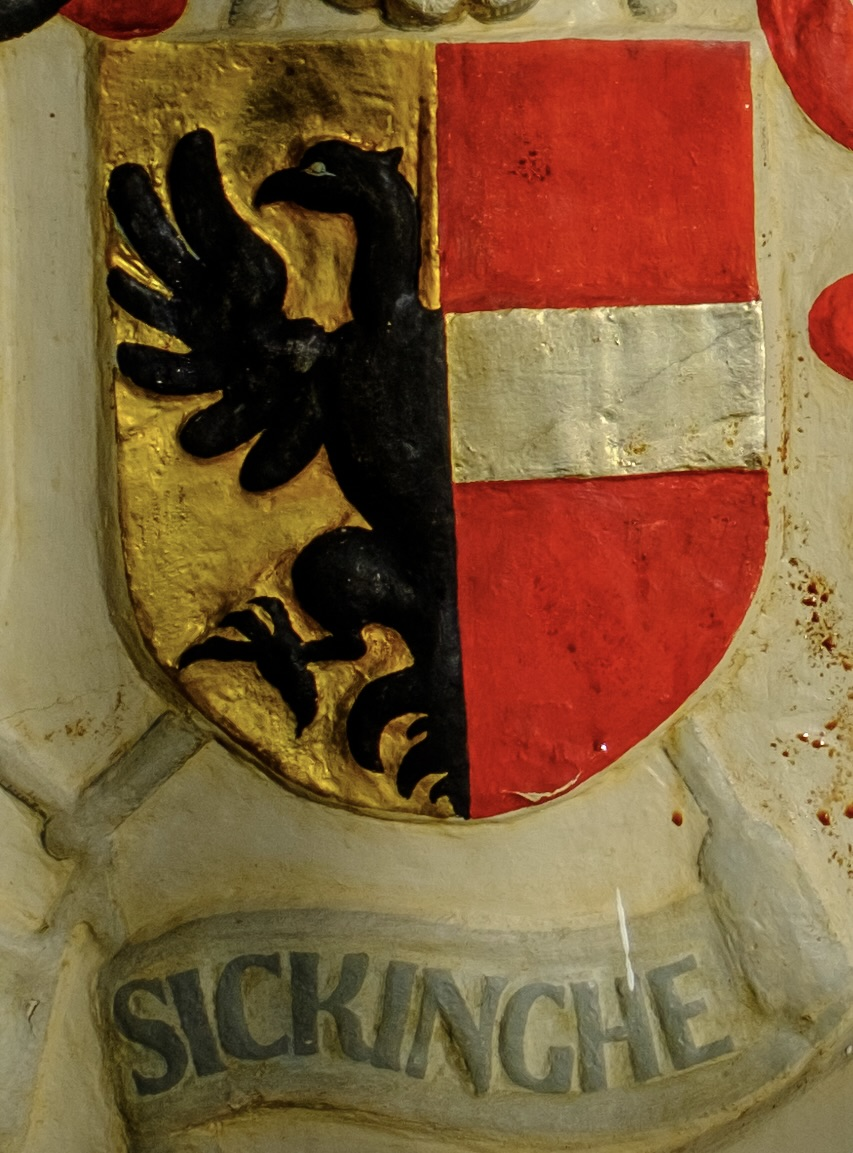
Het Sickinghe wapen in de apsis van de Petruskerk van Usquert, aangebracht in 1644

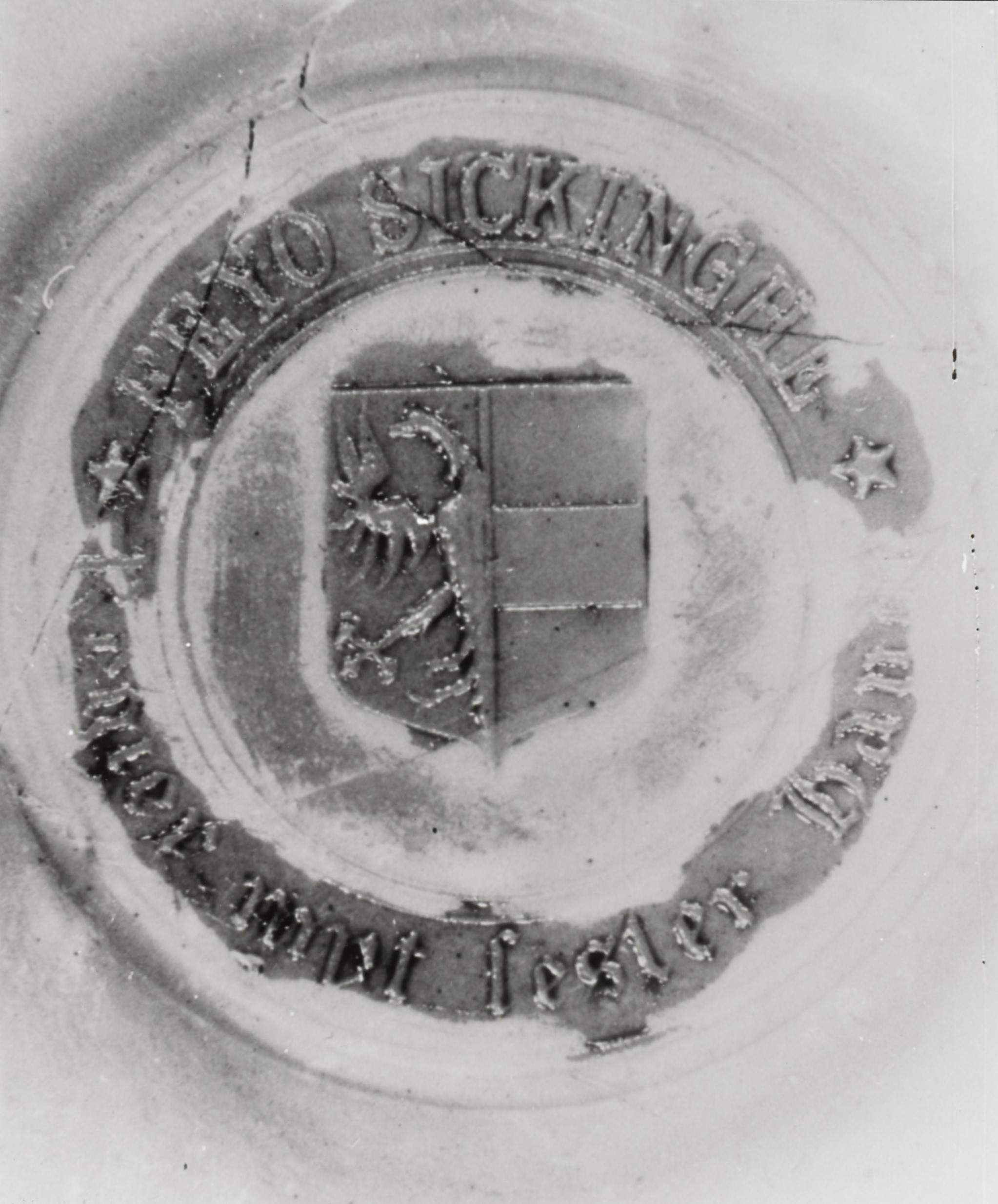
Het zegel van Feyo I Sickinghe in 1450 met daarop het familiewapen en de wapenspreuk: Regier met fester hand (Regeer met vaste hand)

Vanaf de 14e eeuw kent het geslacht twee hoofdtakken: een Groningse tak en een Friese. De Groningse lijn begint met Otto Sickinghe, die twee zonen kreeg: Lutbertus en Ludolfus Sickinghe. Beide  traden in hun vaders voetsporen.  Lutbertus Sickinghe was in 1264 burgemeester van Groningen, terwijl Ludolfus dit ambt bekleedde in 1284, 1291 én 1292, gekozen door de Assingekluft. Gerard Sickinghe – vermoedelijk een zoon van Ludolfus – was tussen 1304 en 1357 burgemeester. Lubbert Sickinghe, waarschijnlijk Otto’s klein- of achterkleinzoon, was burgemeester van 1354 tot 1383 en wordt gezien als stamvader van de Groningse, nog bestaande tak van de familie.
De Friese tak begint vermoedelijk met Feicke Sickinga (1325-1407), zoon van Feyes Sickinga en kleinzoon van bovengenoemde Ludolfus Sickinghe. Hij was een bondgenoot van graaf Albrecht van Beieren en speelde een centrale rol in de Hollandse partij tijdens de strijd om Friesland.

Hoewel het geslacht oorspronkelijk tot het Groninger stadspatriciaat behoorde, namen leden vanaf de 14e eeuw ook feodale en adellijke functies op zich. In 1376 werd Lubbert Sickinghe door zowel het kapittel van de Dom van Utrecht als Reinoud III van Coevorden beleend met de Tamminga-tienden. In 1384 gingen deze over op zijn zoon Johan Sickinghe, aan wie Reinoud IV van Coevorden de belening bevestigde. In 1463 verleende de bisschop van Utrecht, David van Bourgondië, de tienden aan Lubberts kleinzoon, Evert Sickinghe. Deze Evert combineerde verschillende machtsposities, kenmerkend voor de familie Sickinghe in die tijd. In Groningen was hij hoofdman en bezat hij samen met zijn vader het gildrecht. Tegelijkertijd speelde hij ook een belangrijke rol op het platteland, als hoofdeling en redger (plaatselijk rechter) te Winsum, Baflo en Den Andel. In 1441 legde hij de eed af aan bisschop Hendrik II. van Meurs van Münster, waarna hij werd benoemd tot proost van de halve proosdij van Loppersum — een wereldlijk ambt met toezicht op kerkelijke goederen en inkomsten. Hij huwde een dochter van de bekende Oost-Friese legeraanvoerder Focko Ukena. Evert en zijn vrouw bezaten vele steenhuizen en boerderijen in en rondom de stad – onder meer het Sickinghehuis, gelegen ten westen van de Boteringestraat, en de westelijke Ripperdaborg, waar het echtpaar woonde.

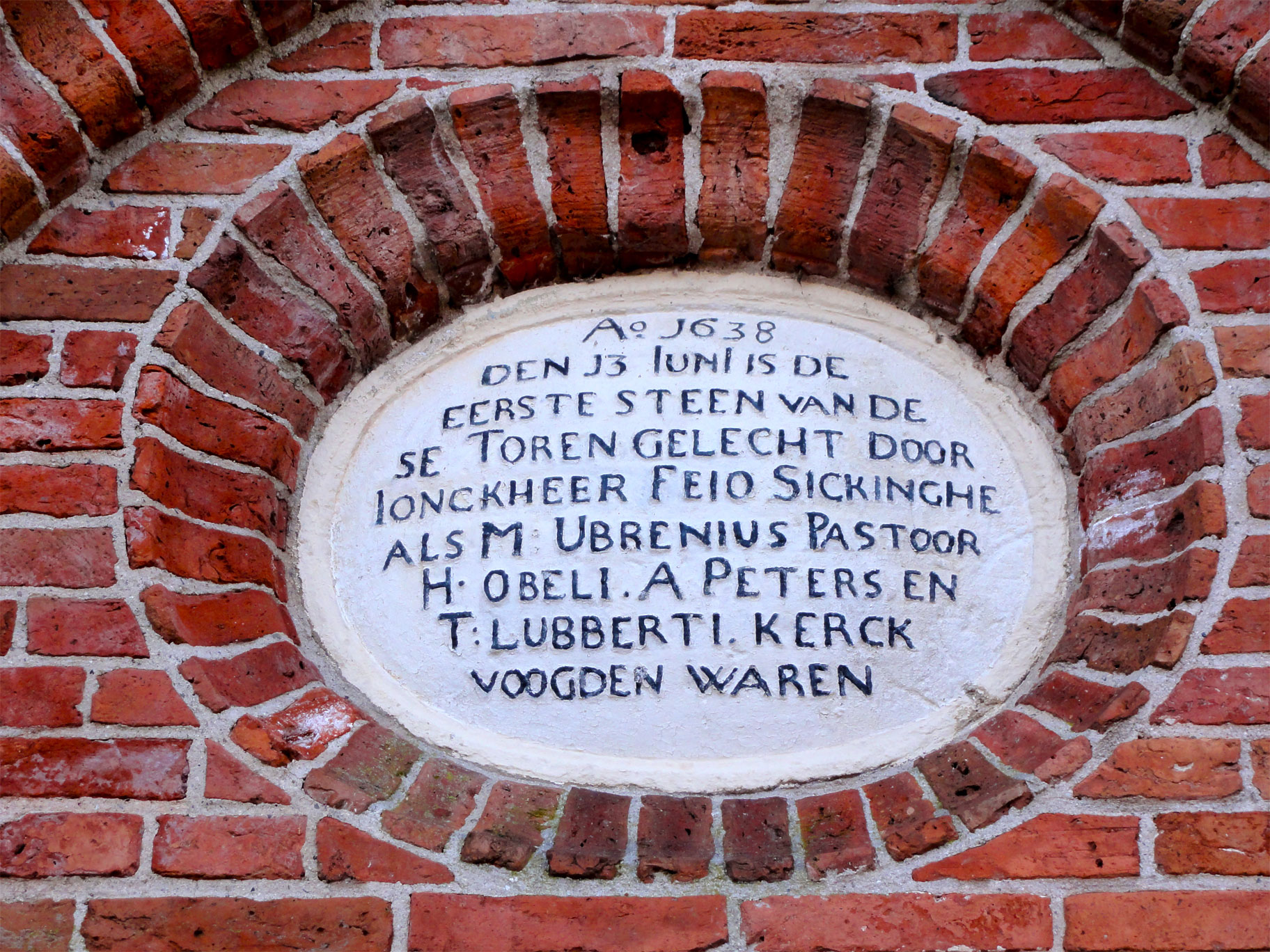
Jonckheer Feio Sickinghe (1610-1666) legde in 1638 de eerste steen voor de toren van de Sebastiaankerk van Warffum

Van de 15e tot de 17e eeuw bracht het geslacht vele landjonkers voort, wonend op borgen, kastelen en steenhuizen. Zij waren actief als grootgrondbezitter, rechter, bestuurder of militair. Pas in het begin van de 18e eeuw keerde de familie definitief terug naar het stedelijke leven. 

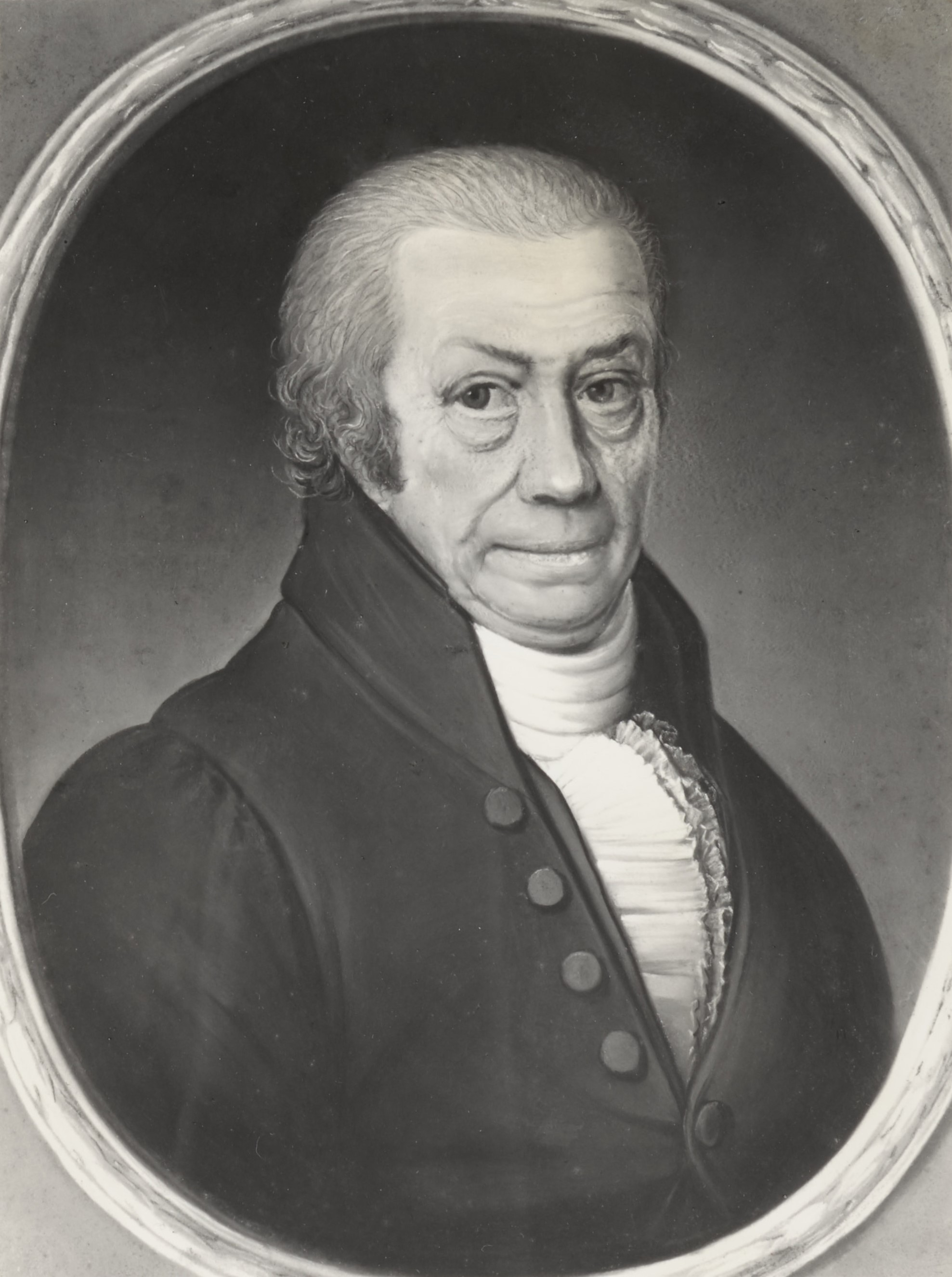
Jonkheer Pieter Rembt Sickinghe (1743-1821)

In 1814 werd mr. Pieter Rembt Sickinghe (1743-1821) benoemd in de Ridderschap der Provincie Groningen – als enige vertegenwoordiger van het oude Groninger stadspatriciaat. Hij had, als lid van een oud adellijk geslacht, de mogelijkheid om een baronnentitel te voeren, maar zou hierover gezegd hebben: Better een olde jonker, dan een nije baron. In 1815 werd ook zijn zoon, mr. Onno Joost Sickinghe, benoemd in de Ridderschap. Sindsdien behoren zij en hun nakomelingen tot de Nederlandse adel, met het predicaat  jonkheer of jonkvrouw en het aanspreekformulier Hoogwelgeboren. Als leden van een al sinds de 15e eeuw als adellijk erkend riddermatig Noord-Nederlands geslacht waren zij vrijgesteld van de verplichting een bewijsakte van 'nieuwe veradeling' te overleggen. 
In 1902 werd de adellijke status bevestigd voor twee telgen van de zogenoemde 'Tamminga-Sickinghe'-tak. Dr. Eilko Eger Sickinghe (1855-1924) en drs. Feyo Willem Joost Sickinghe (1881-1944). Deze tak vond haar oorsprong bij Eilko Eger Tamminga Sickinghe (1726-1807). Met het overlijden van jhr. Feyo Willem Joost in 1944 stierf deze tak in mannelijke lijn uit. Alle nog levende telgen van het geslacht stammen af van Feijo Sickinghe (1718-1748) en diens zoon Pieter Rembt Sickinghe. In 2006 waren er nog dertien mannelijke telgen in leven, de jongste geboren in 2004. 
Door de eeuwen heen bewoonden leden van het geslacht Sickinghe een groot aantal kastelen, borgen en edele huizen, waaronder de Warffumborg (of Sickingheborg) bij Warffum, de Breedenborg bij Breede, het huis te Beyum (of huis te Sickinghe) bij Zuidwolde, borg Vliethoven bij Delfzijl, de Englumborg bij Oldenhove, Holwinde (of Sybrandaheerd), de Ludemaborg bij Usquert, borg Thedema bij Noordwolde, Ungersma bij Uithuizermeeden, Ewsum (ook wel de Oort) bij Middelstum, de Winsumborg bij Winsum, Eelsum en Boukum bij Zeerijp, de Gaykingaborg bij Warfhuizen, het Sickinghehuis (ook Esserhuis) aan de Herestraat in de stad Groningen en Kasteel Wijchen in Gelderland. 
Het geslacht voert drie wapenspreuken:  
- Regier myt fester Handt (Regeer met vaste hand)
- Moed en Ootmoed (Moed en nederigheid)
- Werck onder Godes zeegen (Werk onder Gods zegen)

Sinds de 21e eeuw wordt vooral de spreuk Werck onder Godes zeegen door het geslacht gebruikt.
De familie is verwant aan vele andere (Noord-Nederlandse) adellijke families en jonkersgeslachten, waaronder Ripperda, Lewe, Ewsum, Jarges, Clant, Van Broeckhuysen, Van Burmania, Van Heemstra, Van Haersolte, de Mepsche, Tjarda van Starkenborgh, Van Cammingha, Van Iddekinge, de Beaufort en Van Eysinga.

## Enkele (bekende) telgen

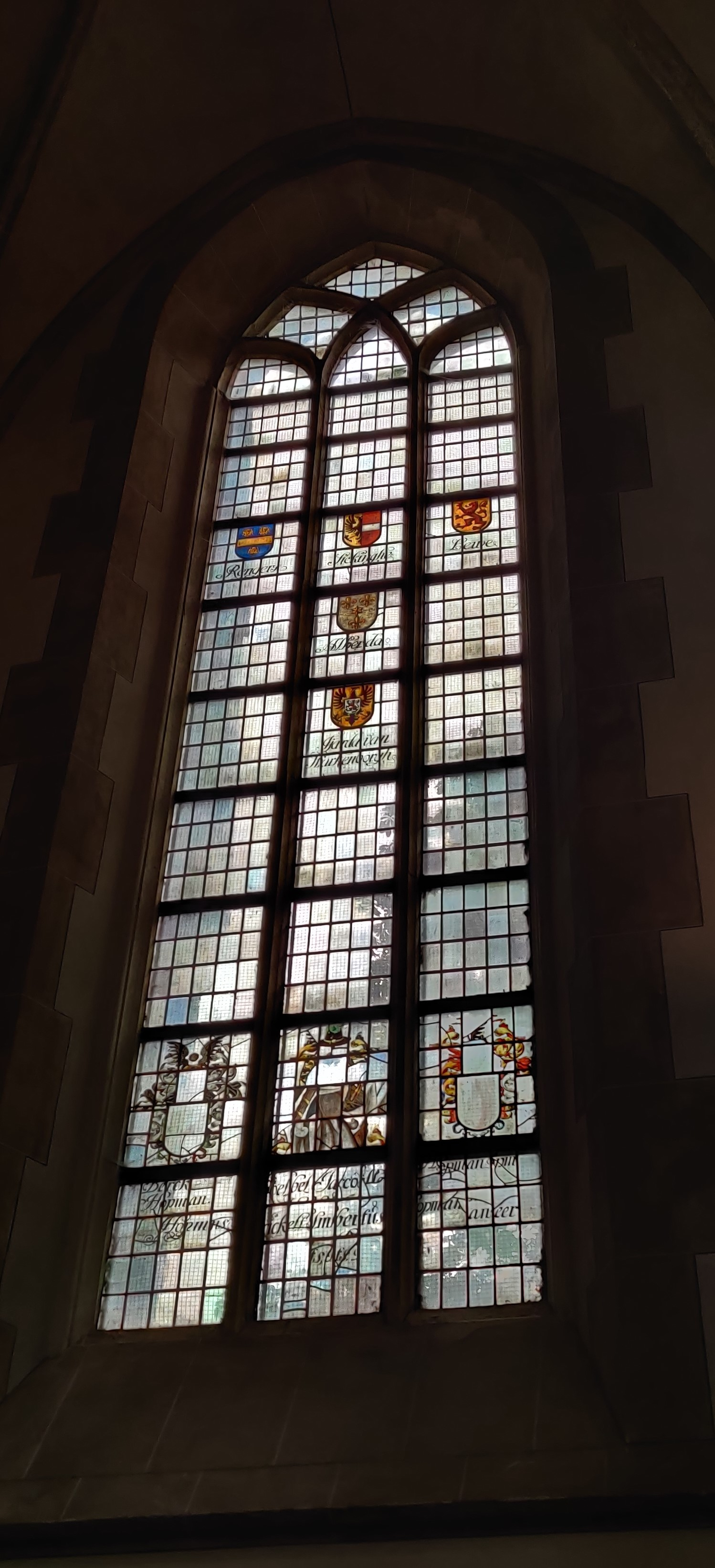
Het wapen van de familie Sickinghe (bovenste rij, midden) in het grote raam van het koor in de Martinikerk te Groningen, anno 2021

Het geslacht Sickinghe bracht sinds de dertiende eeuw vele bekende regenten, politici, militairen en zakenmensen voort. Hieronder enkele bekende telgen in chronologische volgorde:
- Otto Sickinghe (genoemd 1257), ridder en burgemeester van Groningen
- Lutbertus Sickinghe (genoemd 1264), burgemeester van Groningen
- Ludolfus Sickinghe (genoemd 1284), burgemeester van Groningen
- Gerard Sickinghe (genoemd 1304), burgemeester van Groningen
- Lubbert Sickinghe (±1320 - ±1390), burgemeester van Groningen
- Everd Sickinghe (genoemd 1388), burgemeester van Groningen
- Feicke Sickinga (1325-1407)
- Johan I Sickinghe (±1360 - ±1445), burgemeester van Groningen
- Ludolf Sickinghe (±1380 - na 1458), burgemeester van Groningen
- Evert Sickinghe (±1390-1472), proost, schoonzoon van Focko Ukena
- Feyo I Sickinghe (†1472)
- Peter I Sickinghe (1455-1532), ridder en burgemeester van Groningen, beroemd staatsman
- Johan II Sickinghe (1495-1572), burgemeester van Groningen, drost, procurator van de Germaanse natie te Orléans
- Idzard van Sickingha (±1518-1575), Fries politicus
- Feijo II Sickinghe (1546-1579), landedelman en politicus
- Pieter Sickinghe (†1578), kapitein, grietman en drost van Harlingen
- Harmen Sickinghe († ca. 1606), landedelman en politicus
- Johan III Sickinghe (1576-1652), zeer vermogend en invloedrijk Gronings landedelman en bestuurder
- Johannes Sickinghe (1602-1624), humanist
- Feio III Sickinghe (1610-1666), landedelman en politicus
- Rudolph Sickinghe (1643-1688), landedelman, politicus en militairDe herenbank bij de kerk van Breede, geplaatst in 1653, met daarboven het wapen van de familie Sickinghe

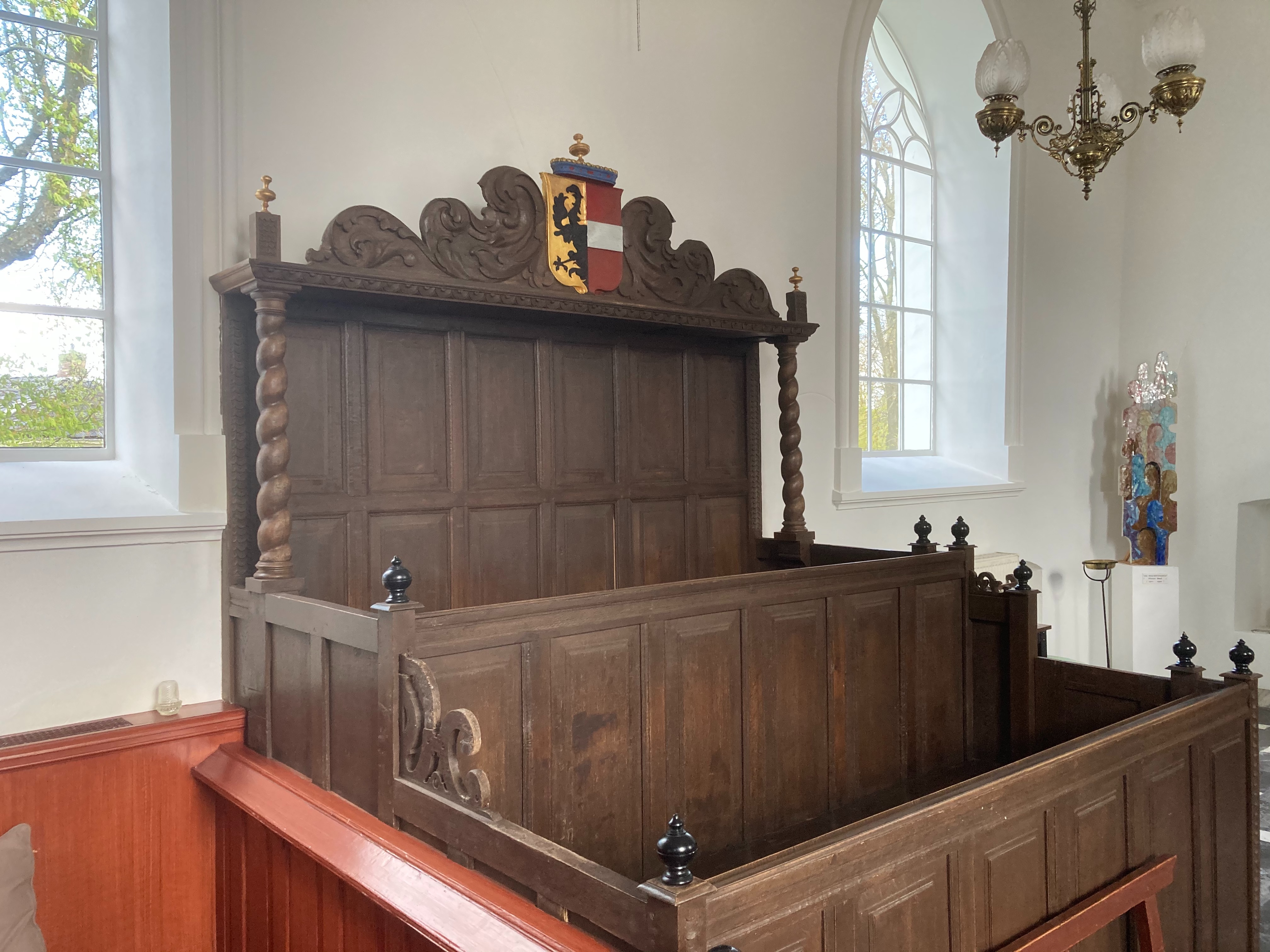
De herenbank bij de kerk van Breede, geplaatst in 1653, met daarboven het wapen van de familie Sickinghe

- Johan Sickinghe (1649-1673), majoor der cavalerie
- Feio IV Sickinghe (1654-1696), militair en commandeur
- Feijo Johan Sickinghe (1673-1702), borgheer en militair
- Onno I Sickinghe (1688-1756), burgemeester van Groningen en drost der beide Oldambten
- Feijo V Sickinghe (1718-1748), militair en commandeur
- Eilko Eger Tamminga Sickinghe (1726-1807), burgemeester van Groningen
- Pieter II Rembt Sickinghe (1743-1821), drost, politicus, rechter, president van de Ridderschap der Provincie Groningen
- Hendrik George Sickinghe (1754-1818), politicus
- Onno II Joost Sickinghe (1782-1845), belastinginspecteur, politicus en rechter
- Pieter III Feijo Onno Sickinghe (1824-1885), militair en bestuurder
- Eilko Eger Sickinghe (1855-1924), koopman en journalist
- Onno III Joost Sickinghe (1858-1948), gemeenteraadslid
- Agathon Gerard Sickinghe (1868-1954), luitenant-generaal der artillerie, kamerheer en hofmaarschalk van koningin Wilhelmina.
- Feyo Willem Joost Sickinghe (1881-1944), bekend arts, assistent van professor Karel Frederik Wenckebach
- Ottelina Charlotte Emilie Sickinghe (1883-1952), zangeres (soliste)
- Duco Wilhelm Sickinghe (1888-1983), militair en bestuurder, ordonnansofficier van koningin Wilhelmina
- Ottelina Cornelia Sickinghe (1895-1975), maatschappelijk actieve burgemeestersvrouw, echtgenote van Pieter Willem Jacob Henri Cort van der Linden (1893-1969)
- Pieter IV Feyo Onno Rembt Sickinghe (1900-1974), intendant Koninklijke paleizen, hofmaarschalk van koningin Juliana en directeur van het Koninklijk Huisarchief
- Cornélie Jeanne Louise Mathilde Sickinghe (1923-2021), universitair docent, gouvernante van de prinsessen Beatrix en Irene, peetmoeder van Prins Constantijn der Nederlanden, echtgenote van jhr. Arnout Jan de Beaufort (1912-1966) en moeder van jhr. Frans de Beaufort (1966), vriend van en getuige bij het kerkelijk huwelijk van koning Willem-Alexander en peetvader van prinses Alexia
- Feyo VI Onno Joost Sickinghe (1926-2006), Nederlands topbestuurder, president-directeur van Stork, echtgenoot van Marguerite Cornélie van Eeghen (1928-2016)
- Wilhelmine Jeanne Mathilde Elisabeth Sickinghe (1956), echtgenote van Henri Giscard d’Estaing (1956); CEO van Club Med en oudste zoon van de 20e President van de Franse Republiek Valéry Giscard d'Estaing
- Duco Willem Sickinghe (1958), Nederlands topbestuurder, CEO van Telenet, president-commissaris van KPN, ondernemer en investeerder

## Rol bij het Ontzet van Coevorden (1672)

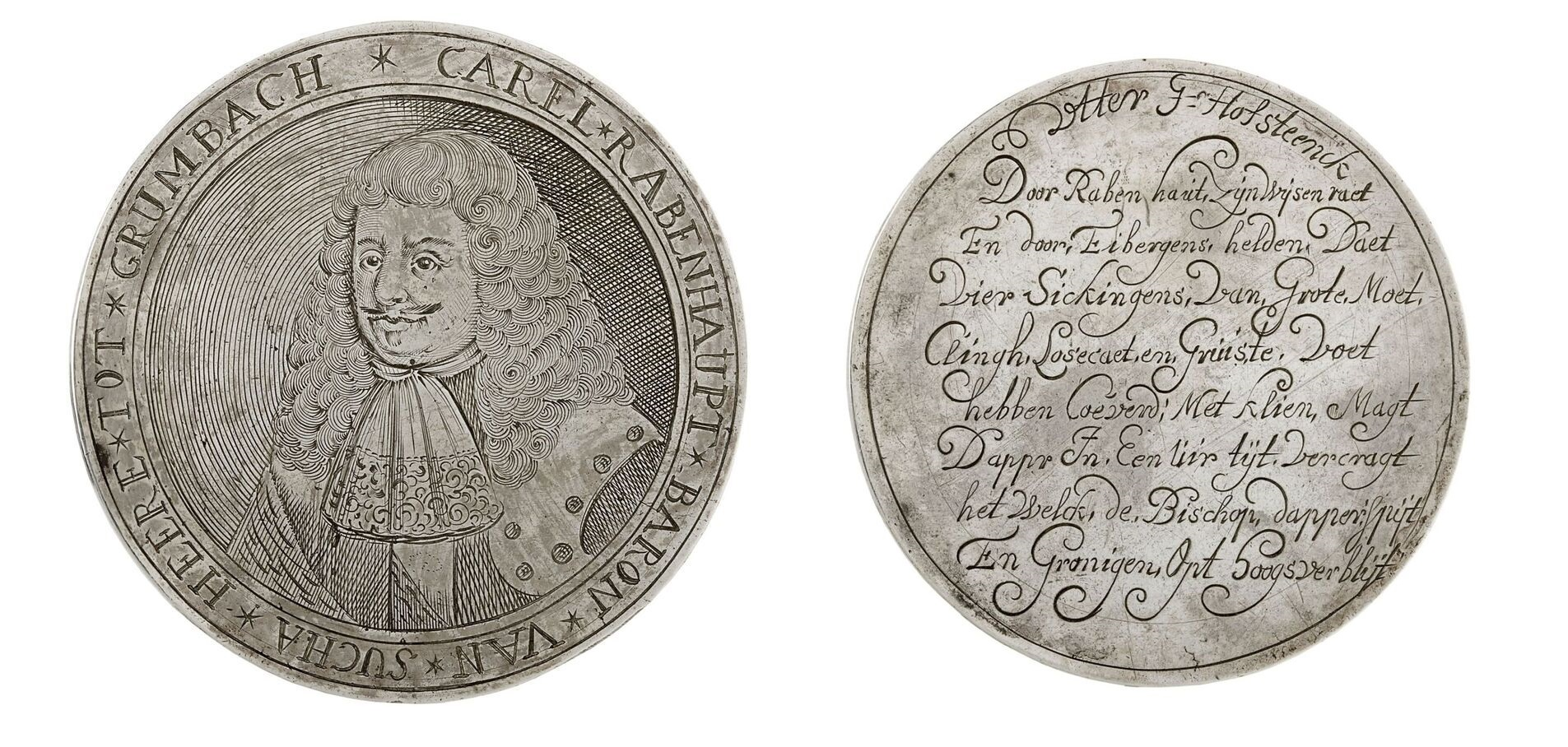
De zilveren munt uit 1672 met daarop genoemd: 'Vier Sickingens van grote moet'

Tijdens het Beleg van Coevorden (het Ontzet van Coevorden) in 1672 waren vier broers Sickinghe als officier-vrijwilliger ingedeeld bij de cavalerie onder leiding van jonker Johan Sickinghe (1649-1673). Johan Sickinghe; 23 jaar oud, Rudolph Sickinghe; 29 jaar oud, ritmeester Hindrik Sickinghe; 22 jaar oud en de vaandrig Feio Sickinghe (1654-1696); 18 jaar oud. Rudolph Sickinghe had zich onderscheiden als een van de onderbevelhebbers bij de verdediging van Groningen en zou later stadhouder Willem III (1650-1702) vergezellen bij de overtocht naar Engeland. 

Op 4 september 1672 vlucht de schoolmeester Mijndert van der Thijnen vanuit Coevorden naar Groningen. Met de meegenomen schetsen en kaarten van de vesting van Coevorden maakt hij een aanvalsplan voor de herovering van Coevorden op het Prinsbisdom Münster. Aangekomen in Groningen legt hij het plan voor aan de militaire aanvoerder Carl von Rabenhaupt (1602-1675). In december gaat Rabenhaupt akkoord en machtigt Van Thijnen de officieren zelf uit te zoeken. Het voorstel van Mijndert is om drie bastions aan te vallen. Van Thijnen wijst luitenant-kolonel Frederik van Eybergen aan als hoofd van de militie en bevelhebber van de eerste aanval op bastion Gelderland waar het kasteel ligt. Majoor Wyler is commandant van de tweede aanval op bastion Holland en majoor Johan Sickinghe is commandant van de derde aanval op het zuidelijk van de Friese poort gelegen bastion Overijssel. Er wordt een troepenmacht samengesteld van duizend man infanterie en een eskadron ruiterij. Behalve Johan Sickinghe nemen ook zijn broers, namelijk Rudolph Sickinghe, lid van de Staten-Generaal, die vrijwillig deze tocht bijwoonde, voorts de ritmeester Hendrik Sickinghe en de cornet Feio Sickinghe, beiden uit het cavalerie regiment van kolonel George Frederik Graaf van Nassau-Siegen (1606-1674) deel aan de aanval.                  

De herovering van Coevorden in 1672 door Staatse troepen op Bernard van Galen, bisschop van Münster. Onder de genummerde details (nummer 7) de "Aenval van Joncker Sickinga"

In de avond van 29 december slaat het Staatse leger zijn kampement op in de buurt van de stad. De volgende morgen om acht uur, bij dichte mist, vindt de aanval vanaf drie zijden plaats. Met 300 man marcheert majoor Sickinghe, door "den Holvoort", van de andere troepen af, naar het bastion Overijssel. Een achttal biezen matten wordt meegenomen om bij het bastion een biesbrug te maken en zo de gracht over te steken. Doordat het bastion Overijssel het verste weg lag kregen sergeant-majoor Johan Sickinghe en zijn regiment de zwaarste strijd te verduren. Door de lange tocht kwam hij later aan en vond hij de vijand op zijn hoede en deze wisten met een kanonschot zes dragers van de biesbrug uit te schakelen. Maar de aanvallers weerden zich dapper. Aan de ruiterij was verlof gegeven dat ieder, die aan de bestorming van het bastion Overijssel deel zou willen nemen, van zijn paard mocht stijgen en te voet verder mocht strijden. De nodige onverschrokkenheid was nodig om bij deze aanval onder het schieten van de vijand, de biesbrug over te brengen en het bolwerk te beklimmen. Aangekomen bij het bastion Overijssel snijdt majoor Sickinghe zelfs de kappen van zijn rijlaarzen af om niet gehinderd te worden bij het beklimmen van de wal. Hij stimuleert zijn troepen hetzelfde te doen en zo de infanterie te ondersteunen bij de aanval.            

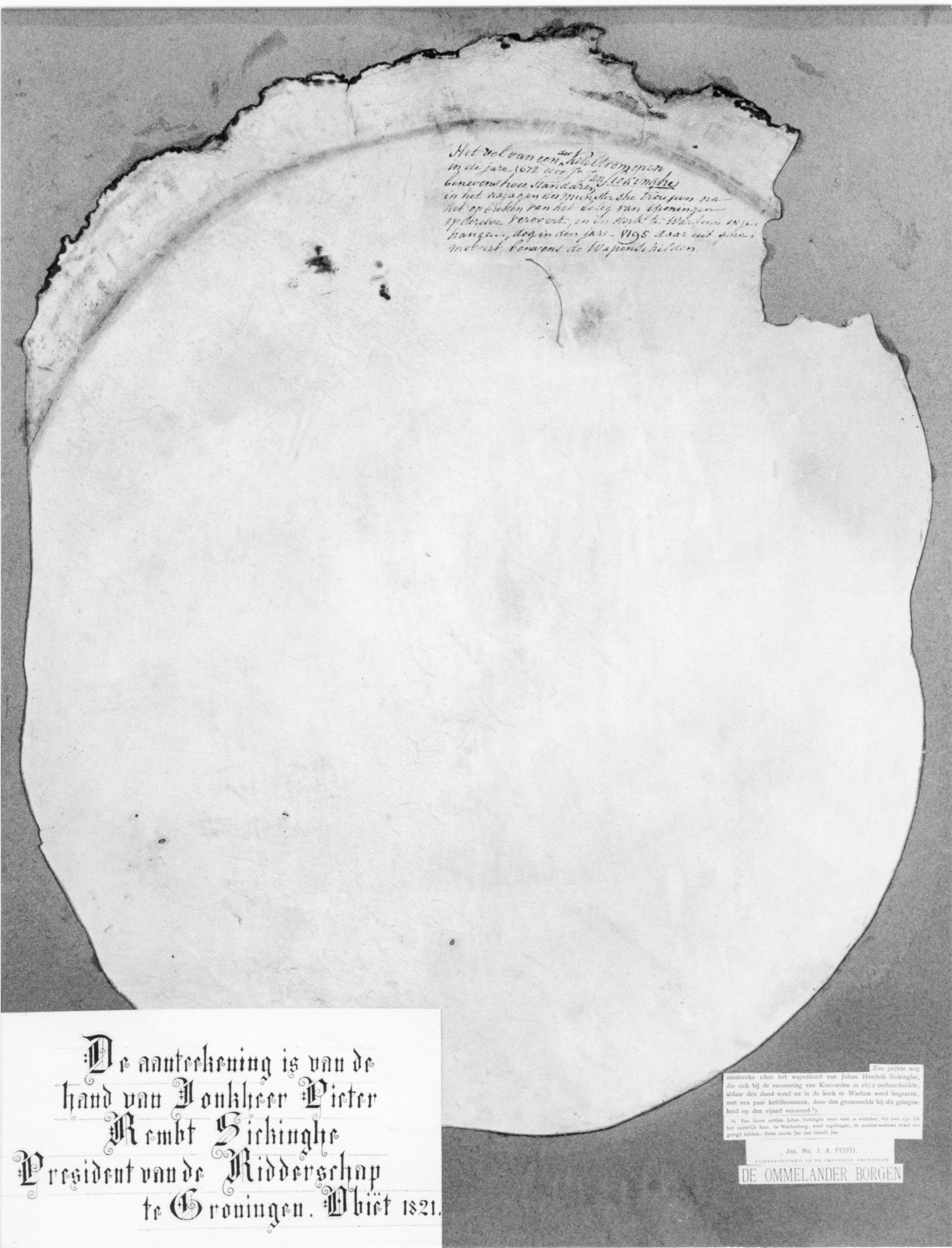
Foto van een trommelvel van een keteltrom, door Jan Sickinghe buitgemaakt bij de verovering van Coevorden met een aantekening van de hand van jonkheer Pieter Rembt Sickinghe (1743-1821)

De beklimming van de wal lukt uiteindelijk, maar ten koste van vele gesneuvelden en gewonden waaronder Hindrik Sickinghe, die zwaargewond raakt. De sergeant-majoor Johan Sickinghe was samen met luitenant Jan Rutger van der Camp, die de voorhoede aanvoerde, als eerste boven gekomen, en stak met eigen hand een konstabel neer, die op het punt stond een kanon af te vuren. Eindelijk kregen de aanvallers lucht. Van der Thijnen, die alles goed in de gaten had, maakte overste Frederik van Eybergen erop attent, dat de majoor Johan Sickinghe nog in gevecht was en deze ging met 40 man naar het bastion Overijssel. Kapitein Steven Clinge wist van binnen uit de Friesche poort te openen. Hierdoor konden de overige ruiters van Sickinghe's regiment, waaronder zijn broer Rudolph en Feio onder het blazen van het Wilhelmus naar binnen galopperen. De vijanden, die merkten dat ze ook van achteren werden aangetast, wierpen de wapens neer en gaven zich over. Bij de bestorming van het bastion Overijssel werden uiteindelijk de meeste verliezen geleden.  
De overwinning maakte overal in het land grote indruk. Von Rabenhaupt werd benoemd tot drost van Drenthe en gouverneur van Coevorden, Van der Thijnen kreeg een heldenstatus. Hij ontving een gouden herdenkingspenning en een verguld zilveren bokaal. De gebroeders Sickinghe ontvingen daarnaast twee bijzondere keteltroms, die deel uitmaakten van de oorlogsbuit. De stad Groningen liet ter herdenking van de verovering door de Groningers een zilveren penning slaan met de tekst:
voorzijdeafbeelding van de stad Groningen
daaronderGroningen belegert den 9 july verlaeten den 11 augustus 1672.
door Rabenhaupt sijn wijsen raet
en door Eibergens helden daet
vier Sickingens' van grote moet
Clingh', Losecaet en Gruys te voet,
hebben Coeverd' met klien magt,
dapper in een uur tijt vercragt,
hetwelk de bisschop dapper spijt
en Groningen op ’t hoogs verblijt

## Functies op provinciaal niveau

### Binnen het gewest Groningen
Het geslacht Sickinghe heeft samen met het eveneens adellijke geslacht Lewe per saldo de meeste burgemeester geleverd aan de stad Groningen. Ridder Otto Sickinghe wordt bijvoorbeeld genoemd als een van de vier burgemeesters van Groningen in een verkoopakte uit 1257. Andere familieleden die burgemeester waren, zijn onder meer Lubertus Sickinghe, (genoemd 1264), Ludolfus Sickinghe (genoemd 12844), Gerard Sickinghe (genoemd 1304), Lubbert Sickinghe (genoemd 1354), Evert Sickinghe (genoemd 1388), Johan Sickinghe (†1421 of 1445), Ludolf Sickinghe (±1380 - na 1458), ridder Peter Sickinghe (1455-1532), dr. Johan Sickinghe (1495-1572), Onno Sickinghe (1688-1756) en Eilko Eger Tamminga Sickinghe (1726-1807).       
Gerard Sickinghe, tussen 1304 en 1357 herhaaldelijk burgemeester en raadsheer van Groningen, gold als een van de voornaamste leiders van de 'Westerpartie' binnen de stad. Samen met Johan Folkerdinge was hij aanvoerder van deze partij in het conflict met de 'Utrechtse' partij onder leiding van de prefect van Groningen, Ludolf van Gronebeke. Het conflict escaleerde zodanig dat Gwijde van Avesnes, bisschop van Utrecht, zich genoodzaakt zag in te grijpen. Hij bepaalde dat de prefect van Groningen zich moest neerleggen bij de beslissing van de meerderheid van de Groningse raad. Gerard Sickinghe wordt in de overeenkomsten uit 1310 en 1311 genoemd als 'een van de acht hoofdlieden' en als 'een van de zes borgen van de Westerpartie'. Tevens staat hij in de Farmsumer Zeendbrief van 6 juli 1325 als een van de ‘edelen en vooraanstaande mannen’ namens Groningen vermeld.       

Enkele telgen van het geslacht waren vazal van de bisschop van Utrecht. Zo werd Lubbert Sickinghe (genoemd 1354) in 1360 door de Deken en het Kapittel van de Dom van Utrecht beleend met de Postinghe-tienden bij Helpen. In 1376 werd hij door Reinoud III van Coevorden eveneens beleend met de Tamminga-tienden. Deze laatste tienden werden in 1384 door de burgraaf van Coevorden doorgegeven aan zijn zoon Johan Sickinghe. Na diens overlijden werd Evert Sickinghe door David van Bourgondië, bisschop van Utrecht met deze tienden beleend.       
Johan Sickinghe (±1360 - ±1445), Ludolf Sickinghe (±1380 - na 1458), Lubbert Sickinghe en Johan II Sickinghe (circa 1452 tot na 1499) waren lid van het brouwersgilde, dat destijds als het machtigste gilde van Groningen gold. Peter Sickinghe (1455-1532) was eveneens lid en diende tussen 1499-1501 als ouderman van het gilde.       
Johan Sickinghe en zijn zoon Ludolf Sickinghe waren betrokken bij het grote oproer in 1413 tussen de Schieringers en Vetkopers in de stad. Zij waren bondgenoten van Coppen Jarges en medebestormers van het stadhuis, waarbij vele Vetkopers, waaronder burgemeester Johan Rengers, werden vermoord. Het bleek een van de aanleidingen tot de Grote Friese Oorlog.      
Evert Sickinghe (†1472) was redger (rechtspraakambtenaar) te Baflo, Winsum en Den Andel; Johan II Sickinghe (1452-1499) redger te Winsum; Feio Sickinghe (1610-1666) redger te Warffum, Breede, Usquert en Zuidwolde; en Johan Sickinghe (1576-1652) redger te Warffum. In 1441 werd Evert Sickinghe proost van de halve proosdij te Loppersum. Op 19 september van dat jaar legde hij de eed af aan de bisschop van Münster, Hendrik II. van Meurs.       
Dr. Johan Sickinghe (1495-1572) en Onno Sickinghe (1688-1756) waren allebei drost (ook wel schout genoemd) der beide Oldambten. Johan was eerder hoofdman van de stad Groningen en Onno eerder ambtman van het Goorecht geweest. Pieter Rembt Sickinghe (1743-1821) was drost van het de streek Hunsingo en daarnaast lid van de gezworen gemeente van Groningen, hoofdman van de Hoge Justitiekamer, rechter en lid van de rechtbank van Eerste Aanleg te Groningen. In 1785 ontving hij Willem V van Oranje-Nassau en zijn zoons Willem en Frederik op het gebouw van de Hoge Justitiekamer.      
Andere functies binnen de provincie vervulden Feio Sickinghe (1654-1696), premier collator te Usquert; Johan Sickinghe (1576-1652), hofmeester van het Winsumer- en Schaphalsterzijlvest; Eilko Eger Tamminga Sickinghe (1726-1807),raadsheer van Groningen; en Onno Joost Sickinghe (1782-1845), controleur der veenderijen van de provinciën Groningen en Drenthe, Ontvanger te Bedum, lid van de Raad van Groningen en rechter te Winschoten.       

### Binnen het gewest Friesland
Feicke Sickinga (1325-1407) was samen met zijn schoonzoon Rienck Bockema een bondgenoot van Albrecht van Beieren. Hij behoorde tot de kern van de Hollandse partij bij de oorlog van de graaf van Holland, Henegouwen en Zeeland om Friesland te onderwerpen.
Pieter Sickinghe (†1578) was olderman, drossaard en kapitein van de Friese stad Harlingen en grietman van de Friese grietenij Barradeel. Als drossaard van het 'kasteel van Harlingen' ontving hij op 16 mei 1577 Margaretha van der Mark, gravin van Arenberg en echtgenote van Jan van Ligne, voor een overnachting op het kasteel van de stad.
Idzard van Sickingha (±1518-1575) was raadslid van het Hof van Friesland. In zijn rol als raadslid kreeg hij als afgevaardigde van Friesland in 1570 de opdracht om Anna van Oostenrijk, koningin van Spanje, bij haar intocht in Nederland te verwelkomen en begroeten. Sickingha werd richting het einde van zijn leven bekend door zijn 'eenzame' verzet tegen de IJzeren Hertog, Landvoogd van de Nederlanden en Caspar de Robles, stadhouder van Friesland, Groningen en Drenthe. Tjalke (Idzerts) van Sickingha († ca.1616), vaandrig en kapitein, was omstreeks 1575 van de Spaanse zijde tot grietman van Wymbritseradeel en tot dijkgraaf benoemd.

## Functies bij de WIC en de Admiraliteit van Friesland
Johan Sickinghe (1576-1652) was een van de oprichters van de Kamer ter Stad en Lande van de West-Indische Compagnie. De gewesten Friesland en Groningen probeerden oorspronkelijk samen een kamer probeerde te bemachtigen in de net opgerichte compagnie. Friesland kreeg de financiën echter niet rond en dus bleef Groningen alleen over. Samen met Jochem Alting vertrok Sickinghe in oktober 1622 als vertegenwoordiger van Groningen richting Den Haag en Amsterdam. Mede door zijn inmenging kregen de Groningers een kamer in de nieuwe compagnie. Waar de Noordelijke provincies in de VOC geen kamer hadden weten te bemachtigen en er sprake was van de Heren XVII, zo was er bij de WIC sinds de komst van Sickinghe en Alting sprake van de Heren XI. Johan was uiteindelijk van 1622-1649 bewindhebber van de kamer. Als vermogend landedelman was hij hoofdparticipant van de compagnie in Groningen. Sickinghe stopte zeker 20.000 gulden in de compagnie, het op een na grootste bedrag van de 59 investeerders uit Stad en Ommelanden. Johans kleinzoon Rudolph Sickinghe (1643-1688) was tussen 1679 en 1683 bewindhebber van de Kamer ter Stad en Lande.
Feio Sickinghe (1610-1666), Rudolph Sickinghe (1643-1688), Onno Sickinghe (1688-1756), Eilko Eger Tamminga Sickinghe (1726-1807) en Hendrik George Sickinghe (1754-1818) waren lid van de Admiraliteit van Friesland.

## Functies op nationaal en internationaal niveau

### Tijdens de Habsburgse- en Spaanse Nederlanden (1482-1581)
Ridder Peter Sickinghe was een vooraanstaand staatsman en speelde een hoofdrol in de Saksische Vete. In het begin van de 16e eeuw verwierf hij grote bekendheid door zijn pogingen om de vrije rijksstad Groningen uit handen van het Hertogdom Saksen te houden. Tussen 1505 en 1515 werd de stad herhaaldelijk belegerd door hertog Albrecht III van Saksen, zijn zoon George van Saksen en graaf Edzard I van Oost-Friesland. Gedurende zeker dertien jaar (1505-1526) bekleede Peter het ambt van burgemeester. In deze rol — en later als hoofdman en oud-burgemeester — vertegenwoordigde hij Groningen tijdens onderhandelingen met haar tegenstanders. Hij was aanwezig bij vrijwel alle besprekingen over het lot van de stad. Peter onderhandelde namens Groningen onder meer met: hertog George van Saksen, hertog Karel van Gelre, hertog Willem II van Gulik-Berg, graaf Edzard I van Oost-Friesland, graaf Everwijn II van Bentheim-Steinfurt, de aartsbisschop van Keulen Filips II van Daun-Oberstein, de Prins-bisschop van Münster (Erik van Saksen-Lauenburg) en Hildesheim (Johan van Saksen-Lauenburg), de bisschop van Utrecht Frederik van Baden, de burgemeesters van Münster, alsook de Saksische bevelhebbers Hugo van Leisnig en Vijt von Drachsdorf en Hisko Abdena, proost van Emden. Daarnaast voerde hij hesprekken met vertegenwoordigers van keizer Maximiliaan I van Oostenrijk, keizer Karel V, koning Hendrik VII van Engeland, koning Filips I van Castilië, hertog Albrecht III van Saksen, het graafschap Oost-Friesland, de Ommelanden en het Sticht Utrecht. Peter stond bekend als een geducht en standvastig onderhandelaar. Hij onderhield nauwe banden met hertog Karel van Gelre, die hem tot zijn vertrouwelingen rekende, en speelde een sleutelrol bij het aanstellen van de hertog als beschermheer van Groningen. Na zijn burgemeesterschap kwam Peter in conflict met Jasper van Marwijck, stadhouder van Groningen, die probeerde de stadsraad (waaronder Sickinghe) en de gilden tegen elkaar uit te spelen. Een van zijn laatste politieke optredens was in januari 1524, toen hij in het Gerkesklooster onderhandelde met Georg Schenck van Toutenburg, stadhouder van Friesland.  
Johan Sickinghe (1495-1572) sprak als burgemeester en hoofdman van de stad Groningen regelmatig met Jan van Ligne, rijksgraaf van Arenberg en stadhouder van Friesland, Groningen, Drenthe en Overijssel. In 1530 was hij aanwezig bij de intocht van Maria van Oostenrijk, koningin-weduwe van Hongarije en landvoogdes van de Nederlanden, te Groningen. Willem van Oranje vergezelde haar als page. In 1555 behoorde Johan tot de acht rijksten die zich namens Stad en Lande voor 10.000 carolusgulden verbonden aan landsheer keizer Karel V. Datzelfde jaar was hij een van de zes aanzienlijke heren die de Heerlijkheid Groningen vertegenwoordigen bij de troonsafstand van Keizer Karel V in het Paleis op de Koudenberg te Brussel. In het bijzijn van de Ridders in de Orde van het Guldenvlies legde hij de eed af aan koning Filips II van Spanje, die heer van de Nederlanden werd. In 1559 werd Johan naar Gent gestuurd om aldaar aanwezig te zijn bij de vergadering der Algemene Staten, belegd door Filips II voor zijn vertrek naar Spanje.
Pieter Sickinghe (†1578), Feijo Sickinghe (1546-1579) en Harmen Sickinghe († vóór 1606) waren bekende politieke vertegenwoordigers en afgevaardigden van de Ommelanden. Pieter tekende als vertegenwoordiger van de Ommelanden op 9 januari 1577 voor de eerste Unie van Brussel. Feijo maakte deel uit van de Ommelander gezantschappen in 1570 naar de stadhouder Karel van Brimeu en de centrale regering te Brussel in 1576. Harmen was lid der Staten-Generaal. In 1572 was hij lid van het gezantschap richting de centrale regering in Brussel. Hij trok in 1579 met een volmacht van de te Winsum vergaderende Ommelander Staten richting de vergaderingen van de Staten-Generaal te Antwerpen, de laatste die Noord en Zuid bijeen hebben gezien, om aldaar de Ommelander zaak bij de landvoogd Matthias van Oostenrijk en de Raad van State te bepleiten. Feijo en Harmen werden in de strijd tussen de stad Groningen en de Ommelanden begin oktober 1577 door de stad Groningen vastgezet. Op 17 september 1578 wisten zij uit de stad te ontsnappen. In 1581 stond Harmen bovenaan de lijst van 186 (edele) ondertekenaars uit Groningen en Ommelanden voor een eed van onderlinge getrouwheid en afzwering van de koning Filips II van Spanje. Op 26 juni en 13 september 1584 kreeg Harmen als oud-gedeputeerde der Ommelanden een akte van remis (kwijtschelding en amnestie), door Ottavio Farnese, hertog van Parma vanwege de koning van Spanje Fillips II verleend. Te Farmsum legde hij in handen van de stadhouder Francisco Verdugo de eed van trouw aan het Spaanse bewind af. Zoals zovelen in die tijd kwam hij als protestants provinciaal politicus en landedelman klem te zitten tussen de Spaans gezinde machtige Stad en haar strijd met de Ommelanden.

### Tijdens de Republiek der Zeven Verenigde Nederlanden (1588-1795)
Johan Sickinghe (1576-1652) ondertekende in 1594 de akte van trouw aan de Unie van Utrecht, met uitzondering van de bepaling omtrent de godsdienst. Hij was trouw bezoeker van de provinciale landdagen. Hij nam in 1633 deel aan de rouwstoet van stadhouder Ernst Casimir van Nassau-Dietz en liep daarbij naast graaf Willem Frederik van Nassau-Dietz en achter graaf Hendrik Casimir I van Nassau-Dietz.
Feio Sickinghe (1610-1666), Onno Sickinghe (1688-1756) en Eilko Eger Tamminga Sickinghe (1726-1807) waren lid van de Raad van State. Feio en Onno waren daarnaast lid van de Gedeputeerde Staten van Stad en Lande. Onno Sickinghe (1688-1756) en Eilko Eger Tamminga Sickinghe (1726-1807) waren lid van de Generaliteitsrekenkamer en lid van de Staten-Generaal. Feio was landdagscomparant voor Uithuizen en Onno was lid van de Provinciale Rekenkamer.  
Ook Hendrik George Sickinghe (1754-1818) was lid van de Staten-Generaal. Hij reed op 28 december 1792 mee in de optocht ter gelegenheid van de doop van prins Willem II der Nederlanden, later koning van Nederland, in de Grote of Sint-Jacobskerk te Den Haag. Hij trad bij deze gelegenheid op als de vertegenwoordiger van de provincie Stad en Lande (Groningen). Sickinghe zat samen met de griffier der Staten-Generaal Hendrik Fagel (1765-1838) in het elfde rijtuig van de stoet die om half één 's middags vanaf het Binnenhof vertrok.

### Van het Bataafs Gemenebest tot aan het Koninkrijk der Nederlanden (1795-heden)
Pieter Rembt Sickinghe (1743-1821) werd op 18 januari 1802 aangesteld als lid van het Wetgevend Lichaam van het Bataafs Gemenebest. Hij vervulde deze rol tot 8 januari 1805. Hij werd bij Koninklijk besluit op 9 maart 1808 benoemd tot procureur des Konings (Hoofdofficier en Hoofd-Schout) van het Departement Groningen. Wegens zijn vele andere functies weigerde hij echter de functie op zich te nemen. Pieter Rembt werd op 19 september 1814 benoemd als lid der Provinciale Staten van Groningen. In juni 1817 gaf hij deze zetel op in ruil voor behoud van zijn lidmaatschap bij de Provinciale Rechtbank. Hij werd op 28 augustus 1814 benoemd in de Ridderschap der Provincie Groningen. Van  1818 tot 1821 was hij president van de ridderschap.  

Het wapen van de Ridderschap der Provincie Groningen

In 1815 werd Onno Joost Sickinghe (1782-1845), zoon van Pieter Rembt, eveneens benoemd in de Ridderschap. Onno Joost was achtereenvolgens Controleur der Directe Belastingen van het departement Westereems/Ems-Occidental, Arrondissements Inspecteur der Indirecte Belastingen en van 1818 tot 1827 lid van de Provinciale Staten van Groningen. 
Feyo Willem Joost Sickinghe (1881-1944) was vanaf 1921 verantwoordelijk voor de medische controle van de Hongaarse 'kindertreinen'. Tussen 1920 en 1930 reisden zeker 28.000 Hongaarse kinderen voor korte of langere tijd naar Nederland. De arts Jhr. Feyo Willem Joost Sickinghe werd, na onder andere bezorgdheid van het ministerie van Volksgezondheid, door de regering aangezocht en bij Koninklijk Besluit van 25 april 1921 benoemd om de medische controle van de 'Hongaarse Kindertreinen' op zich te nemen. ‘Zonder een door hem getekend bewijs werd geen kind in Nederland toegelaten.’ Het sterftecijfer bedroeg uiteindelijk minder dan 1 promille en de aanloopproblemen waren voorbij. Zijn benoeming werd als 'buitengewoon succesvol' beschouwd. Op voorstel van de Hongaarse minister-president István Bethlen werd Sickinghe in 1925 door het Hongaarse Rode Kruis onderscheiden met het Kruis van Verdienste.

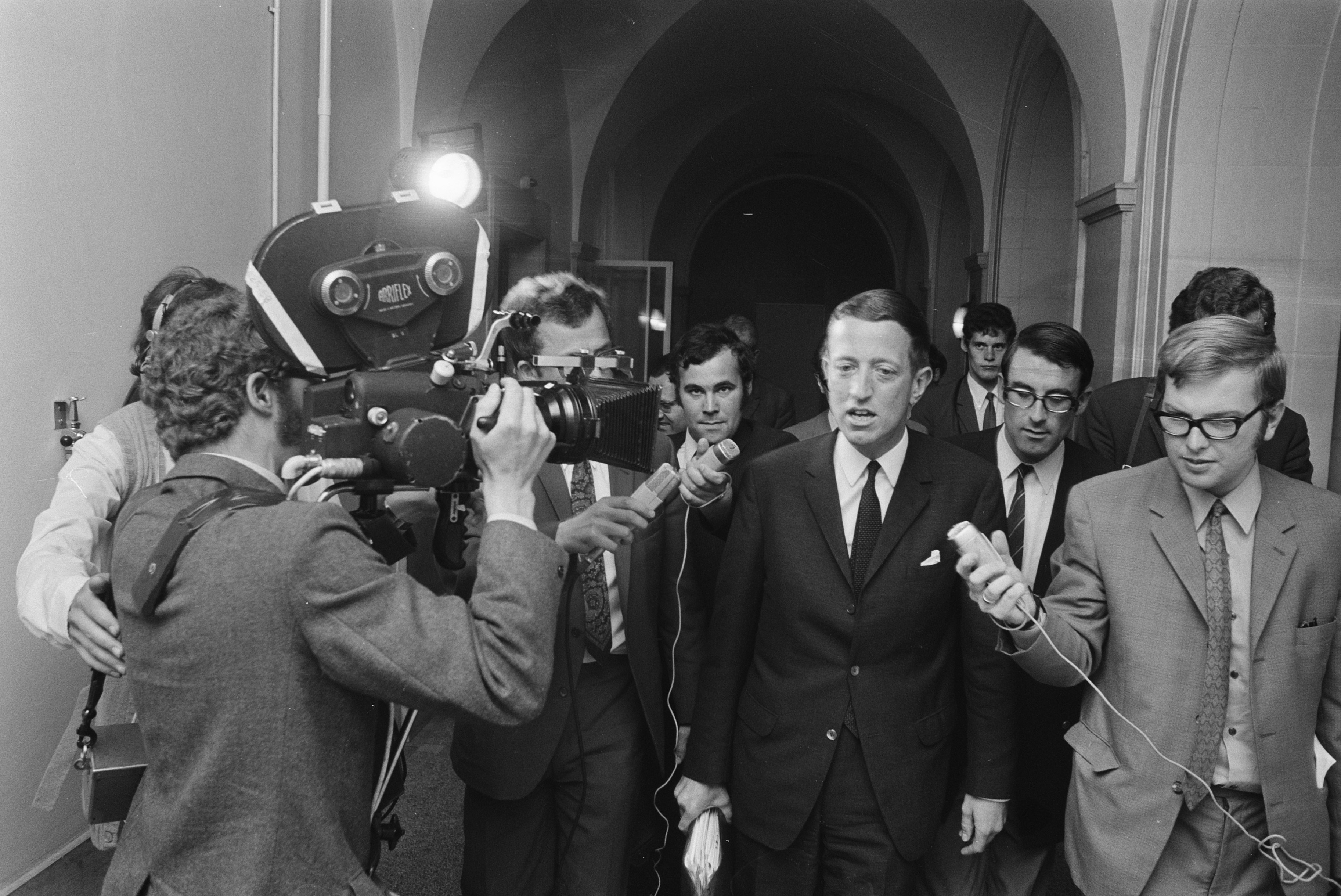
Feyo Onno Joost Sickinghe in het gebouw van Economische Zaken te Den Haag na een gesprek tussen hem, enkele regeringsvertegenwoordigers en enkele bestuurders van de metaalvakbonden over situatie rond Werkspoor, 1 juni 1970

Feyo Onno Joost Sickinghe (1926-2006) was naast president-directeur van de VMF-Stork commissaris en voorzitter van- en bij verschillende (internationale) bedrijven. Zo was hij actief als voorzitter van: De Vereniging Effecten Uitgevende Ondernemingen (VEUO), de Franse Kamer van Koophandel en Industrie in Nederland, de Nederlandsche Maatschappij voor Nijverheid en Handel (Departement Amsterdam), de Nederlandse Afdeling Association for the Monetary Union of Europe, de stichting Amsterdam Promotion, de Raad van Toezicht van het academisch ziekenhuis (het AMC) bij de Universiteit van Amsterdam en het Utrechts Universiteitsfonds. Hij was vice-voorzitter van de Gouverneur Europese Culturele Stichting. Politiek was hij actief als gemeenteraadslid van de gemeente Driebergen-Rijsenburg. Hij zat in de Unieraad van de CHU en was lid van de studiecommissie en de commisie-Zijlstra waar hij meewerkte aan een CDA-rapport over het economisch beleid van de daaropvolgende jaren. Hij was lid van de Centrale Beleggingsraad en de Industriële Raad voor de Kernenergie. Op 28 December 1990 volgde hij de journalist en politicus Han Lammers (1931-2000) op als voorzitter van de Stichting Voedselhulp aan Russen. Hij was voorzitter van Holland Partnerland (Hannover), voorzitter van de Stichting Chernobyl, de stichting Grote Kerk Naarden en de Stichting Steun Gooisch Natuur Reservaat.
Duco Willem Sickinghe was vice-president Marketing (Europa) van het door Steve Jobs opgerichte bedrijf NeXT Computer. Een jaar later werd hij benoemd tot General Manager van NeXT Computer Frankrijk. Van 2001-2013 was hij CEO van het Belgische telecombedrijf Telenet. Hij is sinds 2009 voorzitter van de raad van commissarissen van het Amsterdamse familliebedrijf Van Eeghen. Sinds 2013 is hij adviseur bij CVC Capital Partners. Van 2015-2022 was hij voorzitter van de raad van commissarissen van het Nederlandse telecombedrijf KPN.  

## Functies bij het Koninklijk huis
Telgen van het geslacht vervulde verschillende functies voor het Koninklijk Huis en haar leden.  

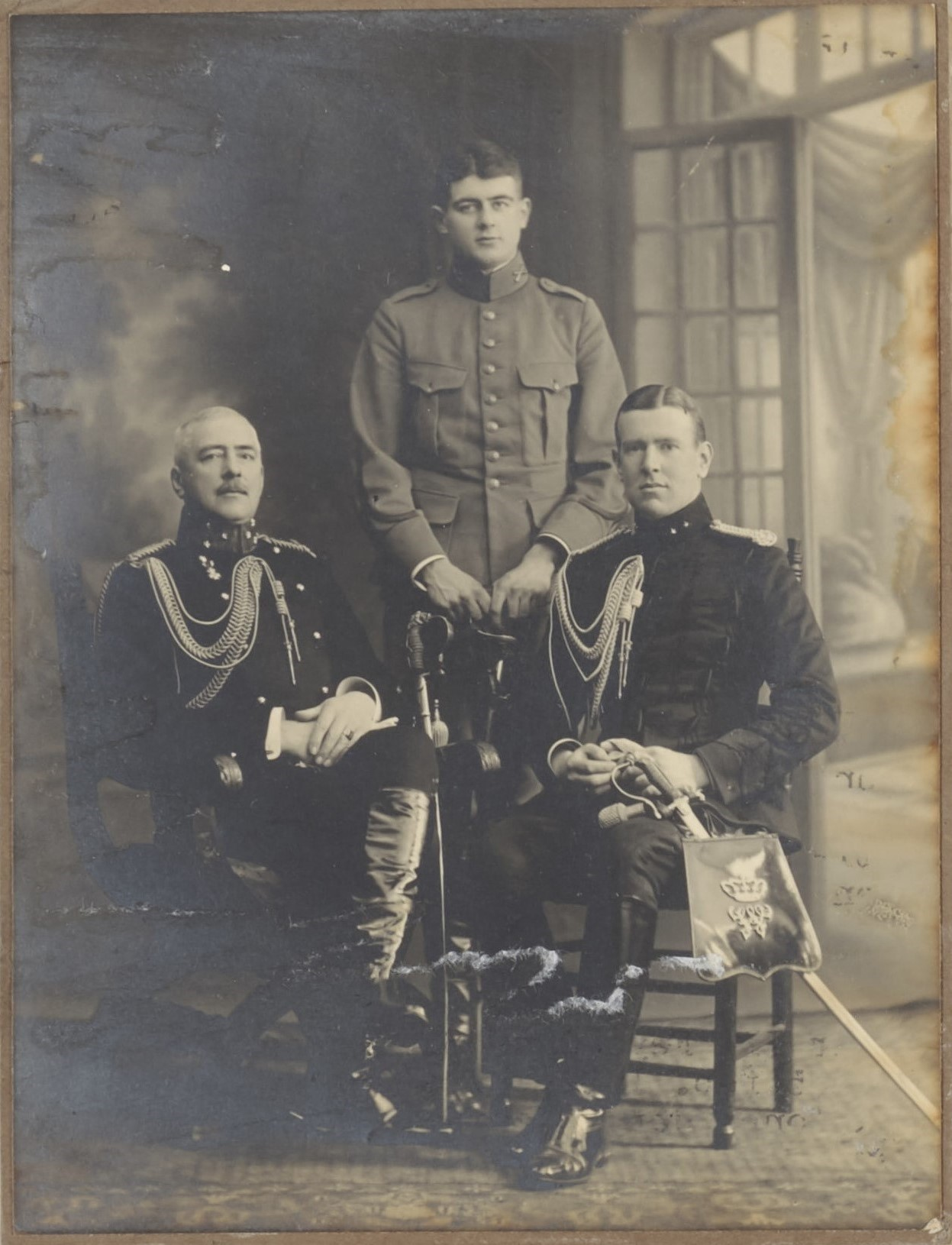
V.l.n.r. jhr. Agathon Gerard Sickinghe (1868-1954), jhr. Pieter Feyo Onno Rembt Sickinghe (1900-1974) en jhr. Duco Wilhelm Sickinghe (1888-1983)

Jonker Rudolph Sickinghe (1643-1688) vergezelde stadhouder Willem III van Oranje vrijwillig bij de overtocht naar Engeland tijdens de Glorious Revolution in 1688. Hij stierf in datzelfde jaar te Exeter, alwaar hij werd begraven. Jonker Johan Sickinghe (1649-1673) was ritmeester in het regiment van George Frederik van Nassau-Siegen. Duco Wilhelm Sickinghe (1656-1681) was stalmeester en kapitein des Gardes van Hendrik Casimir II van Nassau-Dietz. Jhr. Pieter Feijo Onno Sickinghe (1824-1885), luitenant-kolonel der infanterie, was in 1841 page van koning Willem II der Nederlanden. 
Jhr. Agathon Gerard Sickinghe (1868-1954), luitenant-generaal der artillerie, Ridder in de Orde van Oranje-Nassau, was van 1901 tot 1905 ordonnansofficier, van 1912 tot 1919 adjudant en vanaf 1921 tot zijn overlijden adjudant i.b.d. van Koningin Wilhelmina der Nederlanden. Van 1921 tot 1936 was hij kamerheer en van 1936 tot 1939 eerste kamerheer-ceremoniemeester. Van 1939 tot 1948 eerste kamerheer-honorair van Wilhelmina, na 1948 van Koningin Juliana der Nederlanden.

Jhr. Duco Wilhelm Sickinghe (1888-1983), luitenant-kolonel der artillerie, Officier in de Orde van Oranje-Nassau, was van 1919 tot 1925 ordonnansofficier van Koningin Wilhelmina der Nederlanden. Hij maakte in oktober 1922 deel uit van een buitengewone missie, naast hem bestaande uit jhr. Cornelis Lubertus van Suchtelen van de Haare (1860-1943) en Reynoud Adolph baron van Hardenbroek van Lockhorst (1874-1946), als vertegenwoordiger van de koningin naar Roemenië om de kroning bij te wonen van Koning Ferdinand I van Roemenië (1865-1927) en Koningin Marie van Edinburgh (1875-1938). Hier werd hij Officier in de Orde van de Ster van Roemenië. Naar aanleiding van zijn dagboeken tijdens deze reis en aan het hof verscheen een boek met de titel: 'De Maarschalkstafel, dagboek van Duco Wilhelm Sickinghe, ordonnansofficier van koningin Wilhelmina'.

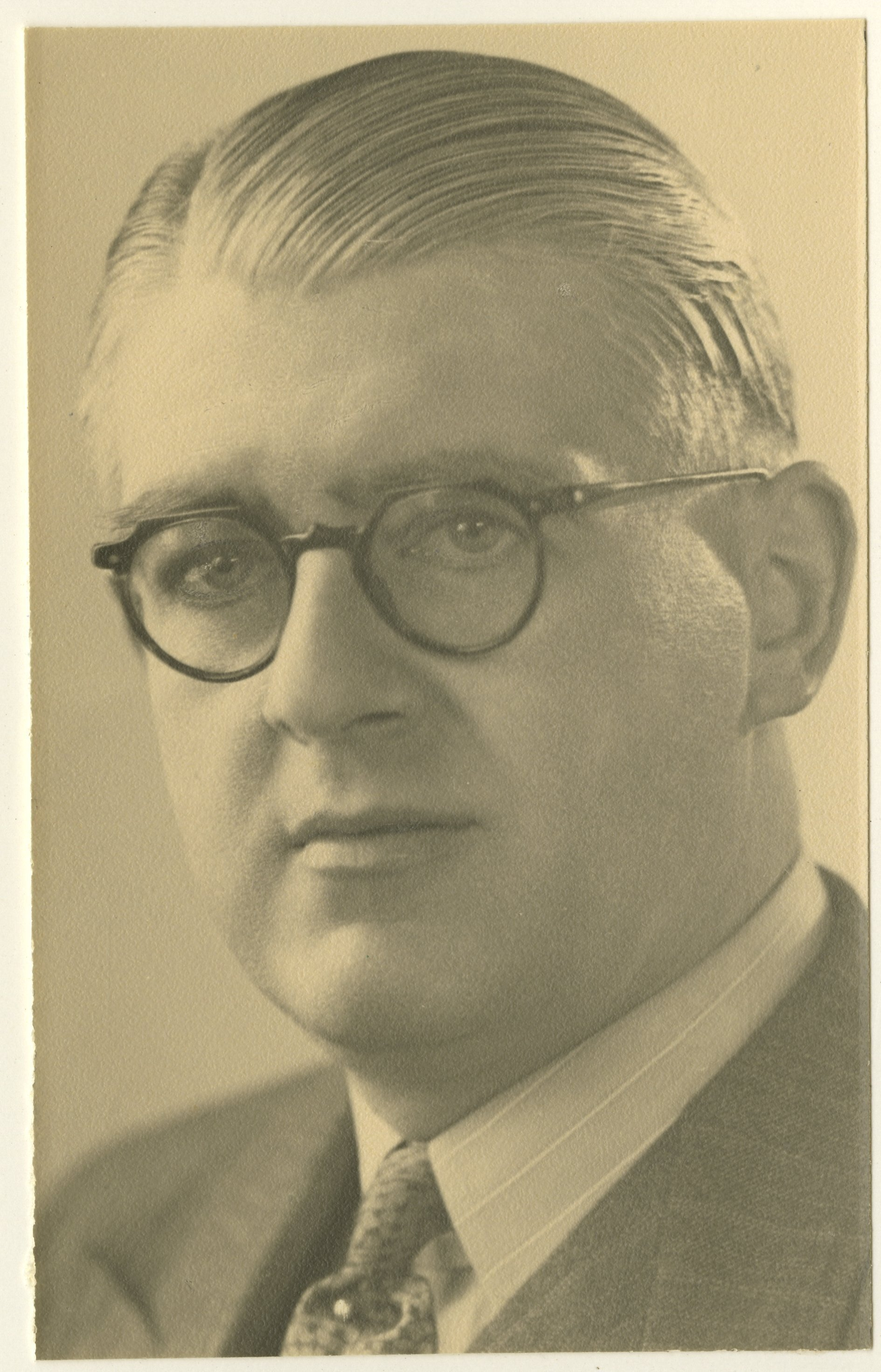
Pieter Feyo Onno Rembt Sickinghe (1900-1974)

Jhr. ir. Pieter Feyo Onno Rembt Sickinghe (1900-1974), kapitein der artillerie, was sinds 1939 intendant der Koninklijke Paleizen te Amsterdam en 's-Gravenhage en bleef dit tijdens en tot na de Tweede Wereldoorlog. In 1942 werd hij verzocht het beheer van het Departement Hofmaarschalk waar te nemen en in 1943 werd hij gevraagd om het beheer van het Koninklijke Staldepartement op zich te nemen. In 1946 en 1947 was hij hofmaarschalk van Koningin Juliana maar werd uit die functie ontheven wegens benoeming tot directeur van het Koninklijk Huisarchief. Dit bleef hij tot 1963. Na de oorlog was hij betrokken bij het recuperatieproces van de Oranjebezittingen. Hij bezocht hiervoor fort Ehrenbreitstein bij Koblenz en het kasteel Schoppenwihr in de Elzas nabij Colmar. 

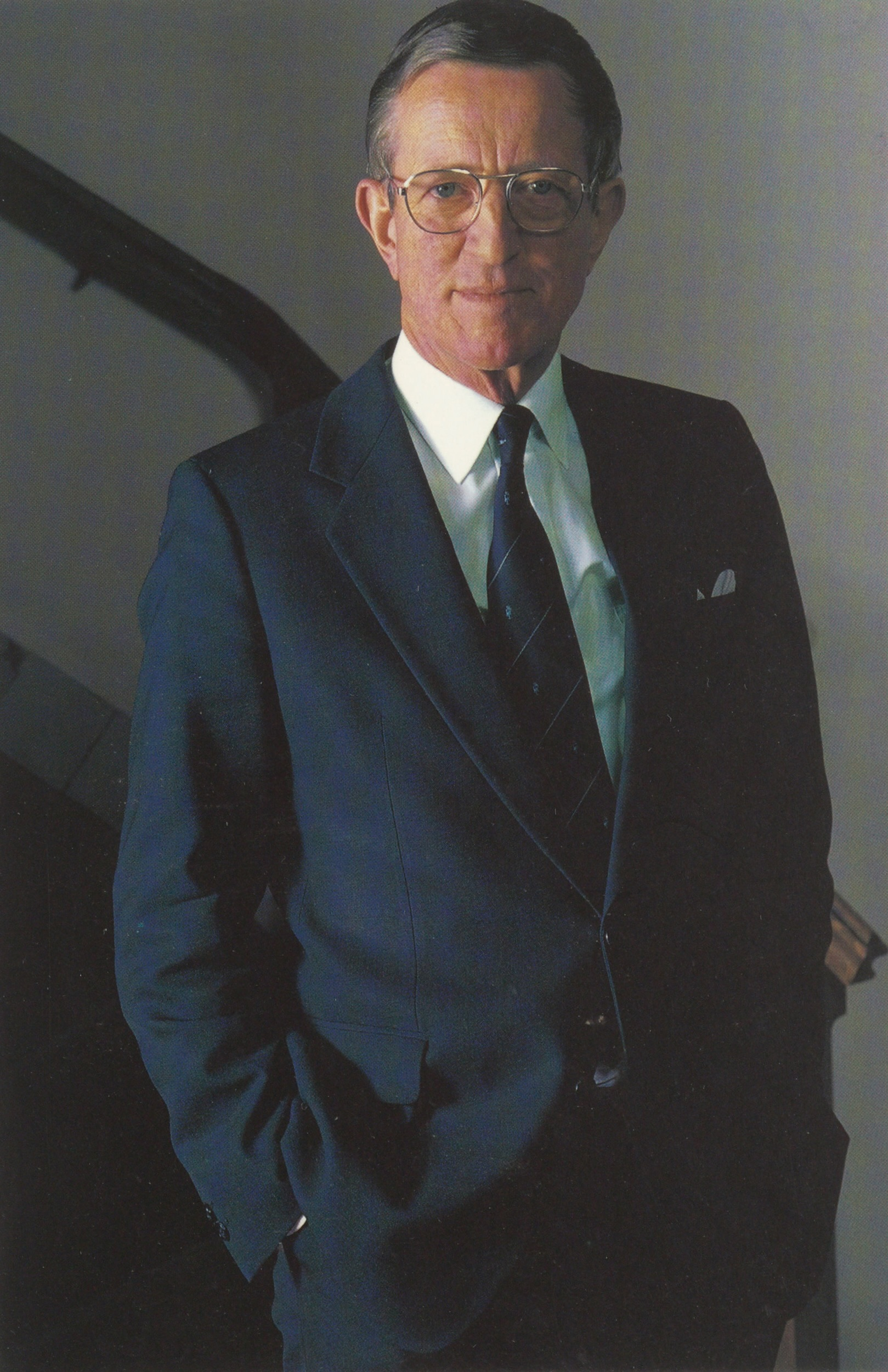
Feyo Onno Joost Sickinghe (1926-2006)

Jkvr. drs. Cornélie Jeanne Louise Mathilde Sickinghe (1923-2021), Ridder in de Orde van Oranje-Nassau, was gouvernante van de prinsessen Beatrix en Irene, speciaal voor het geven van Franse les. Bij haar huwelijk met jhr. mr. Arnout Jan de Beaufort (1912-1966), burgemeester van Groningen, waren de twee prinsessen bruidsmeisjes. Zij was daarnaast peetmoeder van Prins Constantijn der Nederlanden. 

## Borgen en huizen

### Het Sickinghehuis
In de stad Groningen heeft deze familie zeker twee woonhuizen in bezit gehad. In 1457 deden de broers Evert en Feijo Sickinghe het Sickinghehuis in de Boteringestraat van de hand.
Dr. Johan Sickinghe (1495-1572) erft in 1555 een pand op de zuidwestelijke hoek van het Zuiderdiep en de Herestraat van zijn schoonvader Harmen Gysens. Het huis werd naar hem vernoemd en werd het Sickinghe-huis genoemd. Na zijn dood kwam het huis in handen van zijn zoon Feijo Sickinghe (1546-1579). Deze overleed door een ongeluk en zo kwam het huis bij zijn zoon Johannes Sickinghe (1576-1652), toen nog minderjarig maar al wel een rijk man, terecht. 
Johan Sickinghe (1576-1652) verkoopt het huis ten slotte in 1589 aan de kloosterzusters van het cisterciënzer-vrouwenklooster Yesse. Vanwege het oorlogsgeweld werd de zusters buiten de muren van Groningen de grond te heet onder de voeten. Hoewel ze al vaker naar familie in Groningen waren gevlucht kochten ze er dit keer een huis. 
Zestien laatste bewoners van Yesse vertrokken in 1589 naar dit refugium, waar zij tot 1601 zouden blijven, toen het huis werd verkocht door ‘Stad en Lande’.

### De Sickingheburg
De Warffumborg (ook: Sickingheburg of Asingaborg) te Warffum werd gebouwd in de 14e, mogelijk zelfs 13e eeuw. Bij de borg hoorde zeker 70 hectare aan grond en vele heerlijk- en gerechtigheden te Warffum.
In 1560 koopt dr. Johan Sickinghe (1495-1572), burgemeester en hoofdman van Groningen de borg met alle bijbehorende rechten, heerlijkheden en landen uit de boedel van de Oostfriese jonker Hoijke Manninga van Pewsum (†1568); een van de grote aanstichters van de beeldenstorm in de Ommelanden. De koopprijs van het huis bedroeg 3230 Emder gulden. Johan was getrouwd met Anna Gijsens en na hun dood werden hun eigendommen verdeeld onder hun kinderen. Feijo Sickinghe (1546-1579) viel de Warffumborg ten deel. Al stierf hij in 1579 bij een noodlottig ongeval waarbij hij zichzelf per ongeluk doodschoot.
Johan Sickinghe (1576-1652), zoon van Feijo en zijn vrouw Oede Gaikinga uit Harlingen, verwierf toen de Warffumborg, al werd de borg in 1581 korte tijd door geuzen bezet. Johan was getrouwd met Luts Jongema (†1612) en zij gaven de borg door aan hun zoon Feio Sickinghe (1610-1666). Feio compareerde op de borg en hij was getrouwd met Sophia van Echten. In de toren van kerk van Warffum bevindt zich een stichtingssteen die Feio vermeldt als legger van de eerste steen. In 1667 verkreeg Feio's zoon Rudolph Sickinghe (1643-1688) de borg bij de erfscheiding. Rudolph verwierf Rottumeroog door een erfwissel met Onno Tamminga van de Tammingaborg te Bellingeweer, Winsum. Rudolph was lid van de Friese Admiraliteit te Harlingen en trok met Willem III ten strijde in Engeland, alwaar hij stierf in een slag om Exeter in 1688. Rudolph had geen kinderen met zijn vrouw Amelia Clant van Nijenstein (†1695), een dochter van Edzard Jacob Clant. De borg werd in 1683 verkocht wegens schulden.

### Huis te Sickinghe (Beyum)
De eerste vermelding van bewoning op het Huis te Beyum staat vermeld in het Nobiliarium Coenders, waar in het midden van de 16e eeuw gesproken wordt van burgemeester Albert Coenders van Beyum. In 1567 koopt dr. Johan Sickinghe (1495-1572) de redgerrechten die het Klooster Selwerd in Zuidwolde en Beyum bezit. Na de dood van Johan Sickinghe krijgt zijn zoon Pieter Sickinghe (†1578) het huis te Beyum ’binnen de brugge’ met grachten, hoven en singel voor 600 emder gulden. 
Na Peter kregen zijn broer Harmen Sickinghe (overl. vóór 1606) en dienst vrouw Beele Clant de borg in handen. Na zijn overlijden kwam de borg in handen van hun zoon Johannes Sickinghe (1602) en zijn vrouw Cathérine Henriquez. Als laatste kwam de borg in handen van de dochter van Johannes; Sybilia Sickinghe. Zij trouwde eerst met Robert Molet; heer van St. Martin en later met een baron de Minerbe ex Gallia (Frankrijk). Deze laatste verkocht de borg in 1663.

### Borg Holwinde
In 1601 wordt de heerd Holwinde (of Sybrandaheerd) te Usquert, ongeveer 177-1 gras groot, bij executie verkocht.
De koper is Harmen Sickinghe (overl. vóór 1606), getrouwd met Beele Clant. Harmen Sickinghe (van Ungersma) bezit reeds de op de heerd liggende rechten die hij geërfd heeft van zijn moeder Anna Gisens. Na de dood van Herman Sickinghe komt de bij de boedelscheiding van 1616 de heerd 'de Holwinde' aan zijn dochter Wobbe (Bele) Sickinghe (1595-1674). Zij was getrouwd met Ludolph Herema (1585-1670. De heerd is dan verhuurd aan Siabbe Allers. Deze meier verkoopt in 1617 zijn behuizing en melkenkamer op Holwinde aan Ludolf Heerma. Huis en heerd kreeg daardoor dezelfde eigenaar en het vermoeden ligt dat Ludolf Heerma de behuizing tot een borg heeft omgebouwd of er een nieuwe borg gesticht heeft. De heerlijkheid en gerechtigheid vallende op Holwinde, die Johannes Sickinghe (1602) geërfd heeft, schenkt hij aan zijn zuster Bele. 
Ludolf Heerma overlijdt in 1670 en Bele in 1674. Borg Holwinde vererft op hun zoon Tjaert of Theotardus, die omstreeks 1706 sterft.

### Breedenborg
In 1587 werd door Johan(nus) (of Jan) Braemsche, de zoon van de rijke Oost-Friese burgemeester en drost van Emden Johan Braem (of Bramsche), een stuk grond bij Breede gekocht (van wie is onbekend) voor de bouw van een borg. Hij was eerder tijdens een conflict tussen de graaf van Oost-Friesland en de stad Emden gevlucht naar de Ommelanden, waar hij zonder problemen werd opgenomen in de Ommelander adel. De Breedenborg is een van de weinige borgen waarvan het bouwjaar bekend is. De borg bestond bij het trouwen van Braemsches gelijknamige zoon Johan (II) in 1628 uit een stamslot met hoven, grachten, singels en 83 jukken land (ruim 40 ha).

De zoon van jonckheer Feio Sickinghe (1610-1666), Hindrik Sickinghe (†1682), ritmeester te paard, kocht in 1678 de nabijgelegen Breedenborg met zijn vrouw Anna Tjarda van Starkenborgh. Na zijn dood in 1682 kwam de borg in haden van zijn minderjarige zoon Feijo Johan Sickinghe (1673-1702). Na zijn dood in 1701 of 1702 waren er nog schulden van zijn ouders.  
Bij de erfscheiding van 1705 verkreeg zijn vrouw Theckla Elisabeth van Berum als voogdes over de kinderen van Feyo Johan de borg. Mogelijk omdat ze zelf op de borg Thedema in Noordwolde woont en vanwege de schulden verkoopt ze de Breedenborg en de landerijen het jaar erop, in 1706 voor 10.000 gulden aan Unico Allard Alberda van Menkema en Evert Joost Lewe van Aduard. 
Omstreeks 1850 werd de Breedenborg afgebroken in opdracht van de nieuwe eigenaar Jacobus J. de Vries. Op de fundamenten liet hij een degelijk en modern huis bouwen. In 1982 brandde de borg, met uitzondering van de kelder, vrijwel volledig af. Alleen een paar resten van de muur stonden nog overeind. Door inzet van de familie Reenders is Breedenborg weer herbouwd.

## Familiewapen
Het wapen van de familie Sickinghe wordt al in 1360 vermeld. In dat jaar verklaarde de officiaal van het bisdom Utrecht dat Lubbert Sickinghe de verplichtingen uit de aan hem getoonde pachtbrief aanvaardde. Aan de akte zijn het zegel van Lubbert en het zegel van het gerechtshof van Utrecht bevestigd.
Het wapen van de familie Sickinghe, zoals beschreven in het Nederland's Adelsboek 1951, luidt als volgt:
Het schild is gedeeld:
- Links (A) op goud een halve adelaar zonder tong, uitgaande van de delingslijn;

- Rechts (B) op rood een zilveren dwarsbalk.

De helm is zilver, voorzien van een rood gevoerde, goud omboorde traliehelm met gouden tralies. Om het hals gedeelte hangt een gouden snoer waaraan een gouden medaillon is bevestigd, met een rood-gouden wrong en rood-gouden helmkleden.
Het helmteken bestaat uit een zilveren reigerskop met een lange hals, geplaatst tussen een vlucht waarvan de rechtervleugel goud is en de linker vleugel het motief van de linkerhelft van het schild volgt.
Als schildhouders fungeren twee omziende zwarte arenden met rode tongen, de vleugels zijwaarts naar beneden gericht. Met hun rechterpoot houden zij het schild vast, terwijl de linkerpoot op de grond rust. Schild en schildhouders staan op een groene ondergrond. Rood = keel, Blauw = azuur, Zwart = sabel, Groen = sinopel.
Symboliek:
- Zilver staat voor eenvoud;
- Rood symboliseert moed;

De oude zinspreuk van de familie luidt: "Moed en eenvoud".
- Het zegel van Feyo I Sickinghe (ca. 1450)
- Het zegel van Evert Sickinghe (1452)
- Het zegel van Harmen Sickinghe (1590)
- Het Sickinghe wapen in een album amicorum (1625)
- Het zegel van Johan Sickinghe (1636)
- Het wapen met de spreuk: Werck onder godes zeegen
- Een eenvoudige voorstelling van het wapen, circa 1775-1799
- Het wapen Sickinga op de noordzijde van het orgelbalkon van de Grote Kerk van Ternaard in Friesland (onderste rij, vierde van links).
- Het Sickinghe wapen op de 'kleine' klok van de Petruskerk van Usquert
- Het Sickinghe wapen (links) op een kleed in handen van het Rijksmuseum Amsterdam
- Een variant van het wapen, 2014
- Een variant van het wapen, 2015

### Krantenartikel
Op 14 november 1969 verscheen in de communistische krant De Waarheid een opiniërend artikel over het familiewapen van de familie Sickinghe. Het artikel droeg de titel: Waarom Lubbert drie roofvogels uitkoos – Jonkheer Sickinghe en de familietraditie. Hierin werd gesuggereerd dat Lubbert Sickinghe destijds het schild van zijn familiewapen links en rechts liet vasthouden door roofvogels, en er voor alle zekerheid een derde bovenop plaatste – om te laten zien dat 'geen boer hem ontkwam' bij het innen van de tiende penning. De kritiek van het artikel was dat jhr. Feyo Onno Joost Sickinghe, in zijn hoedanigheid van president van de raad van bestuur van Stork, deze traditie in 1969 op soortgelijke wijze voortzette.

## Stamboom

### Vroege generaties
In deze fragmentgenealogie zijn alleen personen opgenomen aan wie mogelijk een lemma kan worden gewijd (zie vermelding van functies) of die noodzakelijk zijn voor het aangeven van familierelaties.
- Koert Sickinghe, hoofdman van Winsum (Bellingeweer) in 1015,[16][17] woonde denkelijk op slot Bellingeweer; ook wel de Tammingaborg. Het verhaal gaat dat hij gevreesd werd.[18]
- ridder (miles) Otto Sickinghe (±1220-1267), raadsheer, burgemeester (een van de Veeren) van de stad Groningen in 1256/1257[19][20][21][22]
  - (Ludolfus Sickinghe (±1245), burgemeester van Groningen in 1284, 1291 en 1292)
    - joncker Gerard Sickinghe (±1279), van 1304 tot 1357 herhaaldelijk burgemeester van Groningen,[20] was een van de tegenspelers van Gwijde van Avesnes (1253-1317); bisschop van Utrecht
    - Feyo Sickingha (1275)?
      - Io Feyes Sickinga (1298 te Niehove, Zuidhoorn), landbouwer
        - Feicke Sickinga (1325-1407), hoofdeling te Goënga, edelman te Dongjum, heer van de Sickinga-State, Vetkoper en bondgenoot van de graaf van Holland Albrecht van Beieren (1336-1404)
          - Both/Bot Feickes Sickingha/Sikkinga (1352, Sneek-†1386, Sneek), woonde op Rodenburg, trouwde met de ridder Rienck Bockema (1350-1436) uit Sneek.[23][24] Hij pelgrimeerde naar Jeruzalem, was stichter van het klooster Thabor en werd door de graaf van Holland verheven tot Baljuw van een groot gebied.

      - (Lubbert Sickinghe, door het N.A. erkende stamvader van het geslacht Sickinghe)

  - Lubertus Sickinghe, burgemeester van Groningen in 1264[25]
- Helpric Sickinghe, had huis en hof te Borck
- Alijt Sickinghe, volgens een akte uit 1463 werd een huis gelegen op de oostzijde van de Boteringestraat aan haar verkocht.
- Buert Sickinghe, borgher te Groningen, komt in 1388 voor als arbiter in een arbitraal vonnis tussen de stad Groningen en de St. Bernardusabdij van Aduard te Hunsingo.[26]De borg Boukum rond 1650. Tekening (kopie) van Stellingwerff uit ca. 1700.
- Evert Sickinghe, herhaaldelijk burgemeester van Groningen tussen 1388-1405
- Doke/Doeco Sickinghe, was begin 16e eeuw eigenaar van de borgen Eelsum en Boukum (dan nog Baukemaheerd) te Zeerijp. In 1514 verkocht hij beide heerden aan zijn zwager Rolof ten Holte.
- Reinier Sickinge, trad van 1480-1492 op als landschrijver[27] bij de Etstoel van Drenthe
- Gerrit Sickinghe, was getrouwd met Rensjen Abrahami
  - Geesjen Sickinghe (ged. 21 januari 1765)
  - Harm Sickinghe (ged. 1 april 1766 te Zweelo)[28], was getrouwd met Geesijn Janse
- Lucas Sickinghe, was getrouwd met Jantjen Willems Luchjes
  - Marchjen Sickinghe (ged. 1 september 1768 te Zweelo)[29]

### Oudste tak

#### Geschiedenis
In meerdere bronnen gelden ridder Otto Sickinghe (±1220-1267) en zijn zoon joncker Gerard Sickinghe (±1279) als stamvader en eerste generatie van de vandaag nog levende stamreeks van het geslacht. Sinds de 20e eeuw is de opvatting van het Nederland's Adelsboek hierover wisselend. Eerdere edities van het boek gaven Otto als stamvader van het geslacht. De laatste twee edities van het N.A. geven echter aan dat de lijn Otto-Gerard (Geert)-Lubbert heel waarschijnlijk is maar dat aanvullend bewijs nog ontbreekt. De stamlijst opgemaakt door Peter Sickinghe (1455-1532) is een eerste gegeven, een tweede is nodig. De volgens het Nederland's Adelsboek erkende stamreeks vangt dus aan met Lubbert Sickinghe (±1320 - ±1390) en zijn zoon Johan Sickinghe (±1360 -±1445).  
Een tweede mogelijke lijn is dat Ludolfus Sickinghe (±1245) de zoon zou zijn van Otto Sickinghe. De zoon van Ludolfus Sickinghe zou Feyo Sickinghe zijn en deze Feyo zou dan weer de vader van Lubbert Sickinghe zijn.

#### Enkele telgen
- Lubbert Sickinghe (±1320 - ±1390), burgemeester van Groningen
  - Johan Sickinghe (±1360 - †1421/1445), burgemeester van Groningen, overgrootvader van de ridder, luitenant der Hoofdmannenkamer en beruchte ketterjager Johan de Mepsche (ca. 1520 - 1585) 
    - Lubbert Sickinghe, was in 1424 lid van het brouwersgilde
    - jonker Ludolf Sickinghe (±1380 - ±1458), burgemeester van Groningen, raadsheer in 1409 en 1415, lid van den Raad te Groningen in 1453 en lid van het brouwersgilde in 1424
      - Grete Sickinghe (overl. voor circa 1480), was getrouwd met Doeke Allerts (to Godlinze) met wie zij een zoon kreeg; Evert Sickinghe, hoofdeling te Godlinze. Evert trouwde met Frouke ter Borch en zij hadden een erfdochter genaamd; Tryntie/Trine Sickinghe (geb. circa 1465-† tussen 1491 en 1500), erfvrouwe van Godlinze,[32] de eerste echtgenote van Eggerinck Ripperda. Grete hertrouwde met Eise Mensema (vermeld vanaf 1450); hij verkreeg het gildrecht in 1454 en was lid van het brouwersgilde ca. 1460[33]

    - Otte Sickinghe, wordt volgens een request uit 1408 genoemd als broer van Ludolf (Ludelef).[34]
    - Evert Sickinghe (±1390-1472), hoofdman van Groningen, hoofdeling te Winsum, proost van Loppersum (1447-1465), schoonzoon van de Oost-Friese hoofdeling Focko Ukena.[35], het grootste gedeelte van zijn goed vererfde na zijn overlijden op het geslacht Ripperda.
    - Ide (Ida) Sickinghe, x Raude Wicheringhe, x Coppen Jarges (±1430-1502), grootmoeder van Johan de Mepsche (ca. 1520-1585)
    - Feyo I Sickinghe (†1472), heer borg te Winsum, woonde in 1443 te Baflo, trouwde met Lamke Jarges, lid van de familie Jarges
      - Johan II Sickinghe (circa 1452 tot na 1499), student te Leuven in 1471, redger te Winsum, lid van het brouwersgilde te Groningen[36]
        - Jeij of Jeye Sickinghe (†5 december 1551), was eerst getrouwd met Douwe van Donia (1511), na diens overlijden met Haring van Sytzama (†1557), heer van de Sytzamastate en grietman van Ferwerderadeel.[37][38]
        - Lamme Sickinghe, x Herbrink toe Boekcholt (±1510), x Coert Ulgers (±1520)

      - ridder Peter Sickinghe (1455-1532), burgemeester en hoofdman van Groningen tussen 1506 en 1523, raadsheer, ouderman van het brouwersgilde te Groningen, werd in 1499 tot ridder geslagenEen tekening voorstellende Peter Sickinghe (1455-1532) 
        - Feye Sickinghe, x Hoyke Lewe, x Hindrick van Laer
        - jonker dr. Johan Sickinghe (1495-1572), burgemeester en hoofdman van Groningen, groot grondbezitter, drost der beide Oldambten, Procurator van de Germaanse natie te Orléans
          - Trude Sickinghe, trouwde met Onno Tamminga op de Tamminga Borg
          - jonker Harmen Sickinghe (overl. vóór 1606), lid der Staten-Generaal, hoofdeling te Uithuizen, Uithuizermeeden en Zuidwolde, heer van slot Holwinda en borg Beyum, trouwde eerst met Wobbe Lewe en later met Bela Clant; telg uit de familie Clant. Betovergrootvader van de hertog van Ripperda en Grande der eerste klasse, baron Johan Willem Ripperda (1682-1737).
            - Wobbe (Bele) Sickinghe (1595-1674), trouwde in 1614 met Ludolph Heerema (1585-1670); heer te Holwinde
            - jonker Johannes Sickinghe (1602), heer van Uithuizermeeden en Beijum, eigenaar van de dijkrechten te Humsterland,[39] trouwde met Cathérine Henriquez (ex. Gallia), studeerde aan de Groningse Universiteit
              - Sybilia/Sibille Sickinghe, vrouw tot Beyum en Zuidwolde; trouwde met Robert Malet, heer van St. Martin en later met een baron de Minerbe ex Gallia (Frankrijk).

            - Anne Sickinghe (†1643), trouwde in 1619 met Christoffer Van Ewsum Raschweert  (†1644)
            - Hermentie Sickinghe, (†1648), x Haje Nanninghe (†1652), heer van borg Dijksterhuis

          - jonker Pieter Sickinghe (†1578), heer van Zuidwolde, kapitein en drost van Harlingen, grietman van Barradeel, een der ondertekenaren van de Unie van Brussel in 1577
          - Wennechien (Wennigje) Sickinghe (1545-1610), trouwde met Wigbolt Lewe (1540-1604), heer van Peize. Hun dochter Margaretha Lewe (1582) trouwde met Adolph Ripperda (±1571).Johan IV Sickinghe (1576-1652)
          - jonker Feijo Sickinghe (1546-1579), landedelman, Ommelander politicus en heer van de WarffumborgPortret van waarschijnlijk Anna Sickinghe (1647-1720)
            - Samuel Sickinghe (±1570).
            - jonkheer Johan Sickinghe (1576-1652), zeer vermogend en invloedrijk landedelman, rechter te Warffum, hoofdparticipant en bewindhebber WIC kamer ter Stad en Lande te Groningen, hofmeester van het Winsumer- en Schaphalsterzijlvest, collator van Breede, eigenaar van het eiland Rottumeroog. Hij was de schoonvader van jonker Poppo Bockes van Burmania.
              - Cathrijne Sickinghe (†1650), trouwde op 25 oktober 1642 met jr. Schotto Tamminga, luitenant-president van de Hoge Justitiekamer[40]
              - jonckheer Feio Sickinghe (1610-1666), landedelman, lid van de Raad van Staaten, vertegenwoordiger van het dorp Warffum ter Staten-Vergadering van Stad en Lande, bezat grote stukken land en een herberg te Hoogeveen, legger eerste steen van de kerktoren van de Sebastiaankerk te Warffum, trouwde in 1641 met Sophia van Echten (overl. na juli 1673). Hij was de schoonvader van Johan van Haersolte. 
                - Johan Sickinghe (1642), student aan de Universiteit van Leiden in 1665
                - jonker Rudolph Sickinghe (1643-1688), landheer, ritmeester der cavalerie bij het Gronings Ontzet en het Beleg van Coevorden, lid der Staten-Generaal, lid Raad van State, bewindhebber WIC kamer ter Stad en Lande te Groningen, raadslid van de Admiraliteit van Friesland, curator van de Rijksuniversiteit Groningen
                - Peter Sickinghe (1645-1665), studeerde aan de Leidse Universiteit, de Hohe Schule te Herborn (1662)[41] en in 1663 aan de Ruprecht-Karls-universiteit te Heidelberg.[42]. Hij overleed en werd begraven te Tours, Frankrijk.Onno Sickinghe (1688-1756) en zijn gezin door Jan Abel Wassenbergh
                - Anna Sickinghe (1647-1720), trouwde in 1676 met Johan van Haersolte (1644-1716), heer tot Cranenburg, militair, staatsman, buitengewoon gezant te Zweden, Polen en Rusland en curator van de hogeschool te Franeker.
                - jonker Johan Sickinghe (1649-1673), majoor der cavalerie, commandant van de ruiterij bij het Gronings Ontzet en commandant een der drie aanvallen bij het Beleg van Coevorden[43]
                - jonker Hindrik Sickinghe (1650-1682), majoor der cavalerie, onderbevelhebber bij het Gronings Ontzet en ruiter bij het Beleg van Coevorden, trouwde in 1672 met Anna Tjarda van Starkenborgh (†ca. 1730)
                  - Feijo Johan Sickinghe (1673-1702), ritmeester in het regiment van Frederik III van Hessen-Homburg, heer van de Breedenborg en bouwde de borg Thedema, trouwde in 1697 te Warffum met Thecla Elizabeth van Berum (1674-1727)
                    - Hindrik Ludolph Sickinghe (1698), kapitein der infanterie, woonde op de BreedenborgPieter Rembt Sickinghe (1743-1821)
                    - hoog welgeboren Feije Johanna Sickinghe (1702- † vóór 1739), lidmaat van de Kerkelijke gemeente Noordwolde in 1723[44], was getrouwd met Allardt Phillip Tjarda van Starkenborgh (1698-1768)

                  - Sophia Henriëtte Sickinghe (1680-†vóór 1721), trouwde in 1702 met jr. Onno Berents Gruijs (1675-1740), ritmeester, hoofdeling te Loppersum, lid van de admiraliteit te HarlingenOnno Joost Sickinghe (1782-1845)

                - Oede Lucia Sickinghe, x Wilhelmus Velingius, predikant te Rotterdam
                - jonker Feio Sickinghe (1654-1696), luitenant-kolonel en commandant der infanterie, commandant van de Langakkerschans, ruiter bij het Beleg van Coevorden, heer van de Ludemaborg (1642-1662), premier collator te Usquert, trouwde in 1680 met Elisabeth Tamminga (ca. 1655-1694)
                  - Feijo Doeco Sickinghe (1682)
                  - Elisabeth Susanna Sickinghe (1683), trouwde in 1705 met Joachim Canter, zoon van Bartholt Canter; hoofdeling te Groningen[45]
                  - Sophia Sickinghe (1684-1706), trouwde in 1705 met Daniel Jacob Gruys (1674), zoon van overste-luitenant Jacob Gruys (1648-1705), kapitein onder generaal von Rabenhaupt tijdens het Ontzet van Coevorden
                  - Onno Tamminga Sickinghe (1685)
                  - mr. Onno Sickinghe (1688-1756), raadsheer, drost der beide Oldambten, munt- en burgemeester van Groningen, afgevaardigde der Staten-Generaal, rentmeester van de stadsvenen,[46] ordinaris en raadslid van de Admiraliteit van Friesland 1723-1729, lid van de generaliteitsrekenkamer, stamvader van de jongste tak (zie hierna)

                - Duco Wilhelm Sickinghe (1656-1681), stalmeester en kapitein des Gardes van Hendrik Casimir II van Nassau-DietzPieter Feijo Onno Sickinghe (1824-1885)

              - hoog edel geboren Oede/Oedt Sickinghe (1611 - 30 september 1637 te Leens)[47],  maakster van een doek in filet techniek met daarop het Sickinghe wapen, in bezit van het Rijksmuseum Amsterdam, trouwde in 1634 met Poppo Bockes van Burmania (ca.1610-1638), telg uit het geslacht van Burmania en kapitein en hofmeester van prins Hendrik Casimir I van Nassau-Dietz..[48][49] Oede overleed na het baren van een zoon.
              - Anna Sickinghe (†1635), trouwde met Taco van Cammingha (1605/1606-1668); heer van de Cammingha State en grietman van Wonseradeel.

#### Adellijke allianties
- Van Heemstra (ca. 1390), Jarges (ca. 1450), Ripperda (ca. 1485), Lewe (1524), Van Sytzama (ca.1530), Van Laer (ca. 1530), Clant (ca. 1580),  Herema (1614), Van Ewsum (1619), Van Cammingha (ca. 1630), Van Burmania (1634), Tamminga (1642), Van Echten (1641), Tjarda van Starkenborg (1672), Van Haersolte (1676), Polman Gruys (1705)

### Jongste tak
Mr. Onno Sickinghe (1688-1756), burgemeester van Groningen, trouwde in 1713 met Johanna Willemina Tamminga (1687-ca.1729). Zij kregen samen twee zoons en een dochter. 
De oudste zoon was Feijo Sickinghe (1718-1748), majoor der cavalerie. Feyo's zoon mr. Pieter Rembt Sickinghe (1743-1821) werd op 28 augustus als een van de 29 leden door de koning in de Ridderschap der Provincie Groningen benoemd en geadmitteerd tot de Adelstand. In 1815 werd ook de zoon van Pieter Rembt Sickinghe, dr. Onno Joost Sickinghe (1782-1845), benoemd tot de Ridderschap. Van deze tak stammen alle nog levende telgen en generaties van het geslacht Sickinghe.
De jongste zoon van Onno en Johanna was mr. Eilko Eger Tamminga Sickinghe (1726-1807). Aan zijn achternaam voegde Eilko Eger Sickinghe de naam van zijn moeder; Tamminga toe. In 1902 werden twee telgen van zijn tak erkend tot de Nederlandse adel met het predicaat jonkheer/jonkvrouw. De tak van Eilko Eger Tamminga Sickinghe stierf met het overlijden van Jhr. drs. Feyo Willem Joost Sickinghe (1881-1944) in mannelijke lijn uit.   

#### Enkele telgen
- mr. Onno Sickinghe (1688-1756), raadsheer, drost der beide Oldambten, muntmeester en burgemeester van Groningen, afgevaardigde der Staten-Generaal, rentmeester van de stadsvenen,[46] ordinaris en raadslid van de Admiraliteit van Friesland 1723-1729, lid van de generaliteitsrekenkamer
  - Duco Wilhelm Sickinghe (1888-1983)Feijo Sickinghe (1718-1748), majoor der cavalerie in het regiment van Frederik III van Hessen-Homburg en commandeur van de vesting Langakkerschans (later; Bad Nieuweschans)[50], trouwde in 1741 met Petronella Wibbina Johanna van Iddekinge (1718-1805), overgrootvader van Jan Diederik Pruissen (1833-1908), burgemeester van Eenrum.
    - Jhr. mr. Pieter Rembt Sickinghe (1743-1821), baljuw van Hunsingo, voorzitter Ridderschap der Provincie Groningen, rechter rechtbank van eerste aanleg te Groningen, lid van het wetgevend lichaam van het Bataafs Gemenebest, hoofdman Hooge Justitiekamer, lid Provinciale Staten van Groningen, vrijmetselaar, werd in 1814 benoemd in de Ridderschap van Groningen
      - Jkvr. Petronella Wibbina Johanna Sickinghe (1781-1828)[51]
      - Jhr. dr. Onno Joost Sickinghe (1782-1845), rechter te Winschoten, ontvanger te Bedum, Controleur der Directe Belastingen (Département L'ems Occidental), lid Provinciale Staten van Groningen, medeoprichter van het Natuur- en Scheikundig Genootschap te Groningen, meester in de vrijmetselarij, trouwde met Veronica Petronella van Orsoy, werd in 1815 benoemd in de Ridderschap van Groningen
        - Jkvr. Anna Josina Petronella Remberdina Sickinghe (1816-1824)
        - Jkvr. Christina Veronica Sickinghe (1817-1889)
        - Jkvr. Catharina Jacoba Sickinghe (1818-1904), was getrouwd met Adolph Wilhelm Rodemann (1808-1864), majoor der infanterie
        - Jhr. Pieter Feijo Onno Sickinghe (1824-1885), luitenant-kolonel der infanterie, trouwde in 1857 met Ottelina Cornelia van Eck (1833-1870)Cornélie Jeanne Louise Mathilde Sickinghe (1923-2021)

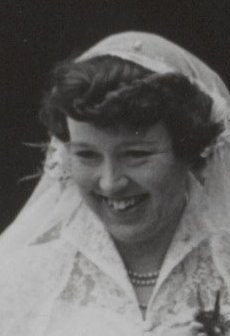
Cornélie Jeanne Louise Mathilde Sickinghe (1923-2021)

          - Jhr. Onno Joost Sickinghe (1858-1948), eerste luitenant schutterij van Utrecht, gemeenteraadslid en gemeenteontvanger te Zeist, commissaris, voorzitter, meester in de vrijmetselarij bij de loge Ultrajectina, trouwde in 1882 met Johanna Ignatia Jacoba Nepveu tot Ameyde (1858-1942); schaakster onder het pseudoniem ‘mevrouw Jowes'[52]
            - Jhr. Pieter Feijo Onno Sickinghe (1883-1887)
            - Jkvr. Louise Elisabeth Sickinghe (1885-1945), was getrouwd met met Aubin Unico Crommelin (1880-1965), directeur van de Rotterdamsche bank te Zeist
            - Jkvr. Ottelina Cornelia (1886-1918)
            - Jhr. Duco Wilhelm Sickinghe (1888-1983), luitenant-kolonel der artillerie, ordonnansofficier van Koningin Wilhelmina, Officier in de Orde van Oranje-Nassau, trouwde in 1921 met jkvr. Wilhelmine Jeanne Marie Elisabeth Radermacher Schorer (1895-1965)Feyo Onno Joost Sickinghe (1926-2006)
              - Jkvr. drs. Cornélie Jeanne Louise Mathilde Sickinghe (1923-2021), universitair docent, gouvernante van de prinsessen Beatrix en Irene, peetmoeder van Prins Constantijn der Nederlanden, Ridder in de Orde van Oranje-Nassau, trouwde in 1953 met jhr. mr. Arnout Jan de Beaufort (1912-1966), burgemeester van Markelo
              - Jhr. mr. Feyo Onno Joost Sickinghe (1926-2006), Nederlands topfunctionaris, advocaat, procureur, president-directeur van V.M.F. Stork 1971-1989, (president) commissaris bij talloze bedrijven, crisismanager, gemeenteraadslid Driebergen-Rijsenburg, Commandeur in de Orde van Oranje-Nassau, Officier in de Franse Nationale orde van het Legioen van Eer, trouwde in 1952 met Marguerite Cornélie van Eeghen (1928-2016); maatschappelijk bestuurster en gemeenteraadslid Naarden
                - Jkvr. Marguerite Catharina Sickinghe (1953)Agathon Gerard Sickinghe (1868-1954)

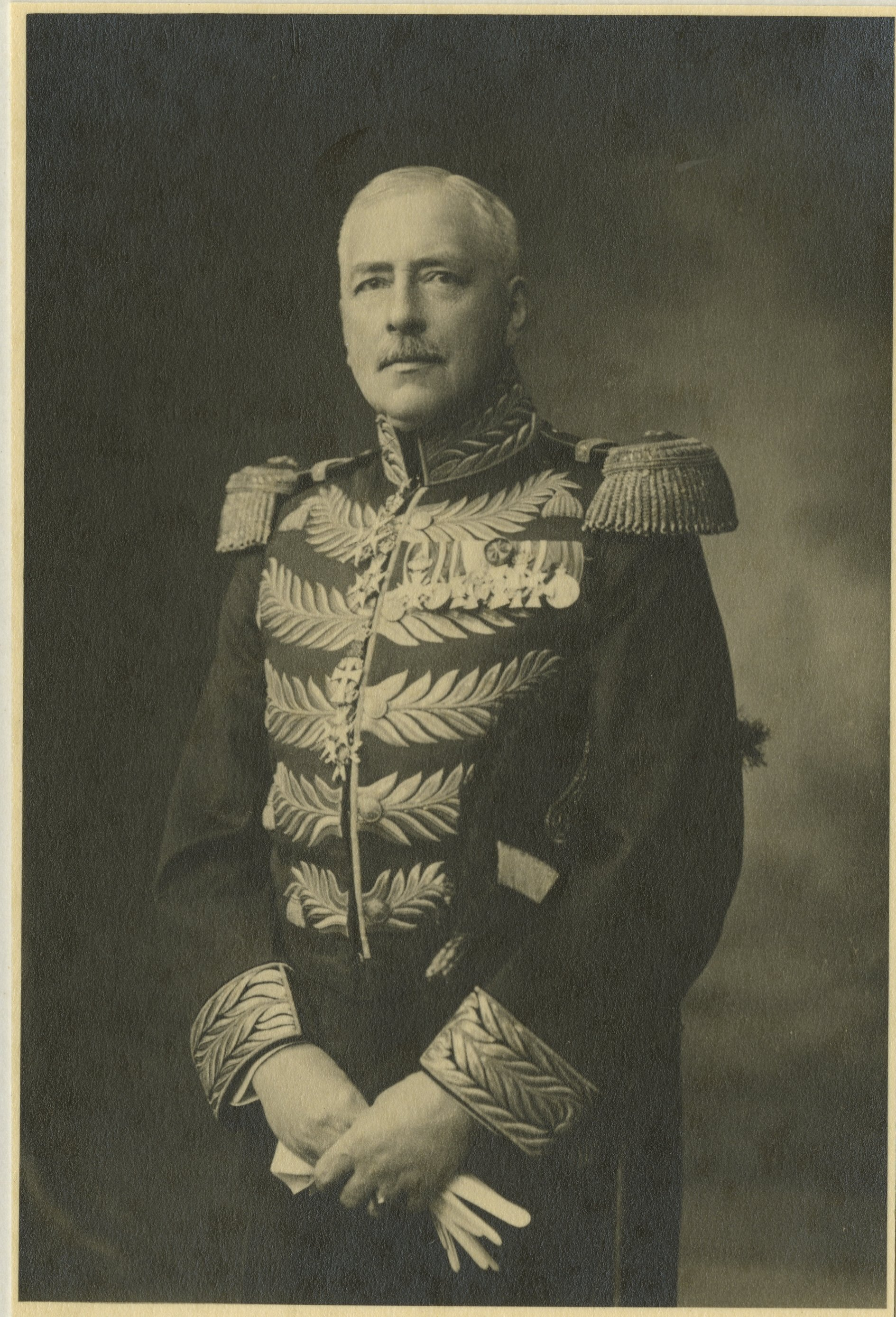
Agathon Gerard Sickinghe (1868-1954)

                - Jkvr. Wilhelmine Jeanne Mathilde Elisabeth Sickinghe (1956), directie externe relaties van museum het Louvre te Parijs 2005-2023, trouwde in 1984 met Henri Giscard d’Estaing (1956), CEO van Club Med en zoon van de 20e President van de Franse Republiek Valéry Giscard d'Estaing (1926-2020)
                - Jhr. mr. Duco Willem Sickinghe MBA (1958), Nederlands topfunctionaris, algemeen directeur Frankrijk van NeXT computer onder Steve Jobs, CEO van het Belgische telecombedrijf Telenet (2001-2013), voorzitter van de raad van commissarissen van het Nederlandse telecombedrijf KPN (2015-2022)[53], president-commissaris bij het Amsterdamse handelshuis Van Eeghen & Co, investeerder
                - Jhr. mr. Rembt Feyo Sickinghe (1966)

          - Jkvr. Agatha Gérardine Sickinghe (1864-1864)
          - Jhr. Agathon Gerard Sickinghe (1868-1954), luitenant-generaal titulair der artillerie, eerste kamerheer, adjudant i.b.d. en waarnemend hofmaarschalk van Koningin Wilhelmina der Nederlanden, voorzitter Nederlandse Adels-Vereniging, Grootofficier in de Huisorde van Oranje, Ridder in de Orde van Oranje-Nassau
            - Jkvr. Wilhelmina Jacoba Henriette Sickinghe (1892-1944), was getrouwd met jhr. mr. Regnerus Livius van Humalda van Eysinga (1880-1958) en woonde met hem op Kasteel Wijchen te Gelderland.
            - Jkvr. Ottelina Cornelia Sickinghe (1895-1975); was getrouwd met mr. Pieter Cort van der Linden (1893-1969); burgemeester van GroningenOttelina Cornelia Sickinghe (1895-1975)

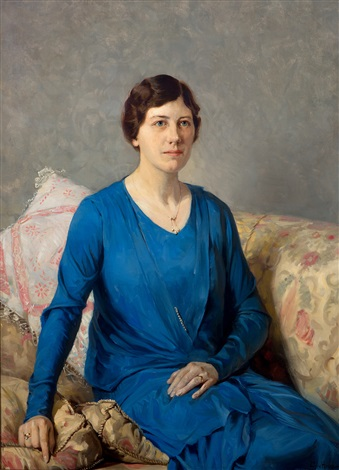
Ottelina Cornelia Sickinghe (1895-1975)

            - Pieter Feyo Onno Rembt Sickinghe (1900-1974)Jhr. ir. Pieter Feyo Onno Rembt Sickinghe (1900-1974), reserve-kapitein veld-artillerie, hofmaarschalk van Koningin Juliana der Nederlanden, intendant der Koninklijke Paleizen te Amsterdam en 's-Gravenhage, directeur Koninklijk Huisarchief 1945-1963, Grootofficier in de Huisorde van Oranje
              - Jhr. mr. Wigbold Otto Geert Sickinghe (1934-1972), directiesecretaris Gemeentewerken Rotterdam, referendaris Raad van State
                - Jhr. mr. Feyo Pieter Sickinghe (1966), advocaat, pianist, directeur Prinses Christina Concours (2015-2019)

              - Jhr. Eilko Rembt Sickinghe (1948), bestuurslid (kanselier) bij de Johanniter Orde

      - Jkvr. Anna Maria Sickinghe (1784-1860), trouwde in 1816 met jhr. Frederik Carel Wolter Baron van Broeckhuysen (1772-1819), edelman van Prins Willem V, kamerheer van Koning Willem I
      - Jhr. Feijo Eilko Sickinghe (1788-1863), ontvanger der directe belastingen in en uitgaande rechten en accijnzen te Hoogkerk, Arrondissement Groningen[54]

    - Onno Sickinghe (±1744)
    - Rembt Tobias Sickinghe (±1746), majoor der infanterie, student aan de Groningse Universiteit in 1766
    - Bartha Johanna Sickinghe (1754-1796), trouwde op 19 juni 1777 met Petrus Pruissen (†1796)

  - mr. Eilko Eger Tamminga Sickinghe (1726-1807), raadsheer, burgemeester van Groningen, lid van de Raad van Staaten, afgevaardigde Raad ter Admiraliteit te Harlingen
    - dr. Hendrik George Sickinghe (1754-1818), lid der Staten-Generaal, monstercommissaris te Groningen, raadslid van de Admiraliteit van Friesland in 1794, trouwde op 16 juli 1789 met Margaretha Bouwina Van Lintelo. 
      - Willem Frederik George Lodewijk Sickinghe (1813-1894), kapitein bij het Koninklijk Nederlandsch-Indisch Leger, uitgezonden naar de Belgische Revolutie, kocht in 1884 landerijen, een herenhuis, stalling, koetshuis en een tuinmanswoning van het landgoed 's Heeren Loo[55], trouwde in 1854 met Anna Josina Petronella van Broeckhuisen[56]
        - Jhr. dr. Eilko Eger Sickinghe (1855-1924), advocaat, pianoleraar, muziekcriticus, journalist, koopman te Hamburg, vrijmetselaar, trouwde in 1880 met Albertine Françoise Frederique Baud (1857-1925), werd in 1902 erkend tot de Nederlandse adel
          - Jhr. drs. Feyo Willem Joost Sickinghe (1881-1944), arts en assistent van professor Karel Frederik Wenckebach (1864-1940) te Wenen, internist en huisdokter te 's-Gravenhage, fiscus van de Medische Faculteit van de Universiteit Utrecht in 1918[57], administrateur van de thee-onderneming Tagokok te Sakabumi (Indonesië), was vanaf 1921 verantwoordelijk voor de medische controle van de Hongaarse 'kindertreinen', werd in 1902 erkend tot de Nederlandse adel, met zijn overlijden in 1944 stierf deze tak in mannelijke lijn uit.
          - Jkvr. Ottelina Charlotte Emilie Sickinghe (1883-1952), zangeres (soliste), trouwde in 1883 met Dr. Jur. Max Theodor Hagemann (1883-1968), anti-nazi, hoge administratieve rechter en voorzitter van de Duitse federale recherchedienst; het Bundeskriminalamt.

        - Jkvr. Emma Nicoline Constance Adèle Sickinghe (26 maart 1885), was getrouwd met de advocaat Cornelis Johannes Prins[58]

    - Johanna Wilhelmina Sickinghe (1759-1805), trouwde in 1792 met dr. jur. Henricus Joannes Arntzenius (1763-1830); advocaat en notaris te Groningen, auditeur militair van Leeuwarden

#### Adellijke allianties
- Van Iddekinge (1741), Alberda van Ekenstein (1780), Van Lintelo (1789), Van Broeckhuysen (1816), Gevers (1873), Baud (1880), Nepveu tot Ameyde (1882), Van Humalda van Eysinga (1919), Radermacher Schorer (1921), Beelaerts van Blokland (1950), De Beaufort (1953)

### Friese tak (Sickinga/Sickingha)

#### Geschiedenis

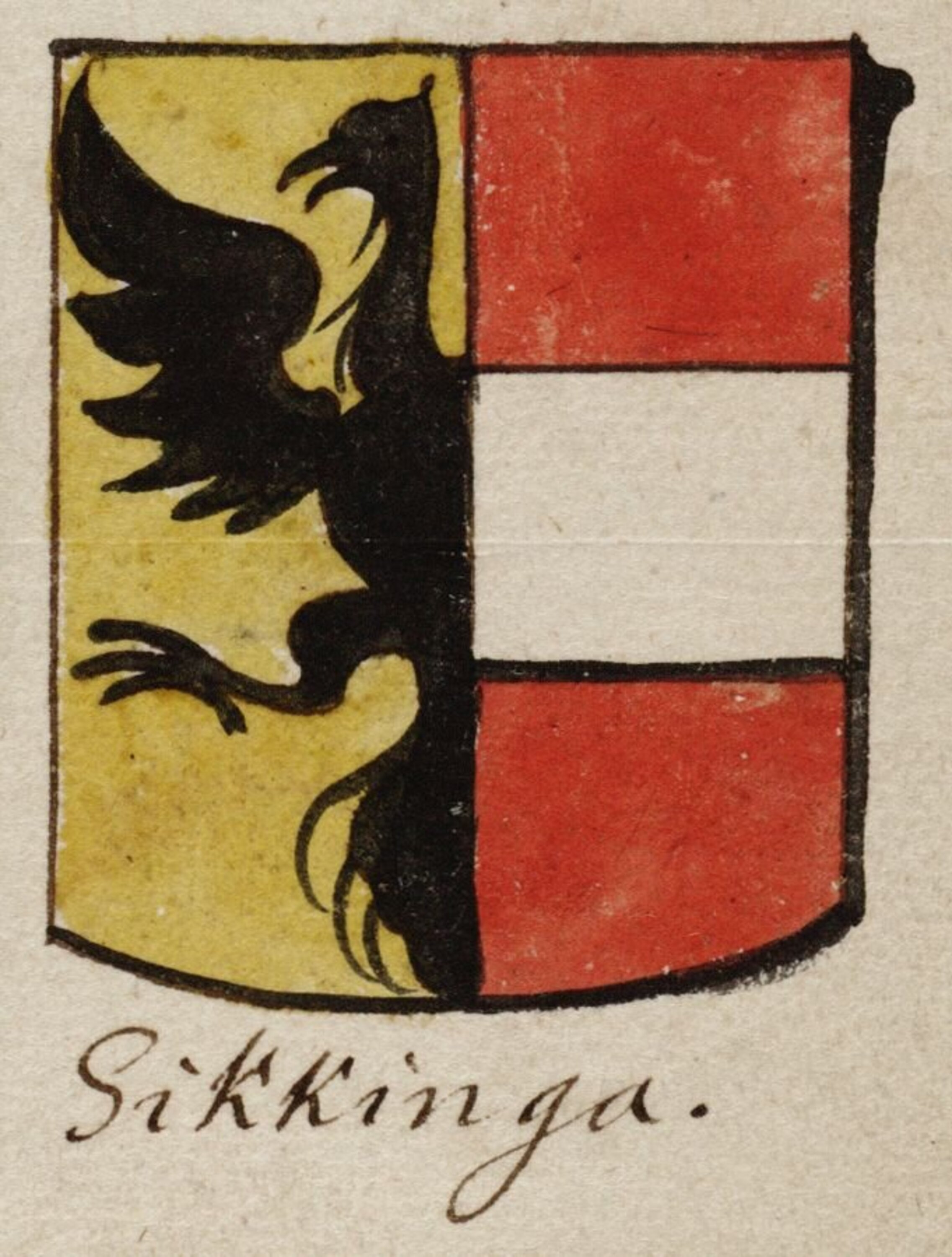
Het wapen zoals dat in Friesland door het geslacht gevoerd werd. Vaak gepaard met de Friese variant van de naam, Sikkinga.

De tak Sickingha/Sickinga/Sikkinga is afgesplitst van de vroege generaties Sickinghe (mogelijk vanaf ridder Otto Sickinghe). Delen van de huidige provincie Friesland waren vroeger afwisselend onderdeel van de Groningse Ommelanden en veel leden van het geslacht Sickinghe waren woonachtig in de Friese gebieden. Telgen van de tak Sickinga kwamen al in 13e eeuw voor in Friesland. Ook werd in 1383 melding gemaakt van een 'Sickinga state' te Goënga en in 1560 werd het Sikkingahuis gebouwd. Dit was een state in de binnenstad van Sneek. 
Vanaf Otto Sickinga:
- ridder (miles) Otto Sickinghe (±1220-1267), raadsheer, burgemeester (een van de Veeren) van de stad Groningen in 1256/1257
  - (Ludolfus Sickinghe (±1245), burgemeester van Groningen in 1284, 1291 en 1292)
    - joncker Gerard Sickinghe (±1279), van 1304 tot 1357 herhaaldelijk burgemeester van Groningen
    - Feyo Sickingha (1275)?
      - Io Feyes Sickinga (1298 te Niehove, Zuidhoorn), landbouwer
        - Feicke Sickinga (1325-1407), hoofdeling te Goënga, edelman te Dongjum, heer van de Sickinga-State, Vetkoper en bondgenoot van de graaf van Holland Albrecht van Beieren (1336-1404)
          - Both/Bot Feickes Sickingha/Sikkinga (1352, Sneek-†1386, Sneek), woonde op Rodenburg, trouwde met de ridder Rienck Bockema (1350-1436) uit Sneek.

Van een nog onbekende tak:
Doordat niet duidelijk is van wie Ydske, de vader van Abbe, een zoon was, is het onzeker of deze tak direct verbonden is met de nog bestaande Groningse tak of zelfs wel een band heeft met de familie Sickinghe. Het familiewapen van de Sickingha's vertoont enige gelijkenis met dat van de Sickinghe's, en leden uit beide geslachten droegen rond de 16e eeuw de titel jonker. Leden van de familie Sickinghe trokken regelmatig richting de Friese regio, waar hun achternaam de vorm Sickinga aannam. Wat echter niet overeenkomt, zijn de voornamen binnen beide families, wat in die tijd juist vrij gebruikelijk was. Dit kan ook wijzen op een vroegtijdige splitsing binnen het geslacht.
- Abbe Idsekes Sickingha[60] (geboren voor 1490, overleden 28 december 1555), rechter te Ouwsterhaule, kocht in 1515 het inwonerschap van Sneek, was getrouwd met Oegje Roukes van Albada
  - jonker mr. Idzard van Sickingha (±1518-1575), raadsheer in het Hof van Friesland (1558), protesteerde hevig tegen de landvoogd Fernando Álvarez de Toledo (Alva) en de stadhouder Caspar de Robles, bezat het zwanenrecht te Parrega[61], trouwde met Maria van den Tympel, zus van Olivier van den Tympel (1540-1603); politicus uit België, heer van Korbeek, officier in het leger van Willem van Oranje en militair gouverneur van de Brusselse republiek.
    - dr. Wigle Idserts van Sickingha, doctor in beide rechten, trouwde met jfr. Gerlant van Aylva[62]
    - Abbe van Sickingha, adelborst en later kapitein (1580-1597) onder de Spaanse hopman (Tiete) Cammingha, hij lag in 1597 in garnizoen in Groenlo en vertrok vandaar na de overgave.[63]
    - Clara van Sickingha, (geb. circa 1545 - †1606), trouwde voor 1583 met Broer Reyns van Paytema/Hoytema (†1602), volmacht en dijksgedeputeerde van Wymbritseradeel[64]
    - Viglius Sickinga

  - mr. Oeghe (van) Sickingha (geb. voor 1527, overleden tussen 25 maart en 16 oktober 1571), advocaat, kocht in 1552 het burgerschap van SneekAlbuminscriptie van Tzalingus van Sickingha voor Poppe van Feytsma (1583)

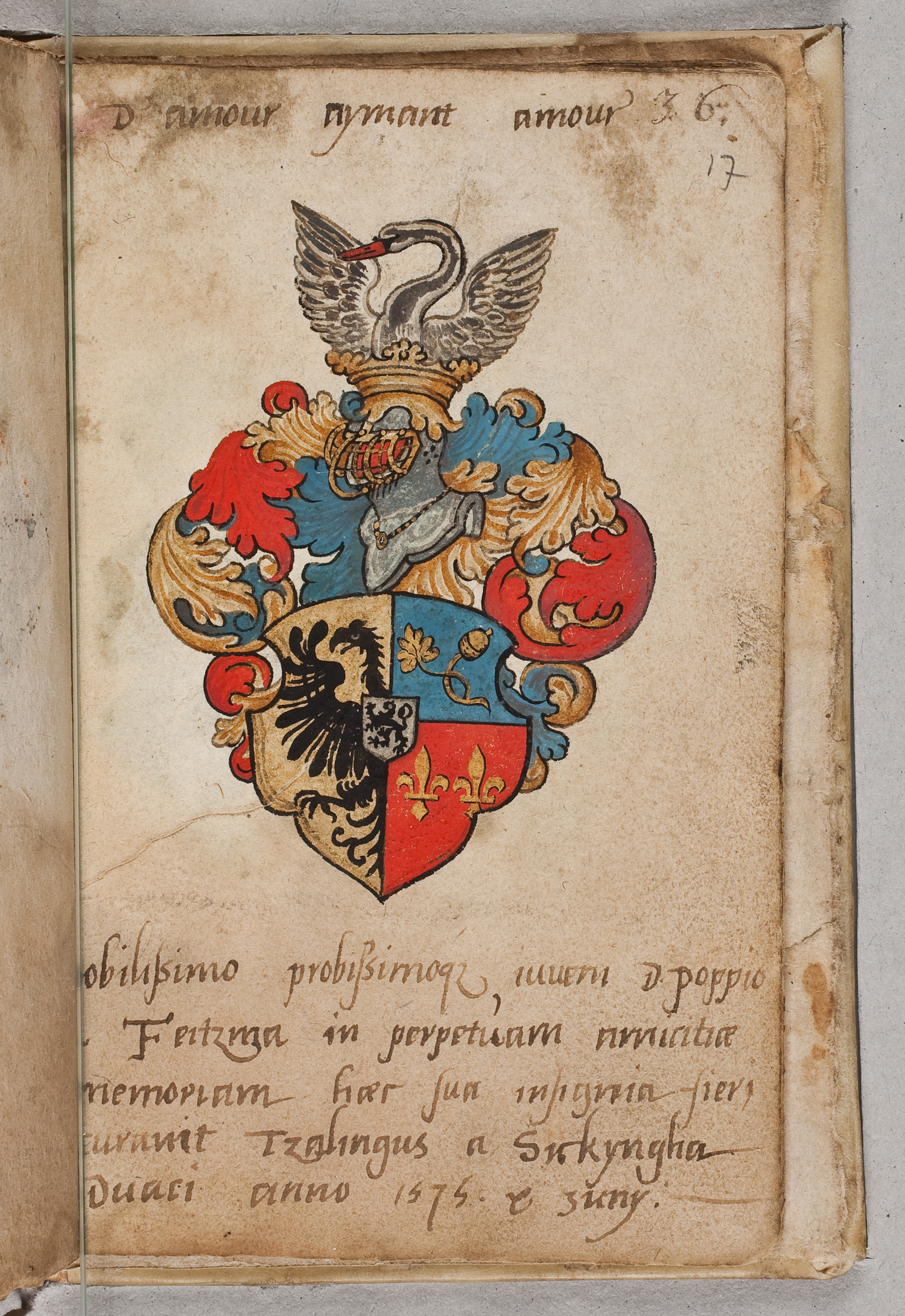
Albuminscriptie van Tzalingus van Sickingha voor Poppe van Feytsma (1583)

    - jonker Tjalke/Tyalcko (Idzerts) van Sickingha († ca.1616), vaandrig en kapitein, was omstreeks 1575 van de Spaanse zijde tot grietman van Wymbritseradeel en tot dijkgraaf benoemd[65][66], was een van de compagnons van de in Heerenveen opgerichte Schoterlandse Veencompagnie, kocht in 1616 het recht van zwanenjacht in de dorpen Ouwsterhaule, Broek, en Goengarijp van Idzard van Sickingha, trouwde met jfr. Mayke van Siercksma, vestigde zich in 1602 in het Wold en bezat daar een stuk grond met daarop het huis dat in 1664 op de kaart van de Schotanusatlas wordt aangegeven als de 'Sickingastate', een edele state.[67] Dit huis werd in 1676 van de nazaten van de Van Sickinga's gekocht door Albertine Agnes van Nassau, de weduwe van de Friese stadhouder Willem Frederik van Nassau. Zij gaf het een nieuwe naam en liet het omvormen tot het nog steeds bestaande zomerverblijf Landgoed Oranjewoud.
      - Tjalcke Sickinga[68]
      - jonker Gerrit van Sickinga (ook wel Johan Baptista Sickinga van Worfenburg), woonde te Heerenveen, was aandeelhouder en secretaris van de Schoterlandse Veencompagnie, heer te Moerborgh in 1617 en 1632,[69] tenaamgestelde van de Broekster Jacht, bezat op de huidige locatie van Hotel Tjaarda, een tweede huis (vakantiewoning), zijn goed vererfde omstreeks 1656 op de nazaten van zijn zuster, gehuwd met Hendric Thibault, te Amsterdam. Zij gaan in de jaren zeventig over tot verkoop van het Sickingavermogen (o.a. vier belendende zaten te Oudeschoot onder Heerenveen aan Albertine Agnes van Nassau (1634-1696), Prinses van Oranje en vorstin tot Nassau).
      - Maria van Sickinga, was gehuwd met Hendrick Thibault.

## Straatnamen

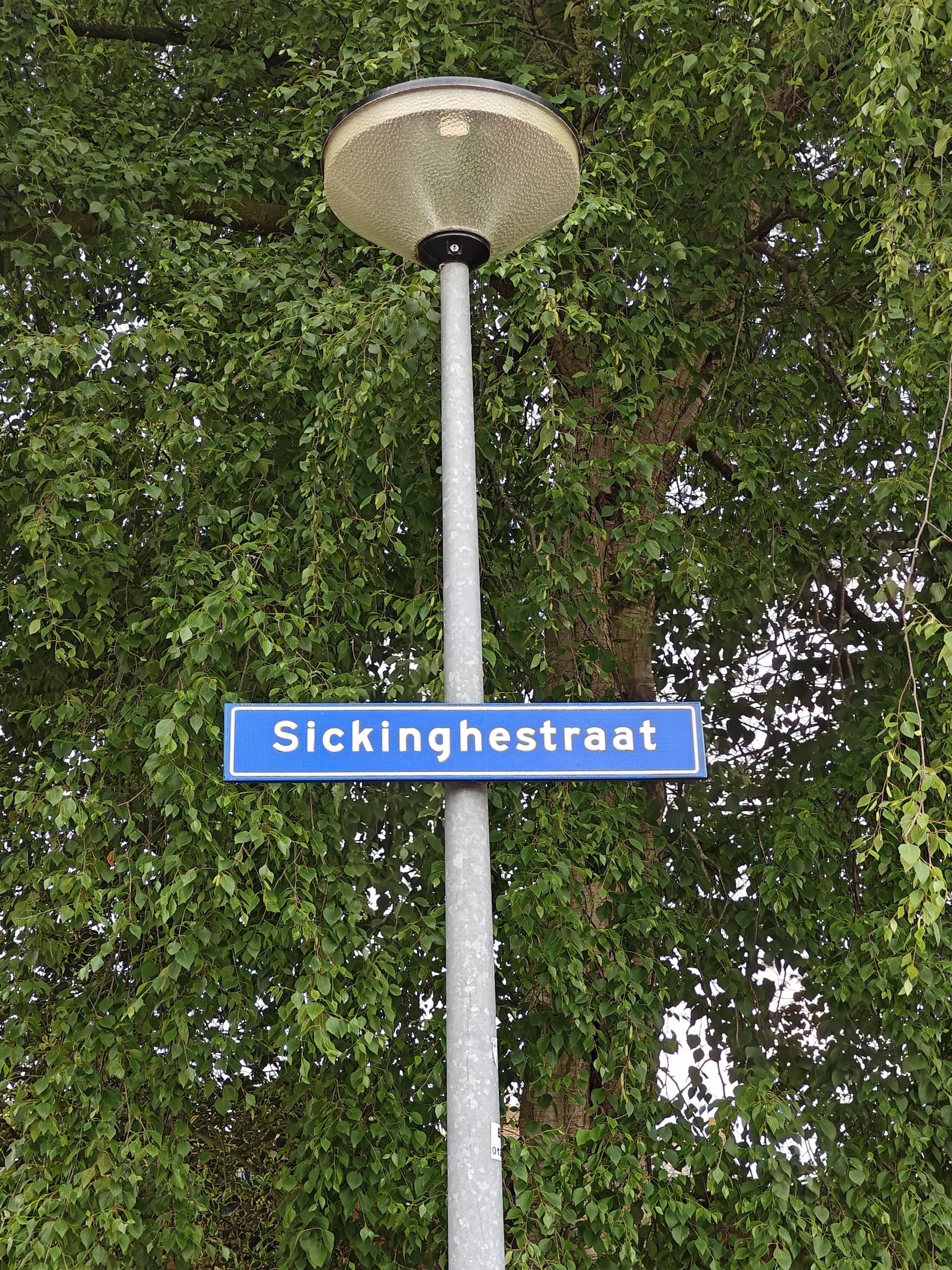
Straatnaambord van de Sickinghestraat te Zuidwolde

Tussen 1255 en 1794 leverde de familie Sickinghe ten minste 92 keer een burgemeester aan de stad Groningen. Daarmee is zij het geslacht dat over de langste periode in deze functie vertegenwoordigd was. Alleen het geslacht Lewe komt enigszins in de buurt, met in totaal 73 jaren burgemeesterschap. Telgen zoals Gerard Sickinghe (ca. 1280), Peter Sickinghe (1455-1532), Johan Sickinghe (1495-1572), Johan Sickinghe (1649-1673) en Rudolph Sickinghe (1643-1688) speelden een belangrijke rol in het behoud van de autonomie van de stad. 
Hoewel het geslacht Sickinghe, met twaalf burgemeesters en in totaal 92 jaren in functie, van alle invloedrijke families zowel het grootste aantal burgemeesters als het grootste aantal jaren burgemeesterschap in de stad Groningen heeft geleverd, is er in de stad geen straat naar deze familie vernoemd.
Wél bestaat er in het nabijgelegen Groningse dorp Zuidwolde een Sickinghestraat, aangelegd rond 1960. Deze straat verwijst naar de jonkers Johan, Pieter en Harmen Sickinghe, allen bewoners van borg Beyum (ook wel Sickingheborg genoemd).
In de Friese stad Leeuwarden is daarnaast een straat te vinden die Sickingastate heet en waarschijnlijk is vernoemd naar de Friese tak van de familie. De naam verwijst naar een Sickingastate met twee mogelijke historische herkomsten: de middeleeuwse state te Goënga, bewoond door Feicke Sickinga of de Sickingastate te Oranjewoud, gebouwd door Tjalke van Sickinga, die grietman van Wymbritseradeel was. Deze Sickingastate was een van de eerste landhuizen in wat nu landgoed Oranjewoud is en werd voor het eerst genoemd in 1552. Later kwam de state in bezit van prinses Albertine Agnes van Oranje-Nassau. 

## Galerij

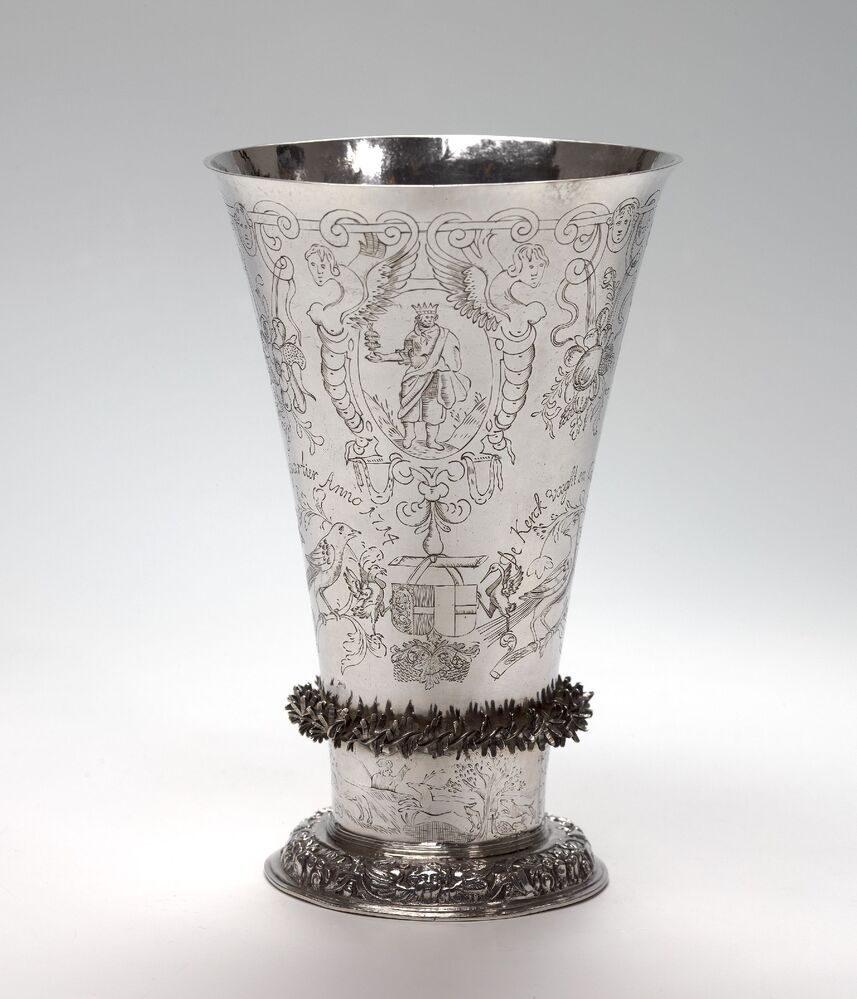
Een zilveren avondmaalsbeker met het alliantiewapen Sickinghe-Tamminga, omstreeks 1696
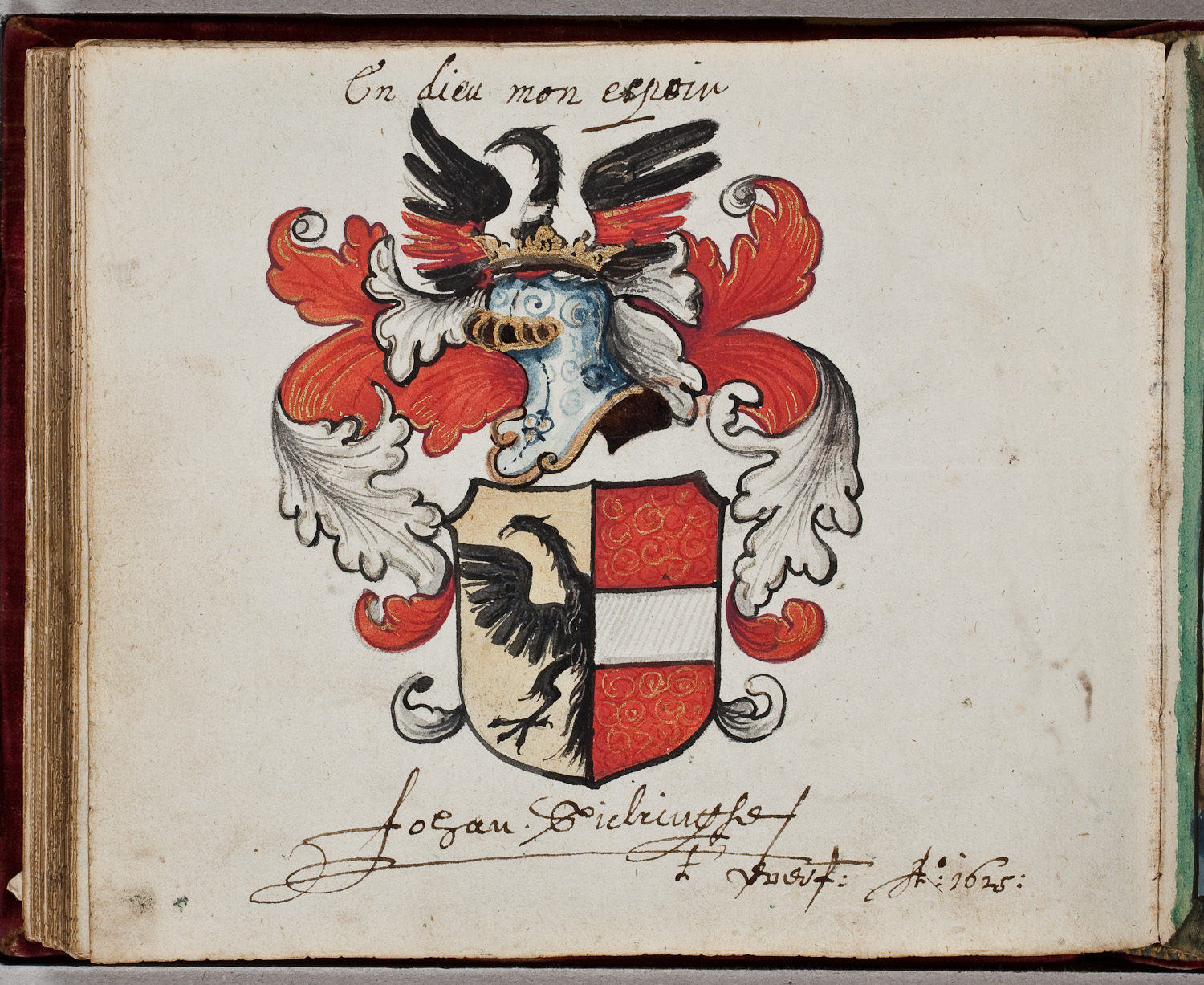
Albuminscriptie van Johan Sickinghe (1576-1652) in het album amicorum van Juw van Harinxma thoe Slooten (1607-)
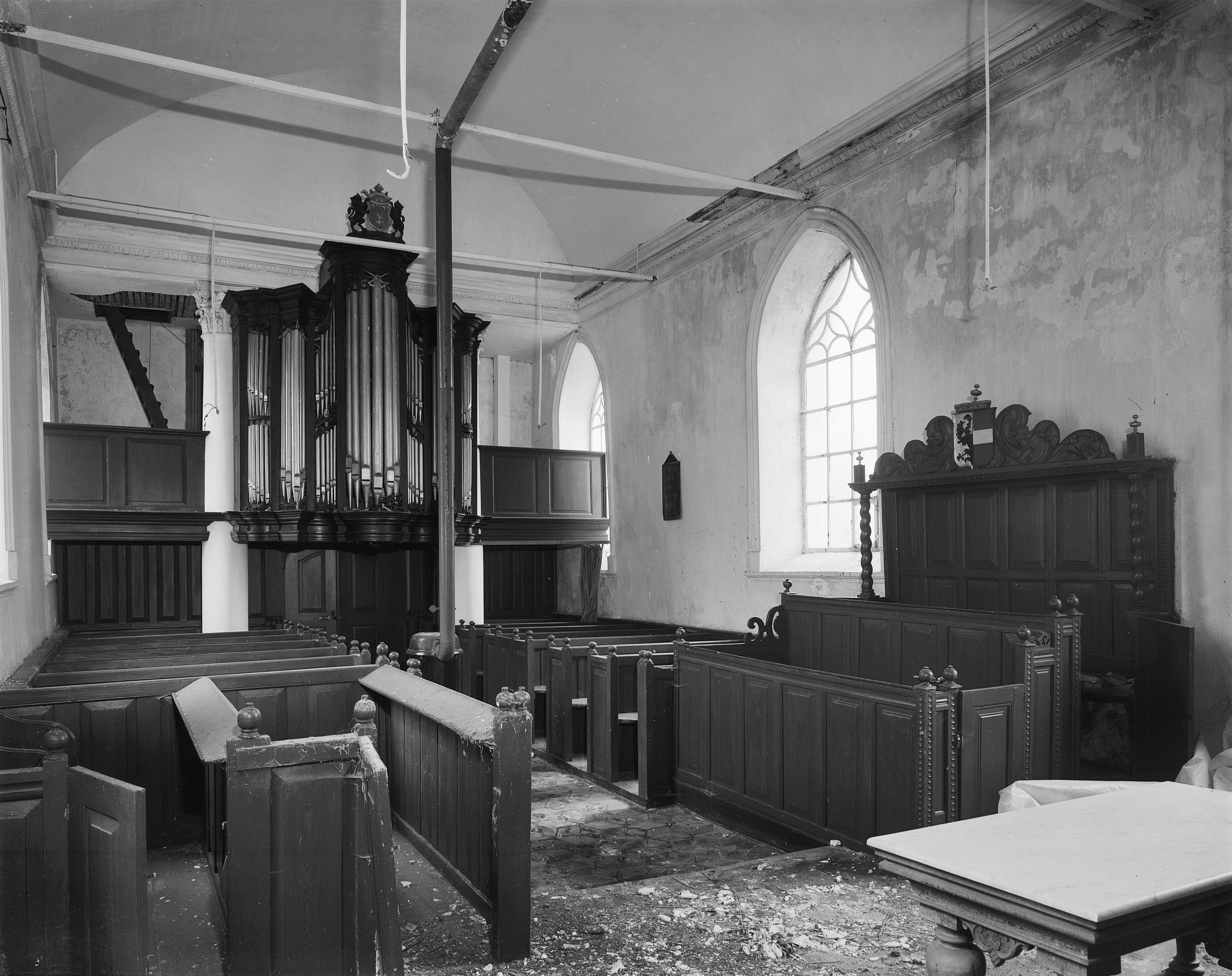
De herenbank (rechts) bij de kerk van Breede, geplaatst in 1653, met daarboven het wapen van de familie Sickinghe
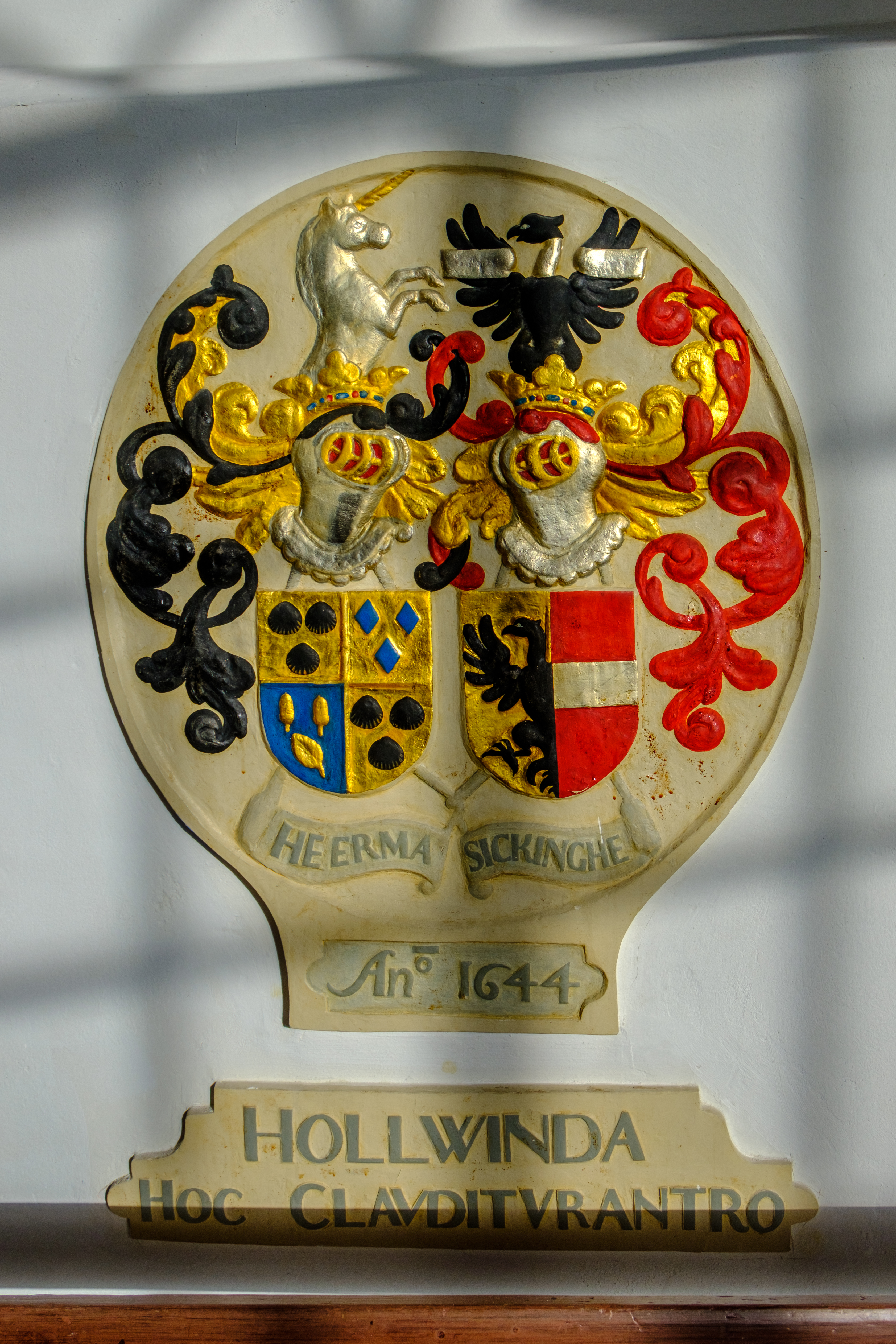
Gipsafgietsel van een wapenschild uit 1644 van (Ludolf) Heerma en (Bele) Sickinghe in de apsis van de Petruskerk van Usquert
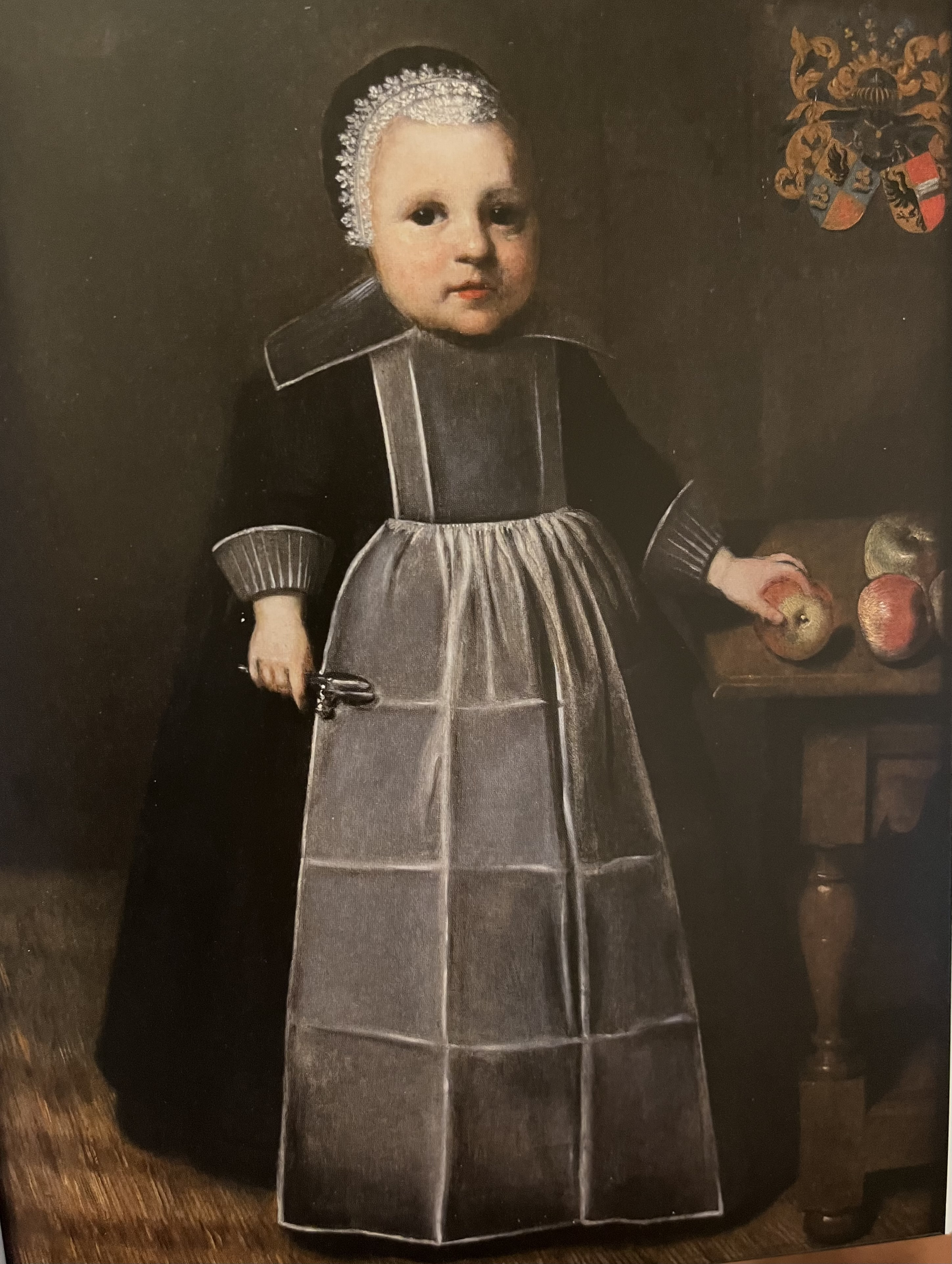
Portret van Bocke Van Burmania (1637 -1702); met rechtsboven de wapens Van Burmania-Sickinghe
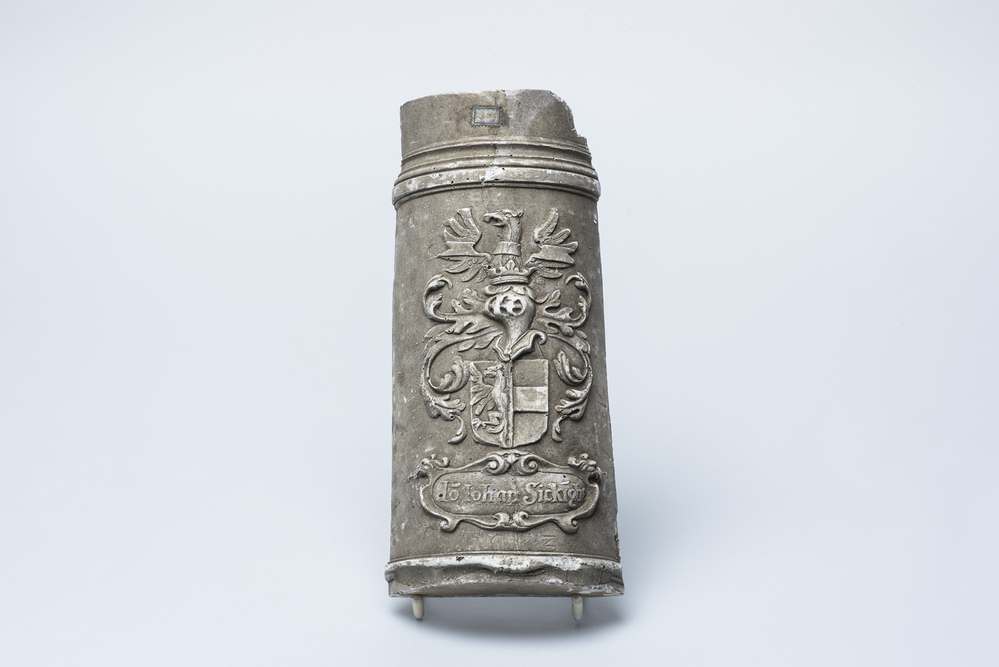
Gipsafgietsel van de loop van een klein kanon van Johan Sickinghe (1576-1632).
Jonker dr. Johan Sickinghe (1495-1572), burgemeester en hoofdman van Groningen, uitgelicht in een optocht voorstellende de intocht van Maria van Hongarije te Groningen, 20 juni 1545.
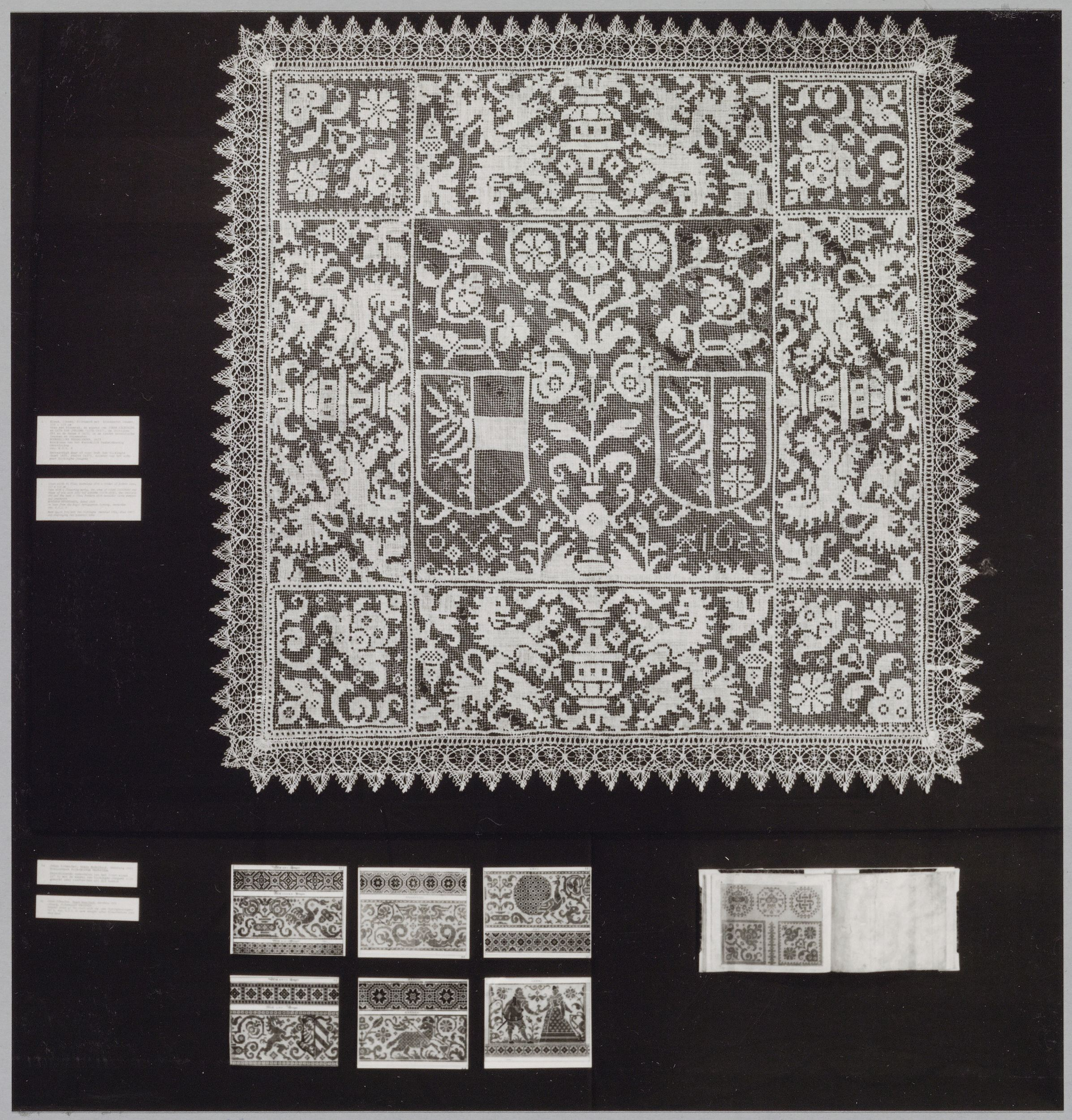
Kleed met de wapens van Sickinghe en Van Jongema en zeven kleine objecten, Rijksmuseum Amsterdam
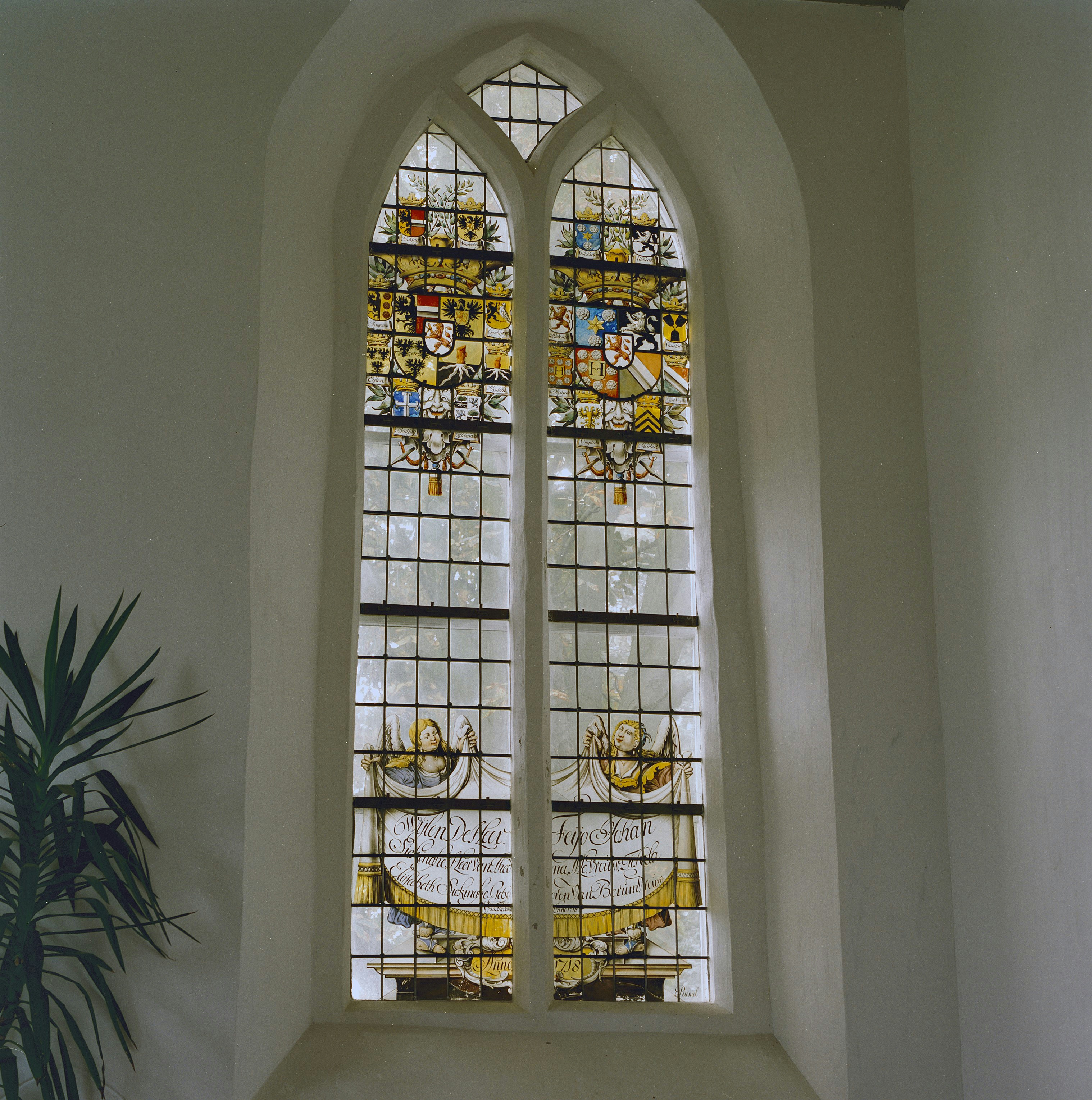
Gebrandschilderd (wapen)glas in de Sebastianuskerk van Noordwolde ter ere van Feijo Johan Sickinghe (1673-1702) en Thecla Elizabeth van Berum (1674-1727)
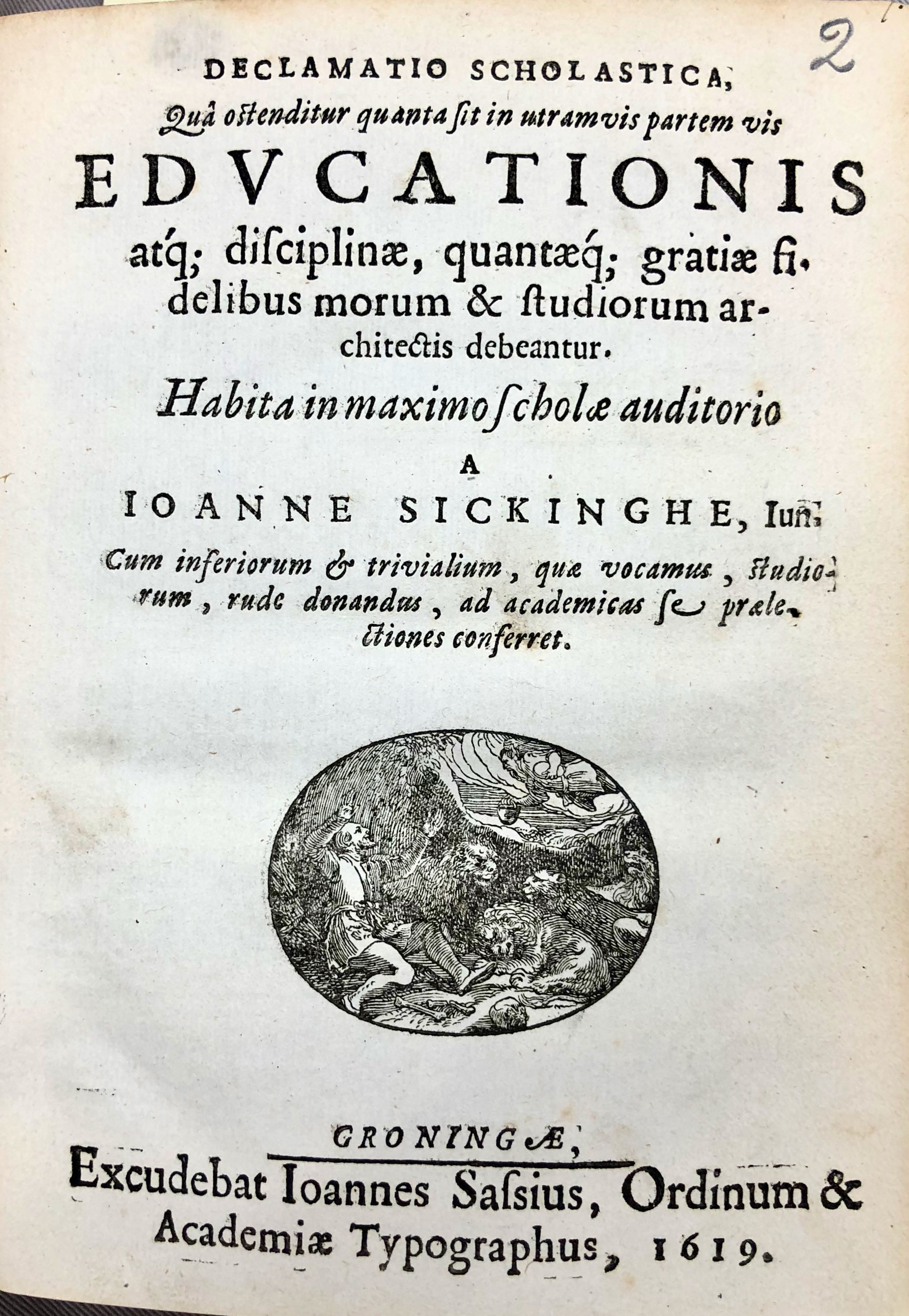
De titelpagina van de toespraak van Johannes Sickinghe (1602) bij zijn afscheid van de Latijnse school in 1619
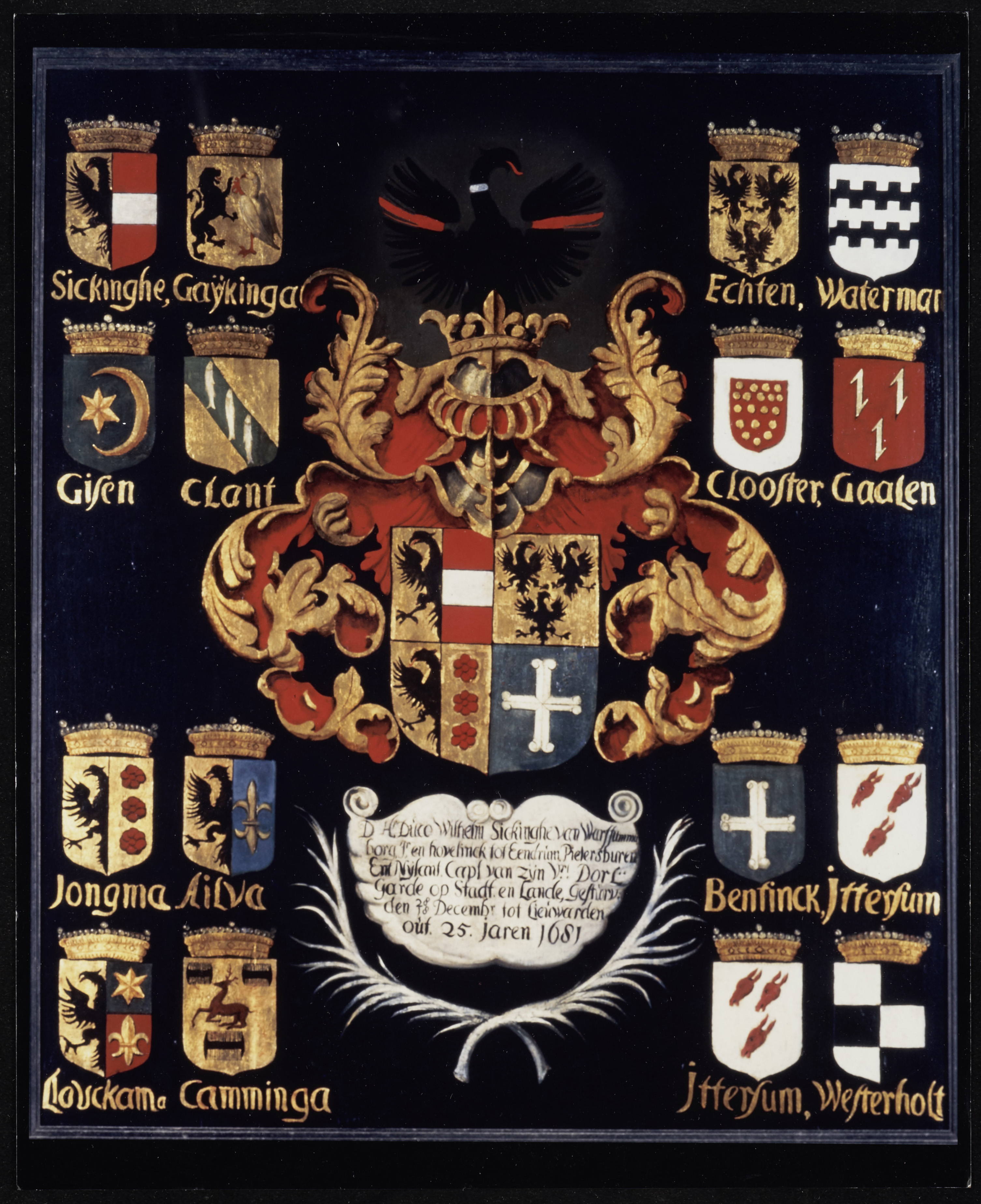
Rouwbord van Duco Wilhelm Sickinghe (1656-1681), stalmeester en kapitein des Gardes van Hendrik Casimir II van Nassau-Dietz
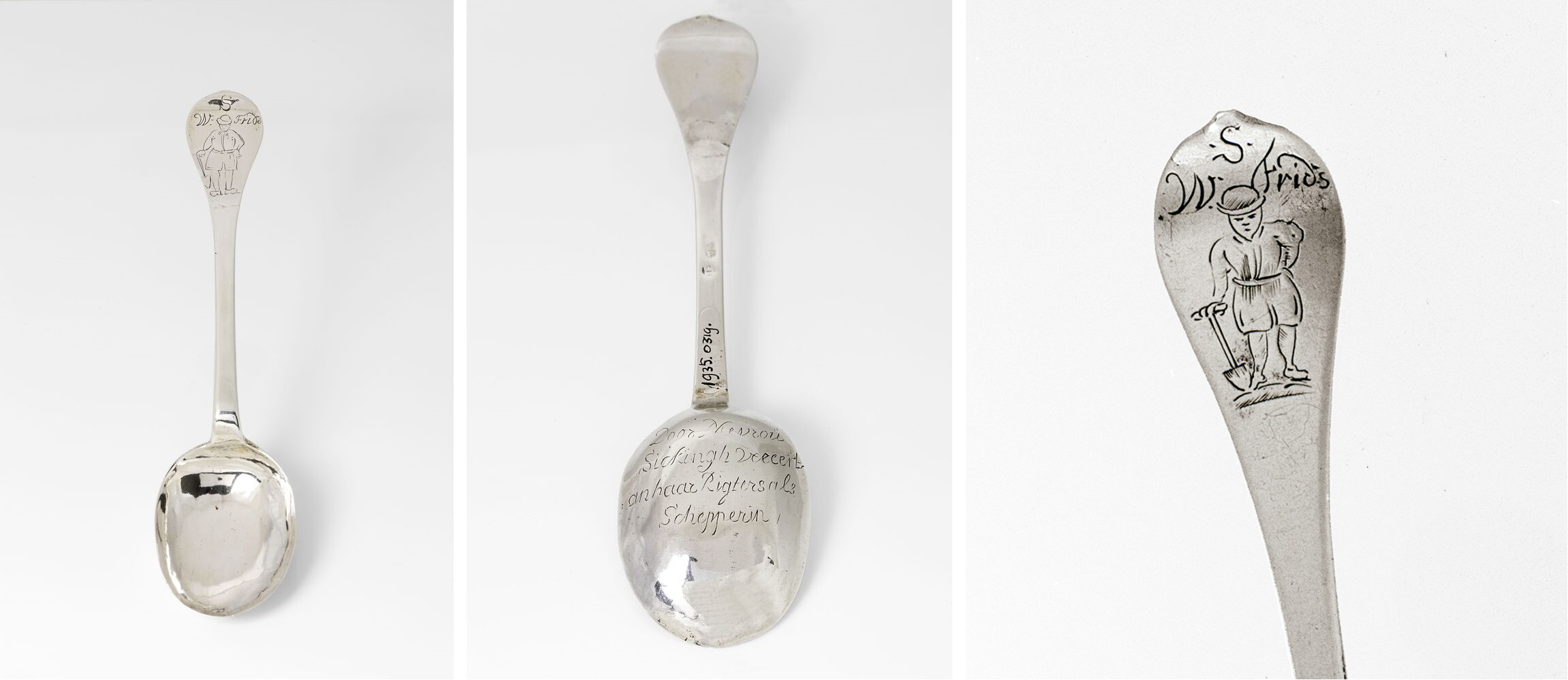
Een zilveren schepperslepel met St. Walfridus op de steel gegraveerd. Op de achter kant de inscriptie 'Door Mevrou Sickingh Vereert An haer Rigters als Schepperin', 1716
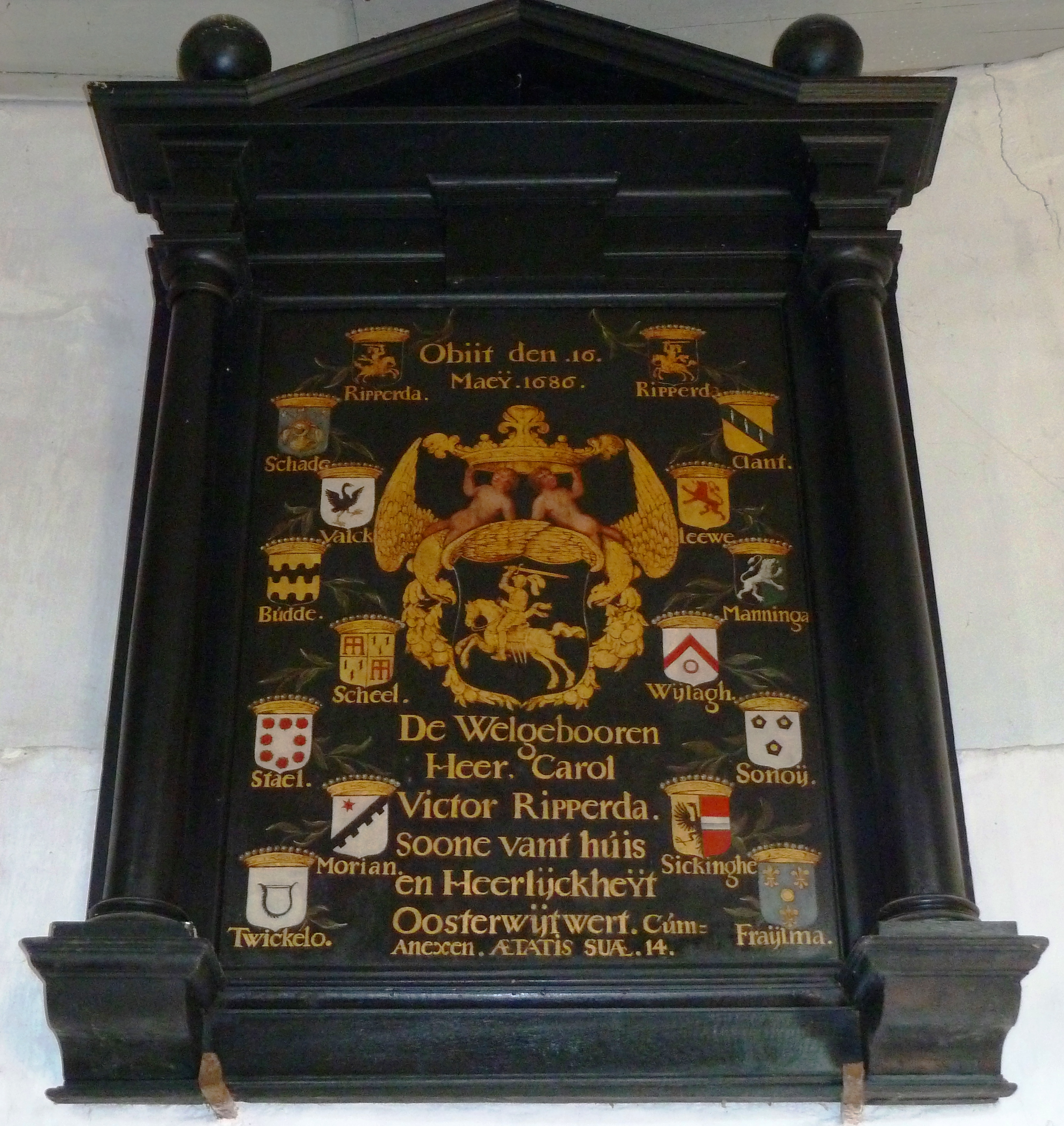
Het rouwbord van Carol Victor Ripperda (overleden in 1686) met rechtsonder het wapen van de familie Sickinghe
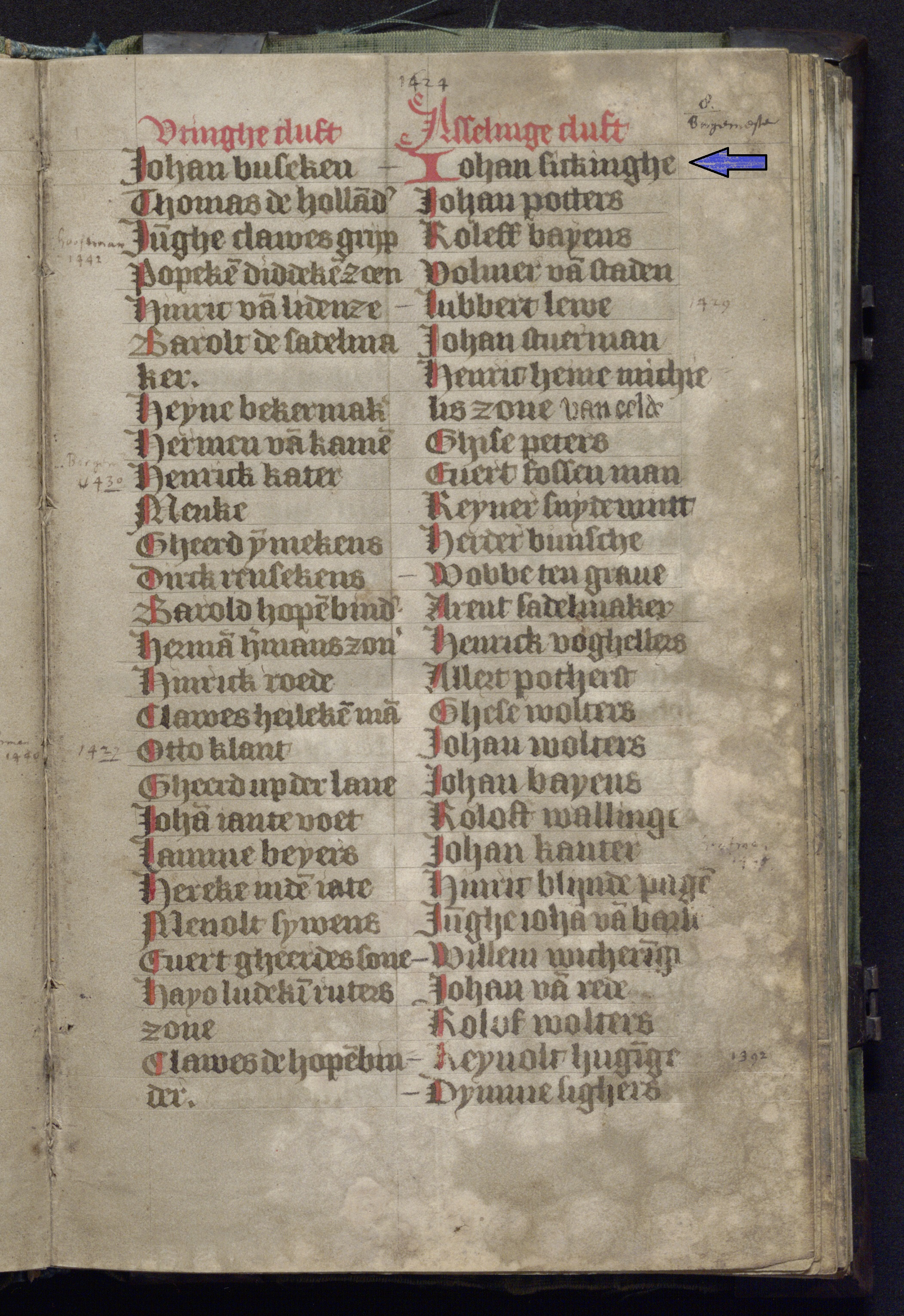
Johan Sickinghe (†1421/1445)(rechtsboven) op de naamlijst van het Brouwersgilde te Groningen (1424)
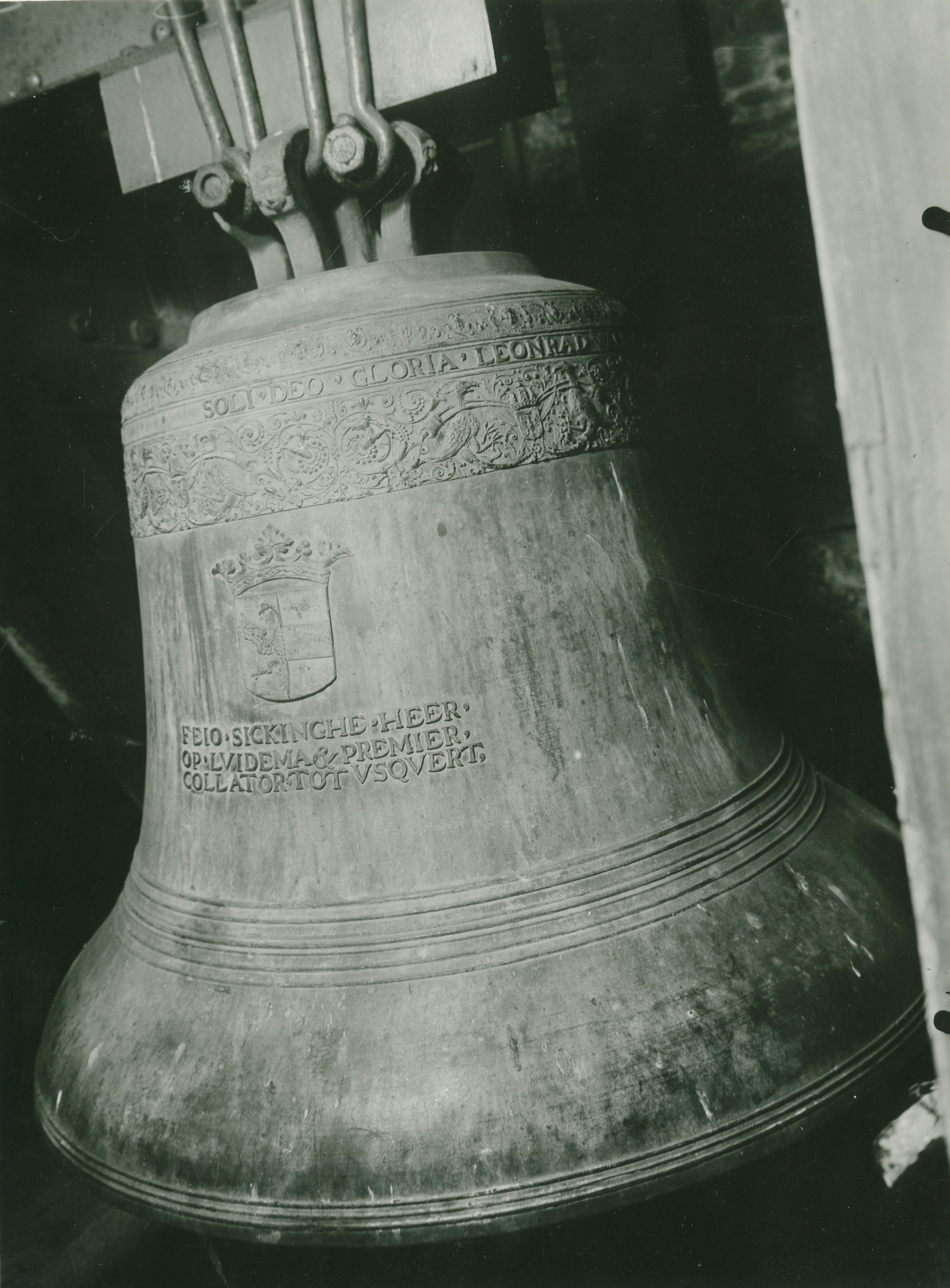
Het wapen van Feio Sickinghe (1654–1696) op de 'kleine klok' van de Petruskerk van Usquert
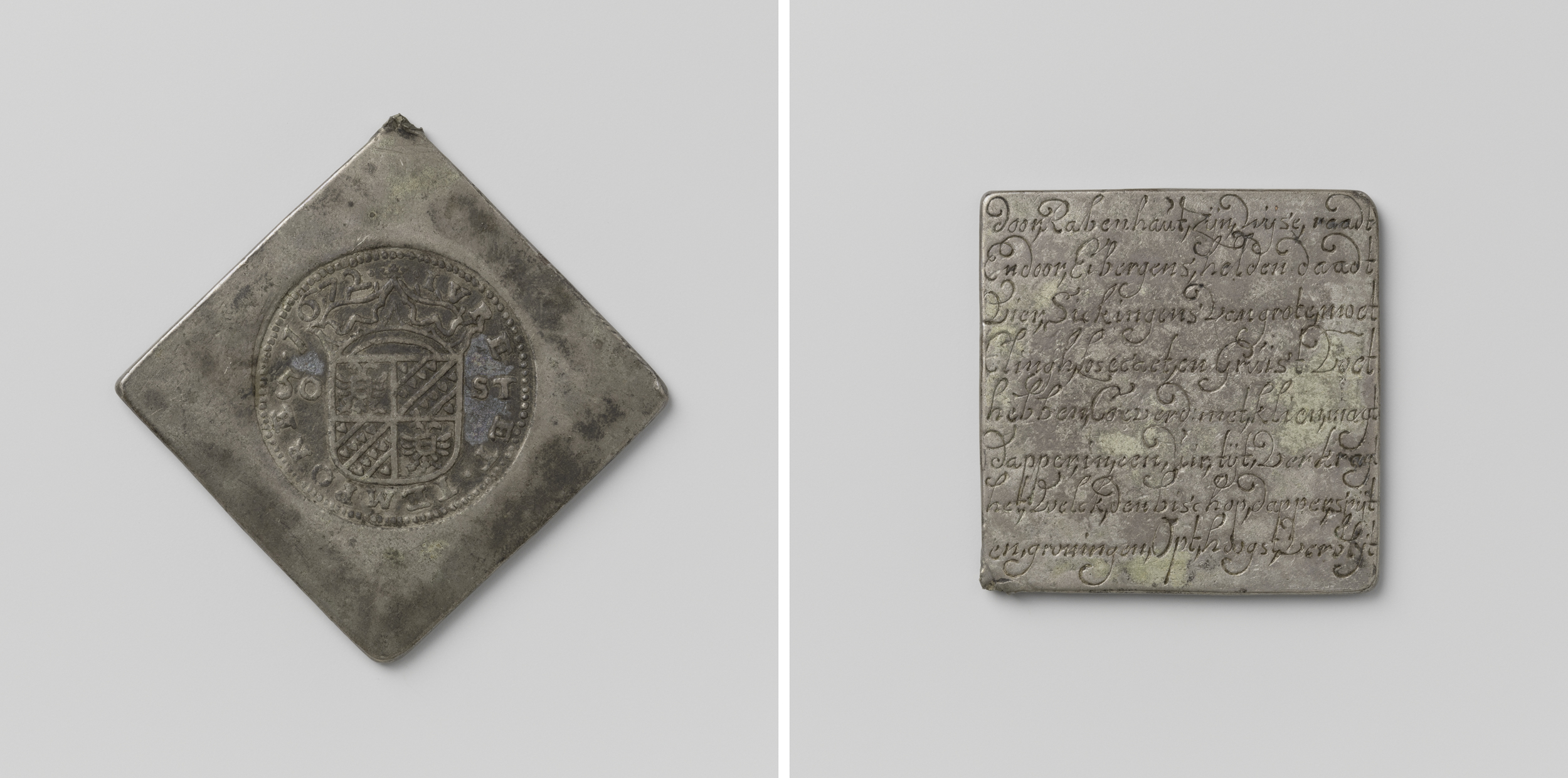
Zilveren penning geslagen ter gelegenheid van de verovering van Coevorden
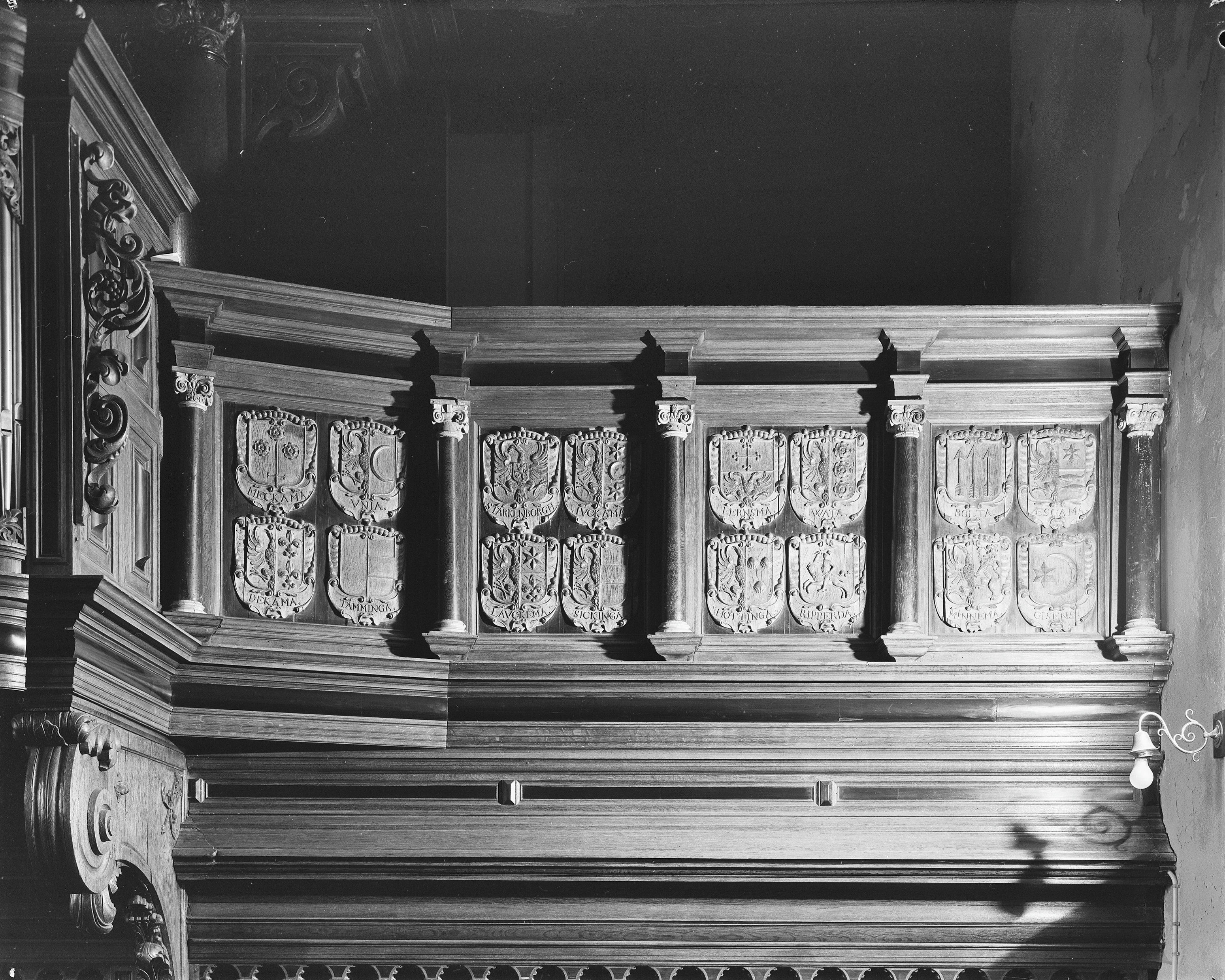
De noordzijde van het orgelbalkon van de Grote Kerk van Ternaard in Friesland met op de onderste rij (vierde van links) het wapenschild van de familie Sickinga
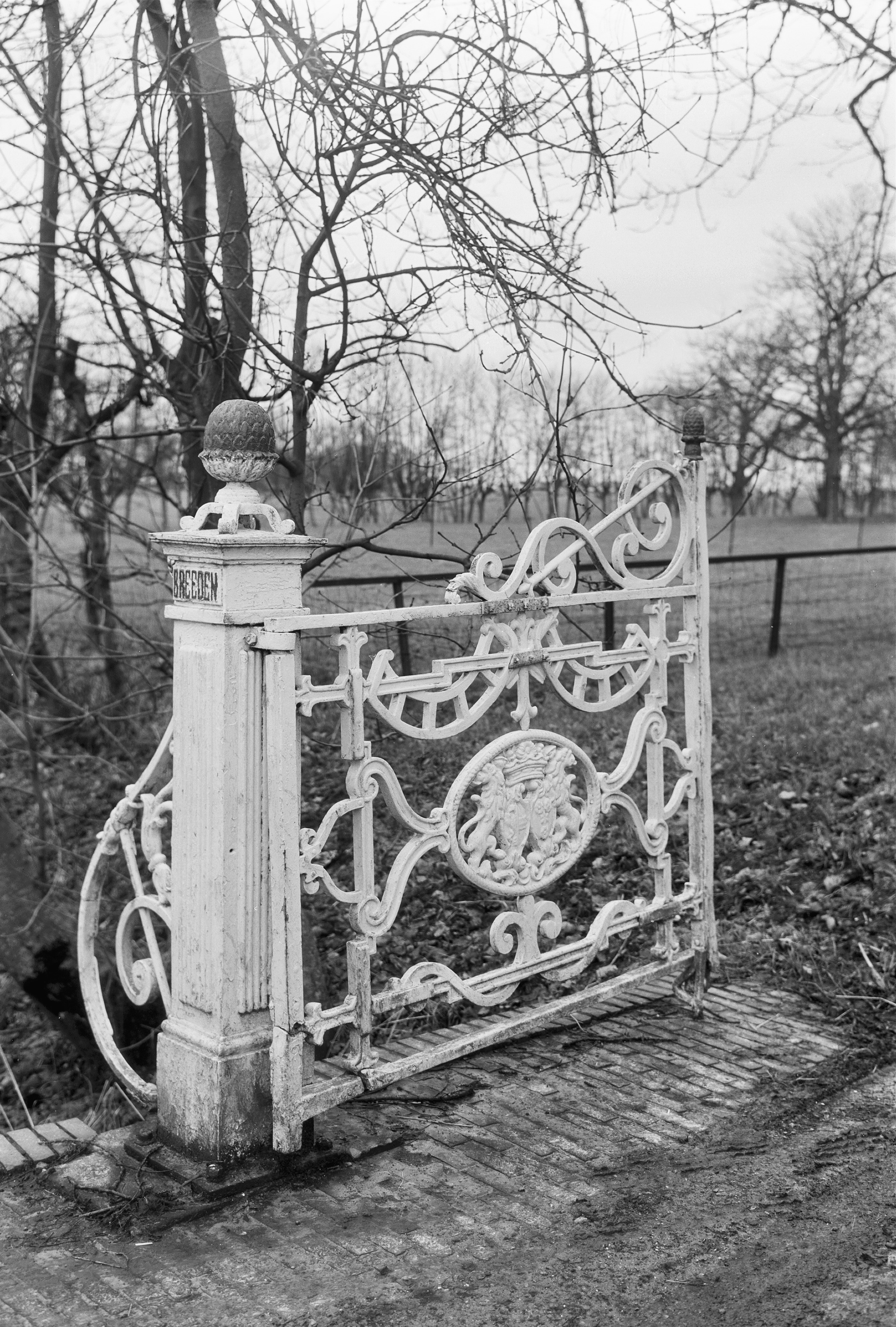
Achttiende-eeuws smeedijzeren hek van de Breedenborg (vóór restauratie) met daarop de wapens van de families Sickinghe en Van Berum
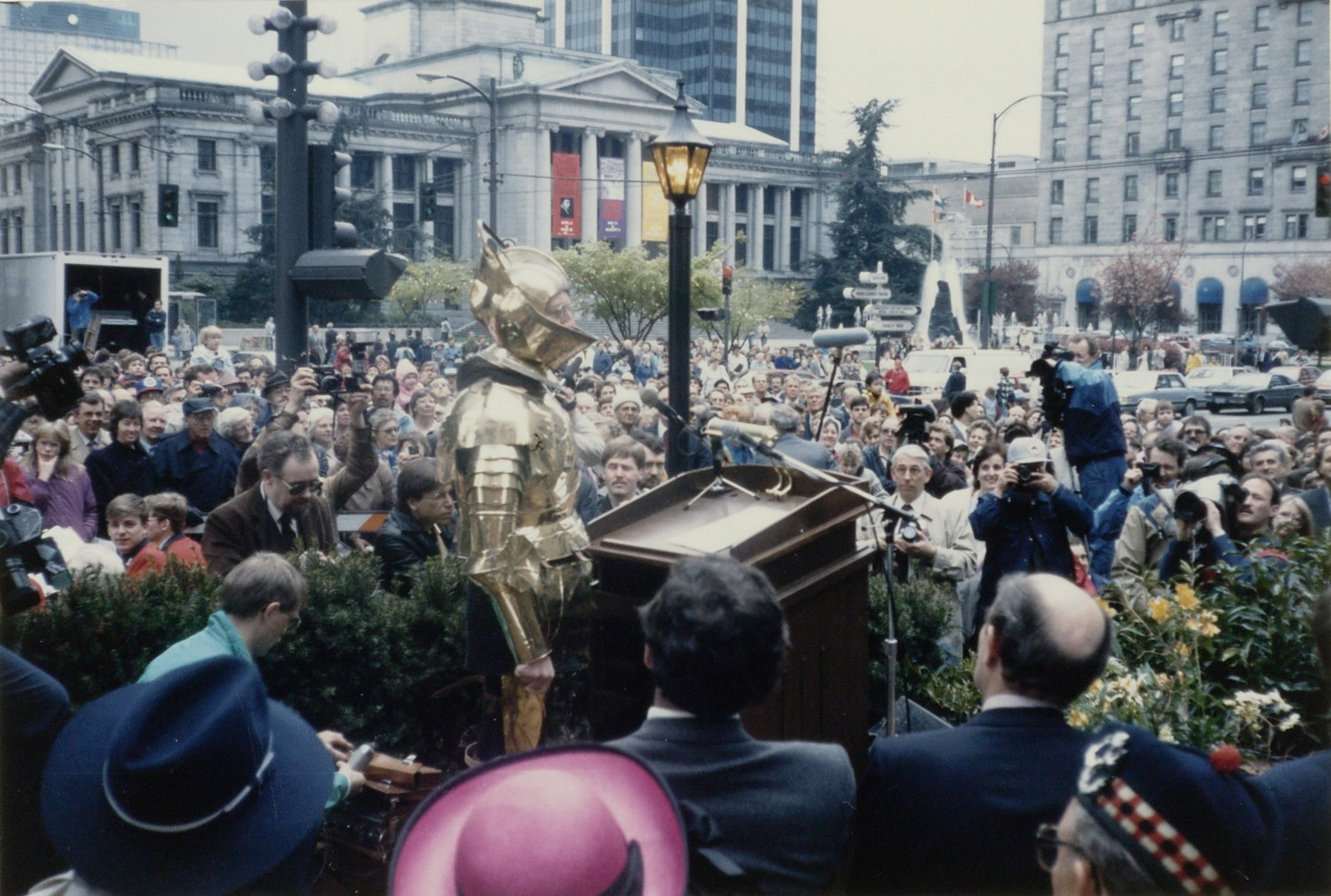
Toespraak van jhr. mr. Feyo Onno Joost Sickinghe (1926-2006), in ridderlijk harnas, bij de viering van het 100-jarig bestaan van de stad Vancouver, Canada 1986
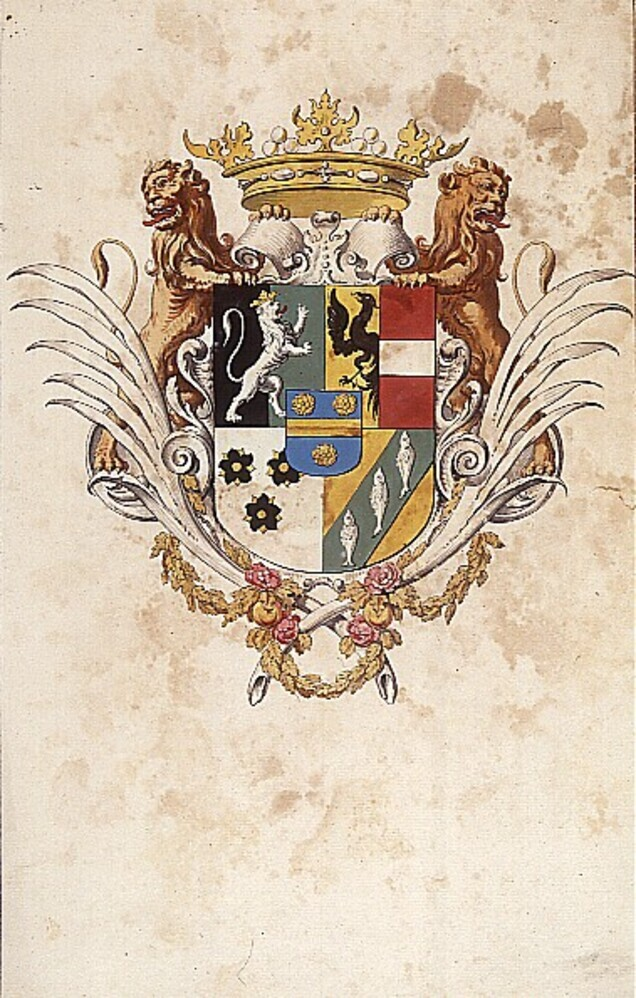
Wapen van Luirt Manninga heer van Dijksterhuis met de vier wapens Manninga, Sickinghe, Sonoy, Clant, Rengers
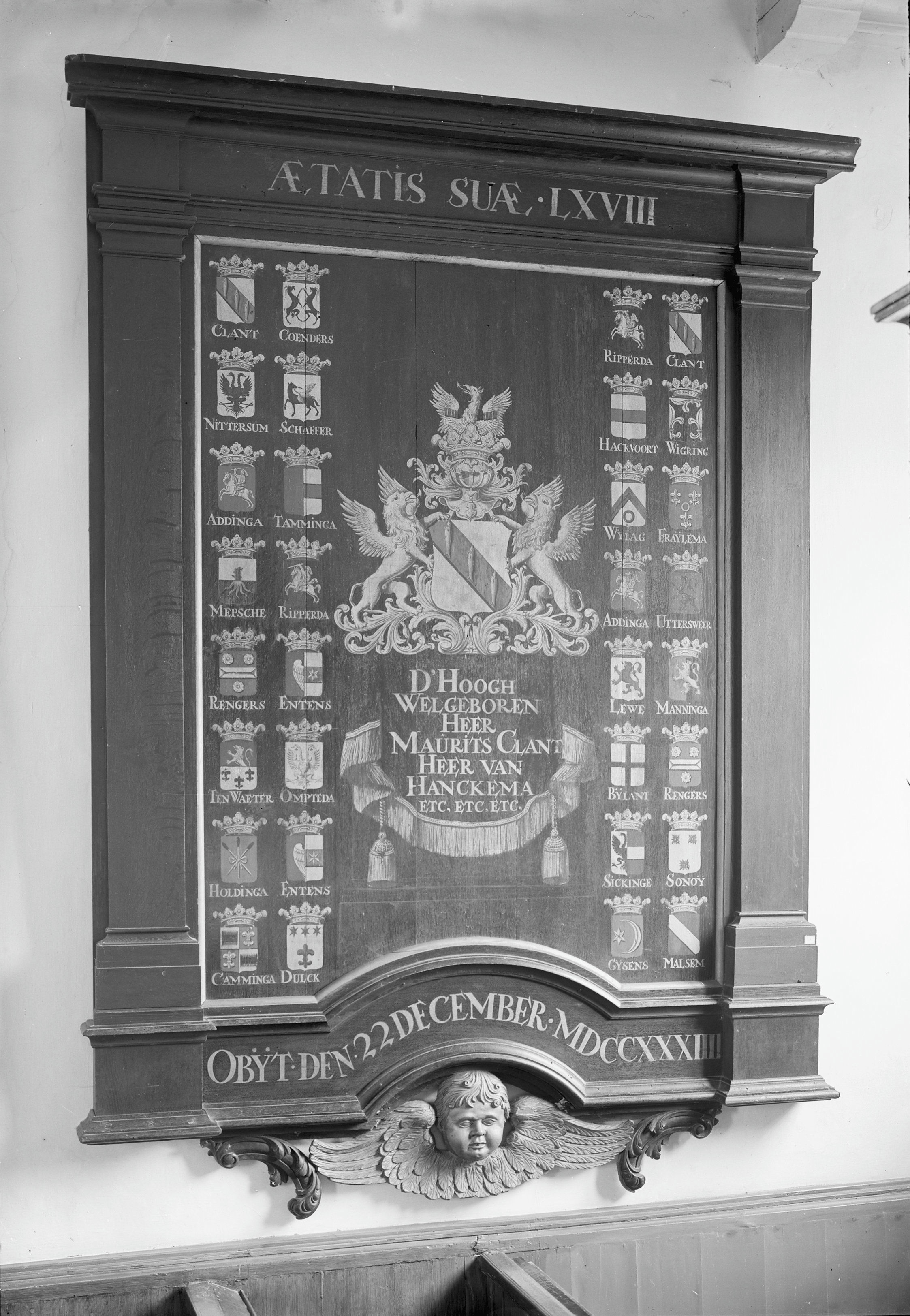
Het wapen van Sickinghe (tweede rij van rechts, tweede van onder) op het rouwbord van D'Hooghwelgeboren Heer Maurits Clant
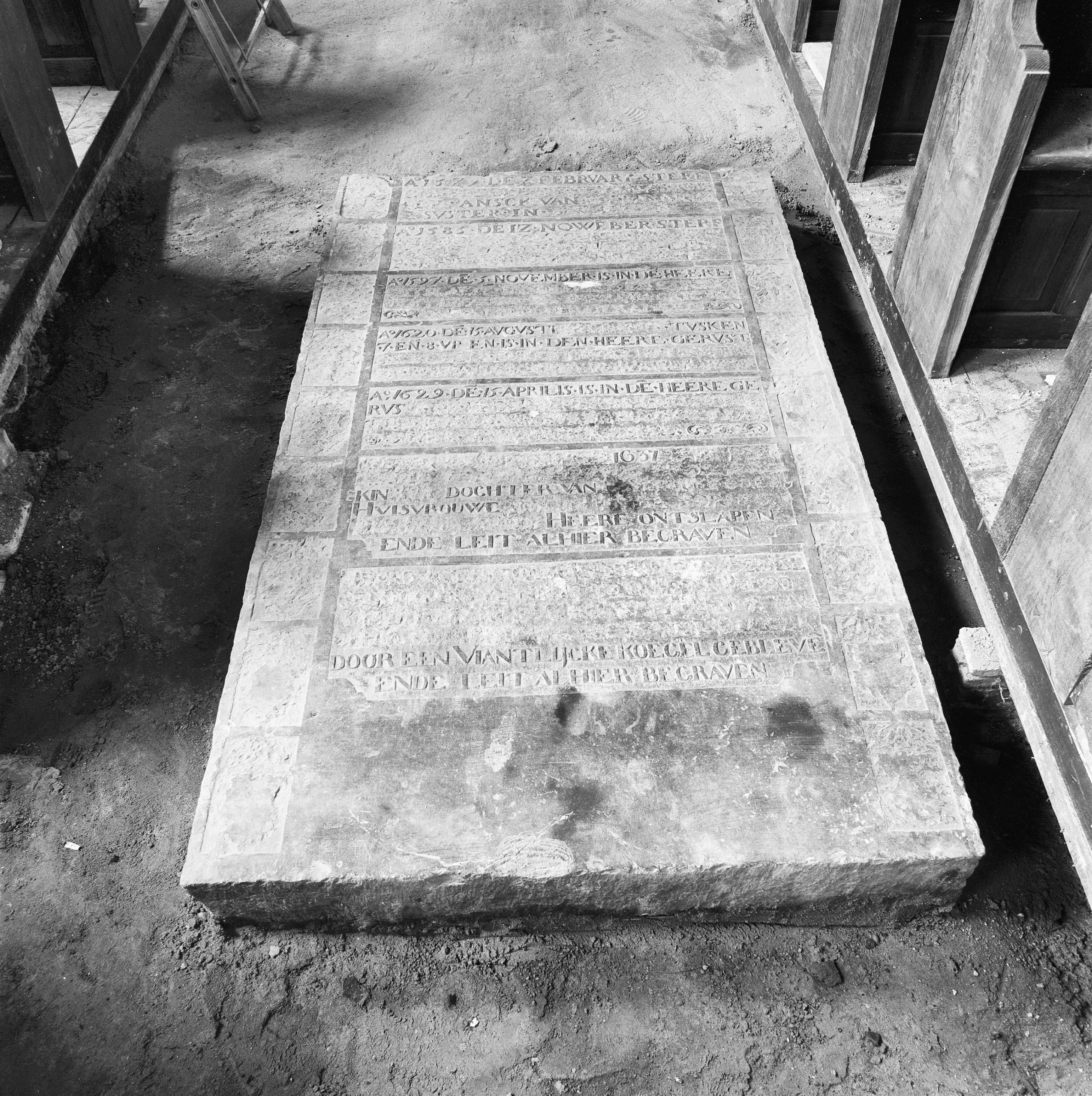
Grafzerk van Oedt Sickinghe (1637) bij de kerk van Edens in Friesland
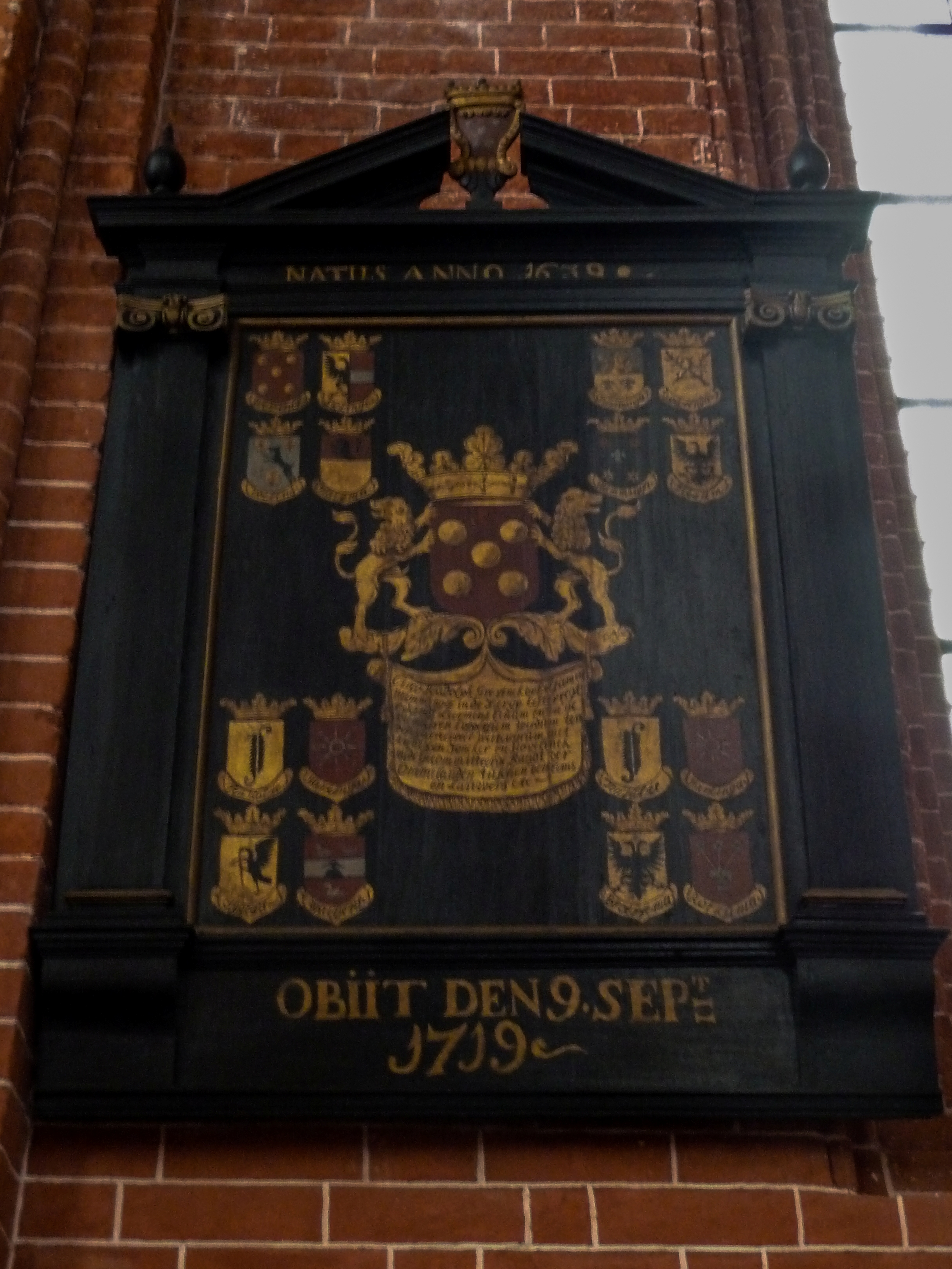
Het rouwbord van Circo Rudolph Grevinck (overleden in 1719) in de Jacobuskerk met linksboven het wapen van de familie Sickinghe (tweede rij van rechts, eerste van boven)
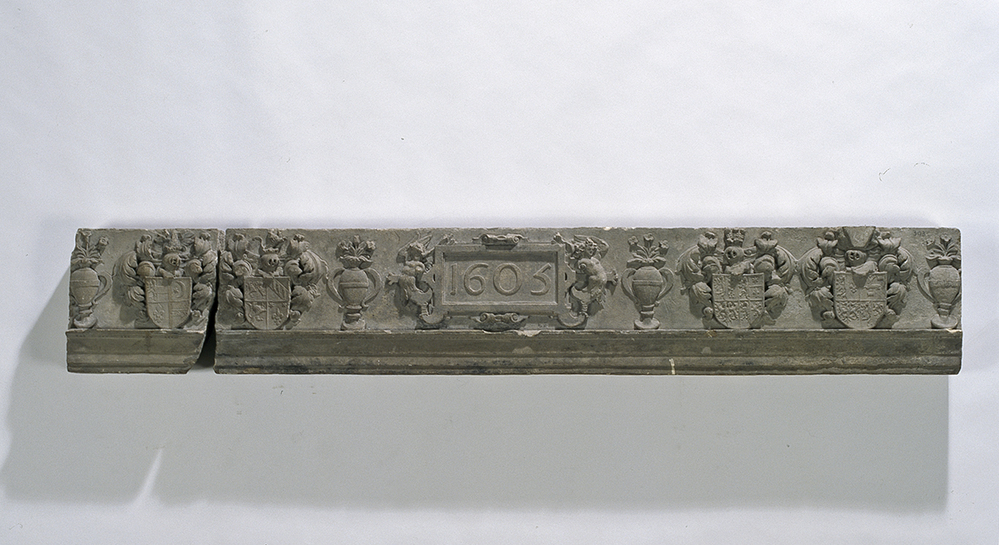
Schoorsteenlatei van de Warffumborg met daarop de wapenkwartieren van Johan Sickinghe en zijn vrouw Luts van Jongema
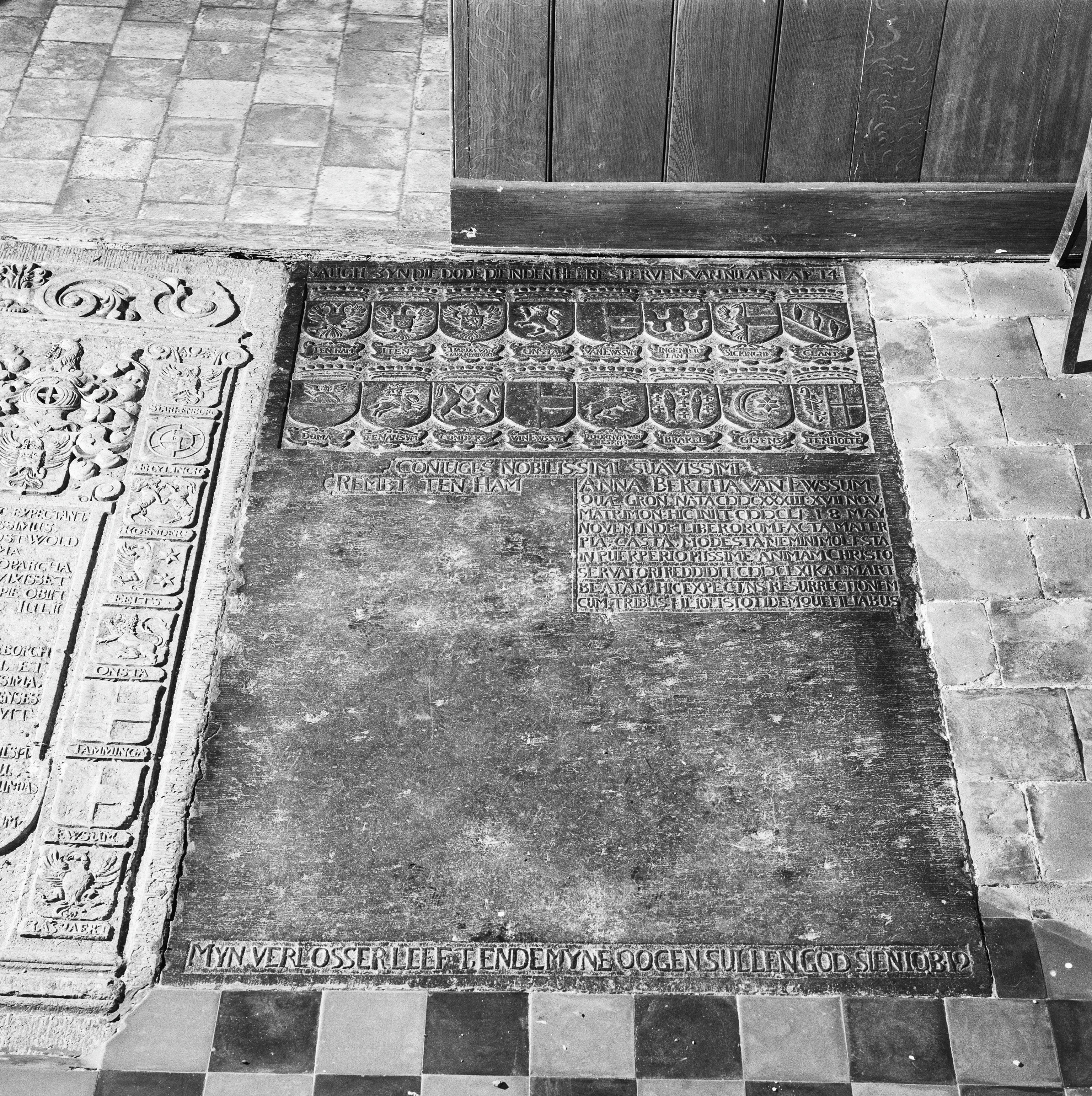
Het wapenschild van Sickinghe (bovenste rij, tweede van rechts) op de grafzerk van Rembt ten Ham in de voormalige kerk van Garsthuizen
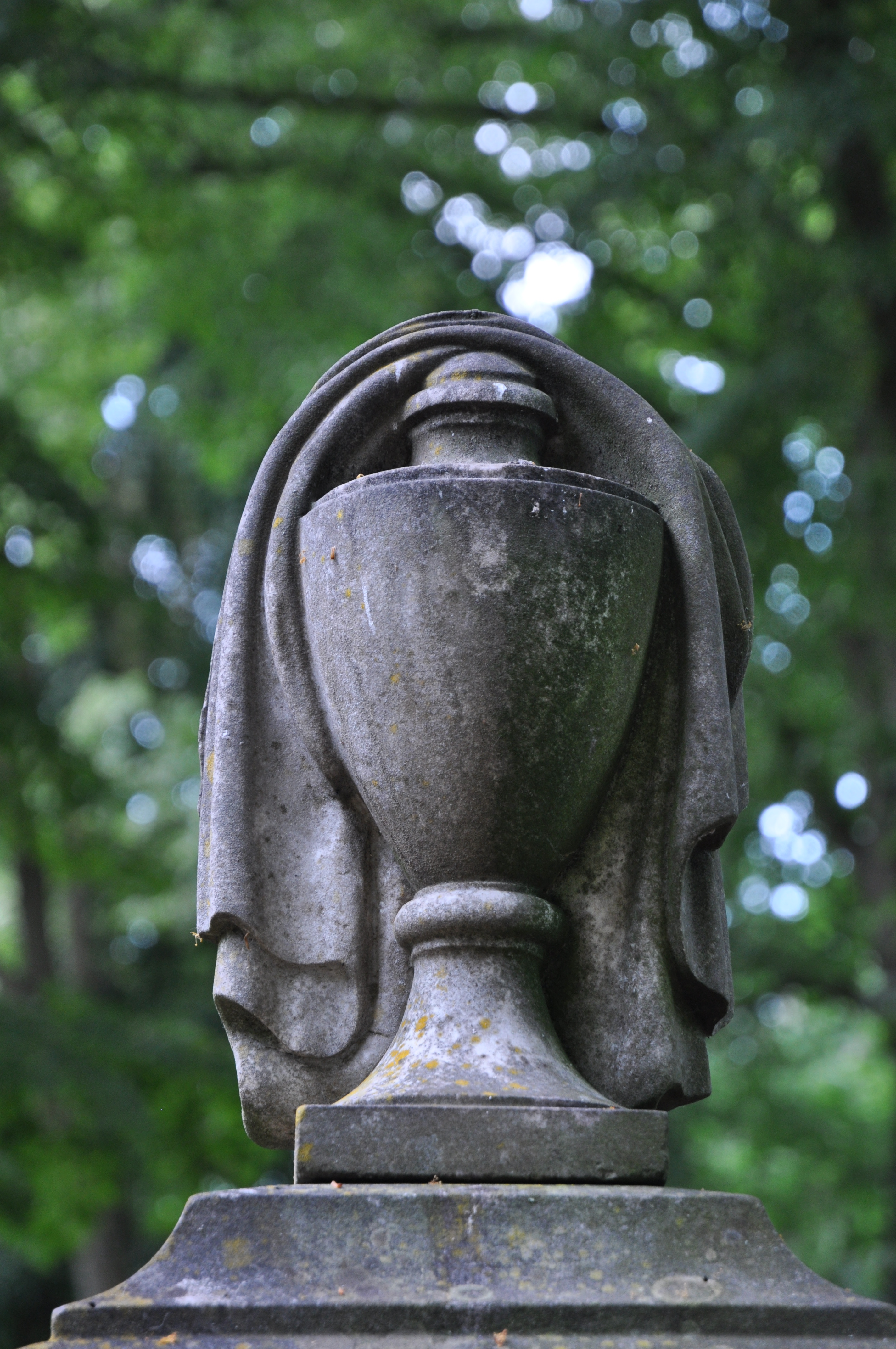
Detail van het graf van jhr. Pieter Feijo Onno Sickinghe (1883-1887), op de Oude Algemene Begraafplaats Zeist
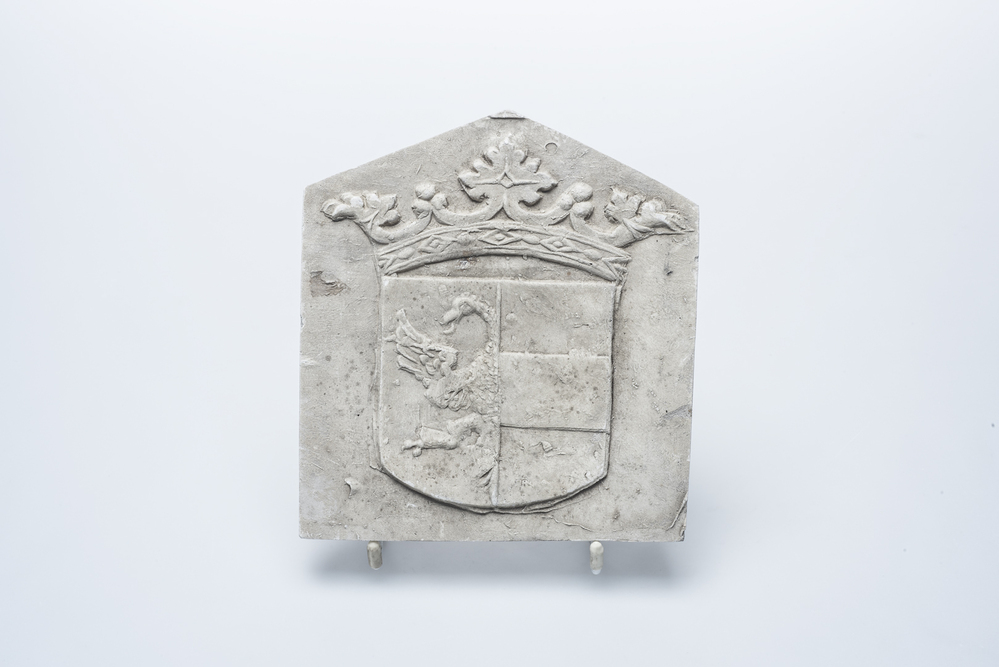
Gipsafgietsel van de klok te Usquert met het wapen van Feyo Sickinghe
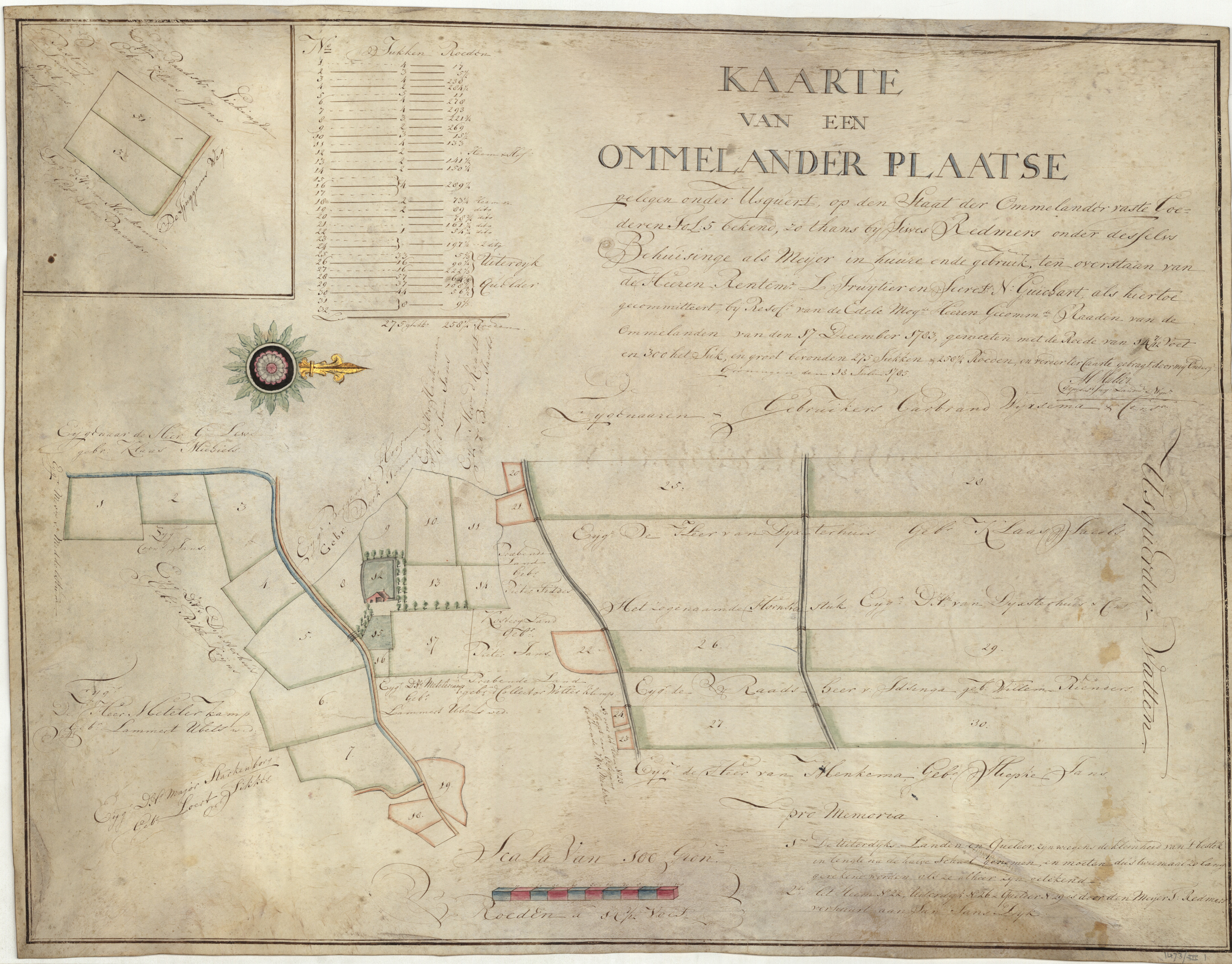
Kaart van een Ommelander plaats gelegen onder Usquert met linksboven een inzetkaartje van twee percelen van eigenaar raadsheer Sickinghe, 1783
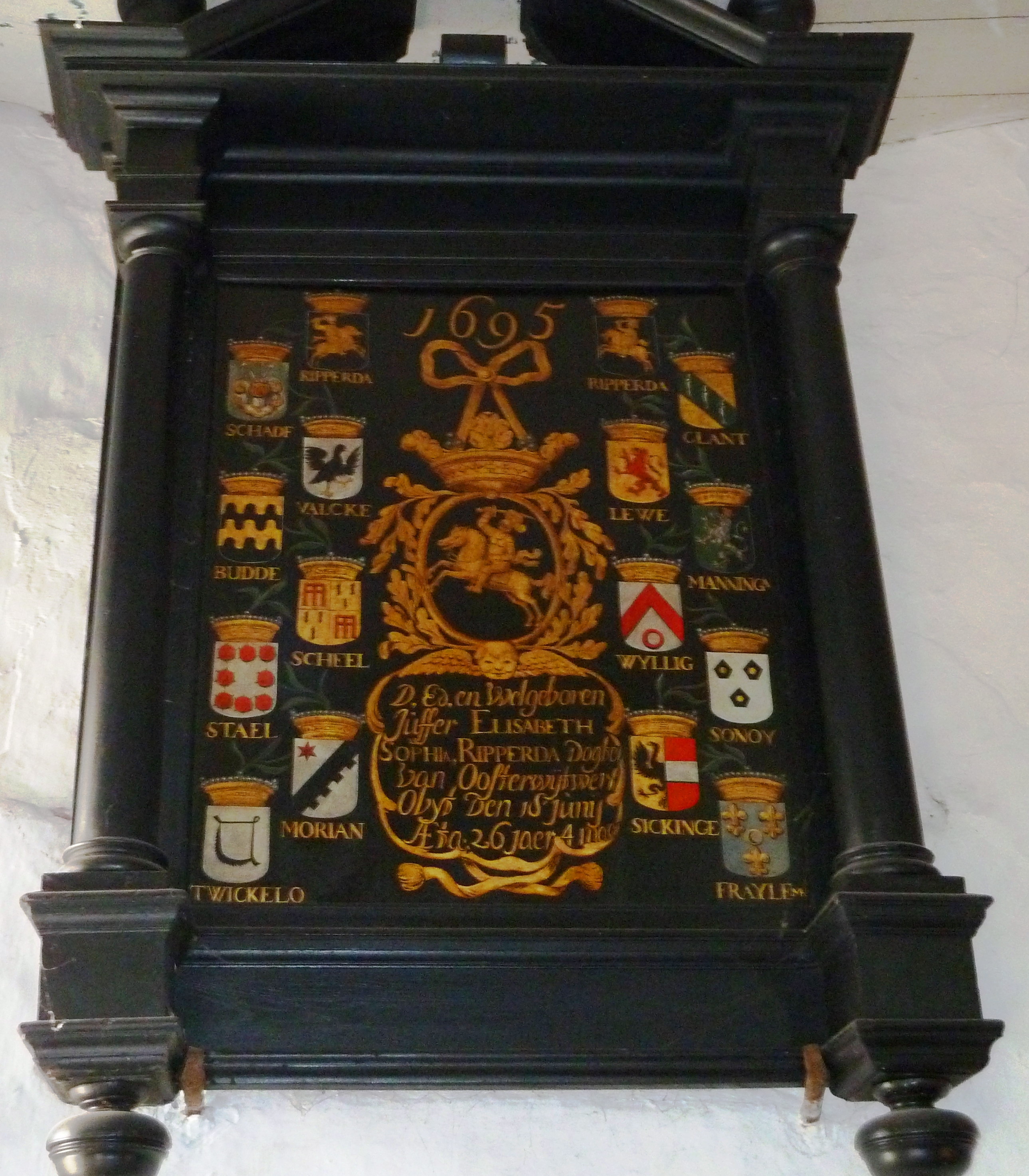
Het rouwbord van Elisabeth Sophia Ripperda (overleden in 1695) met het wapen Sickinghe (tweede rij van rechts, eerste van onder)
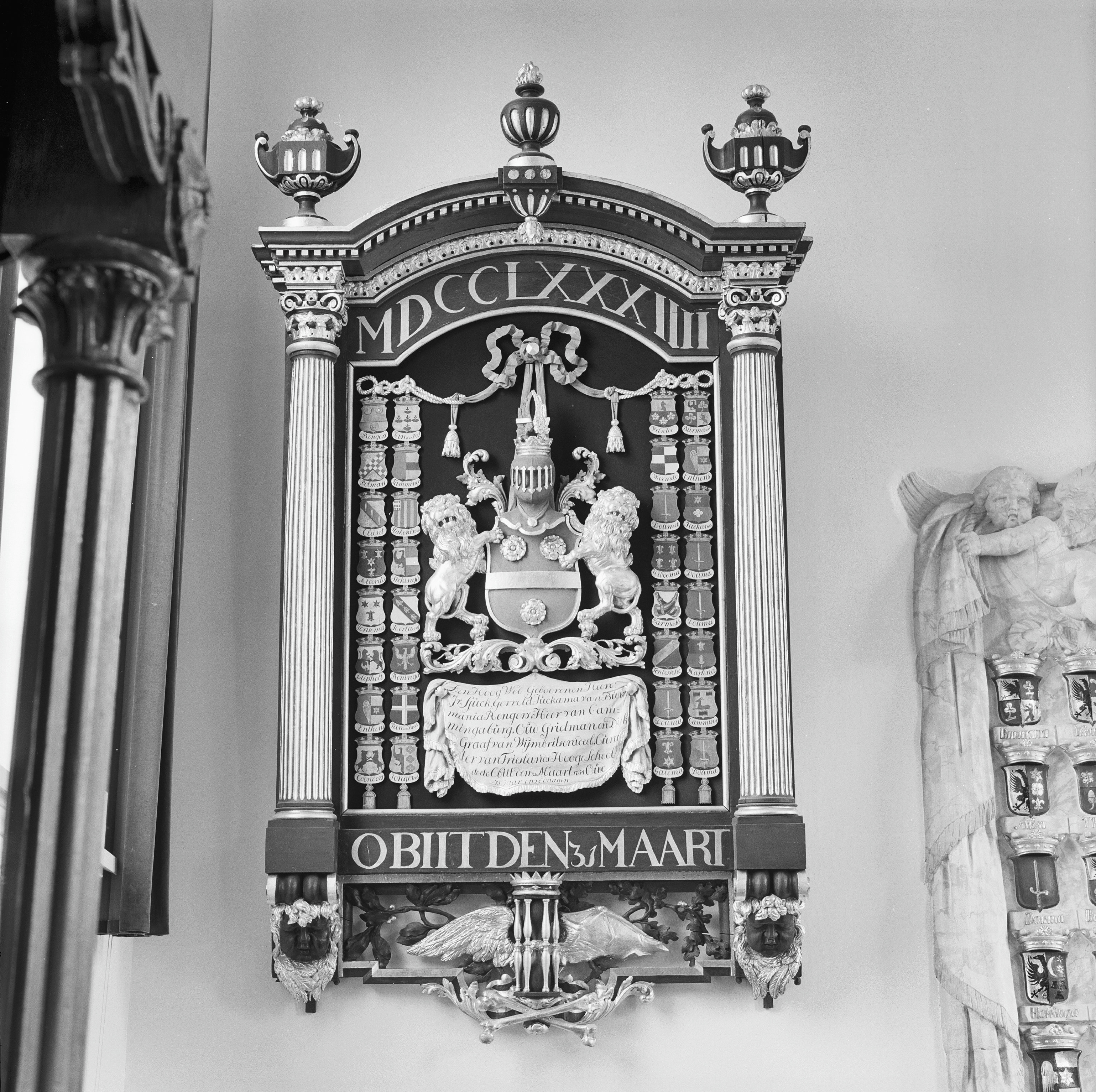
Het wapenschild van Sickinghe (tweede rij van links, vierde van boven) op het Rouwbord van Jonker Sjuck van Burmania Rengers in de kerk van IJsbrechtum
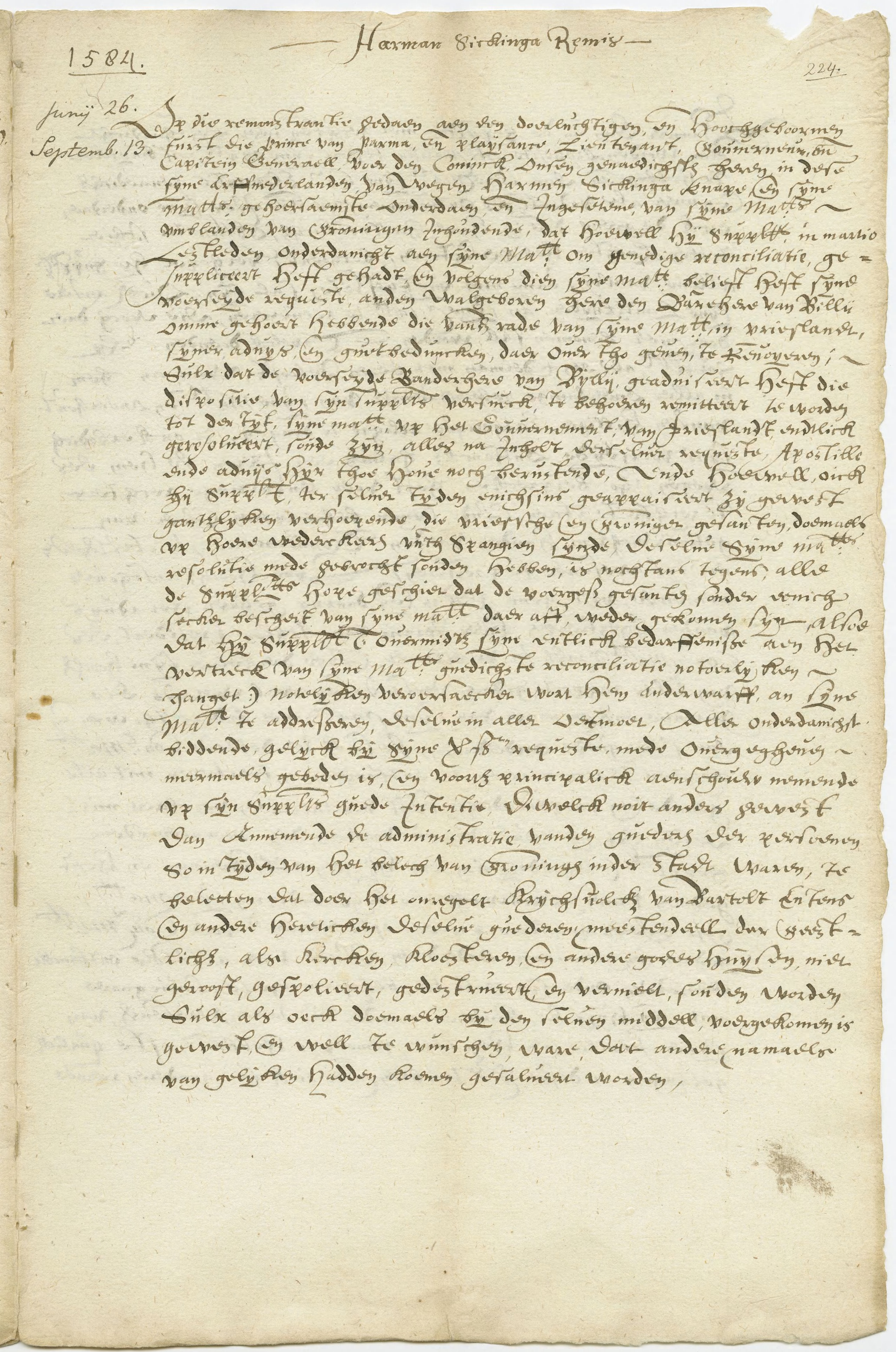
De akte van remis voor Harmen Sickinghe (ca. 1540 - vóór 1606), afgegeven door de hertog van Parma namens de koning van Spanje, 1584
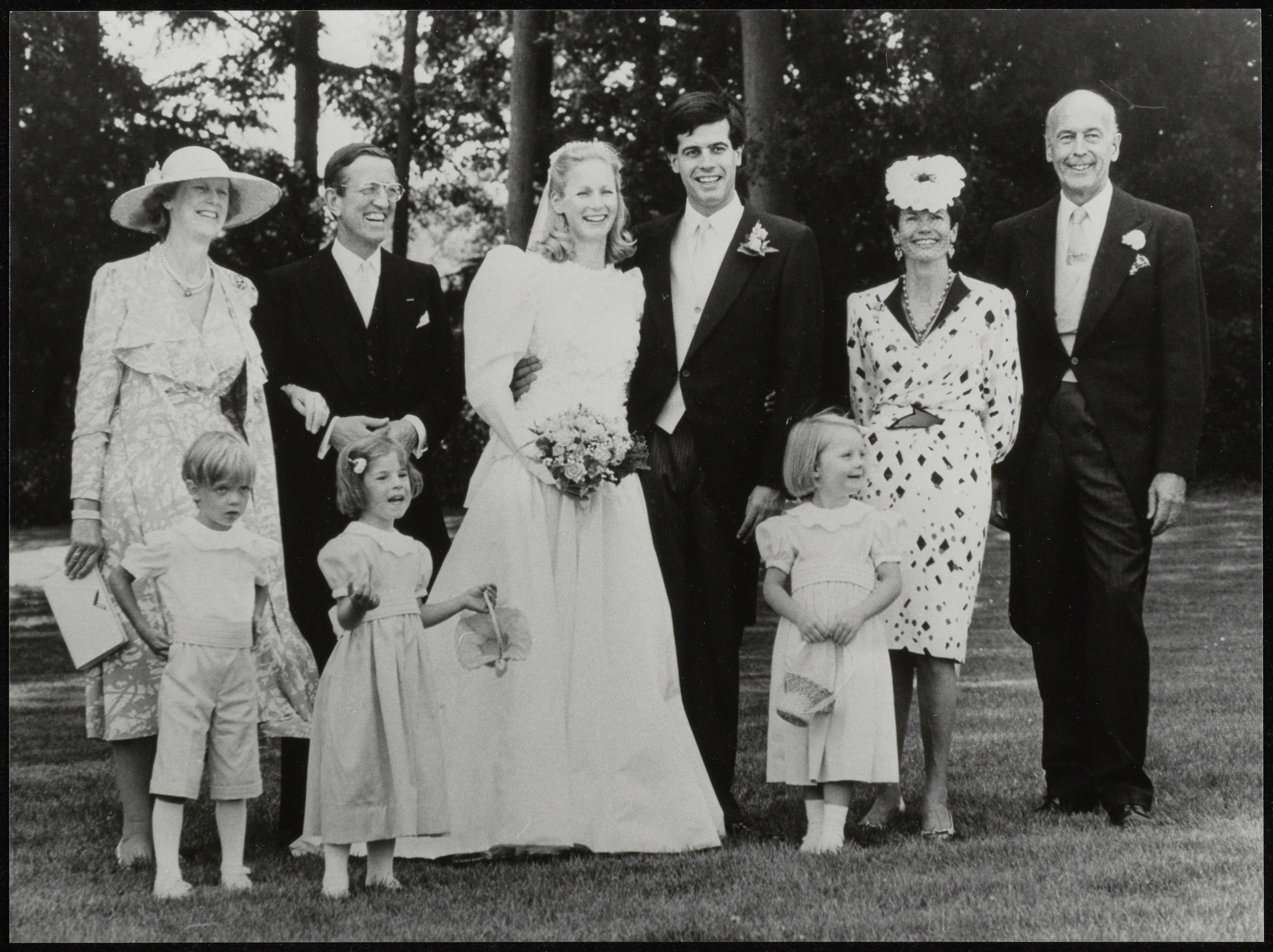
Feyo Onno Joost Sickinghe (1926-2006) met zijn vrouw Marguerite Cornélie van Eeghen (1928-2016) op de huwelijksfoto van hun dochter jkvr. Wilhelmine Jeanne Mathilde Elisabeth Sickinghe (1956) met Henri Giscard d’Estaing (1956), zoon van de 20e President van de Franse Republiek Valéry Giscard d'Estaing (uiterst rechts op de foto)
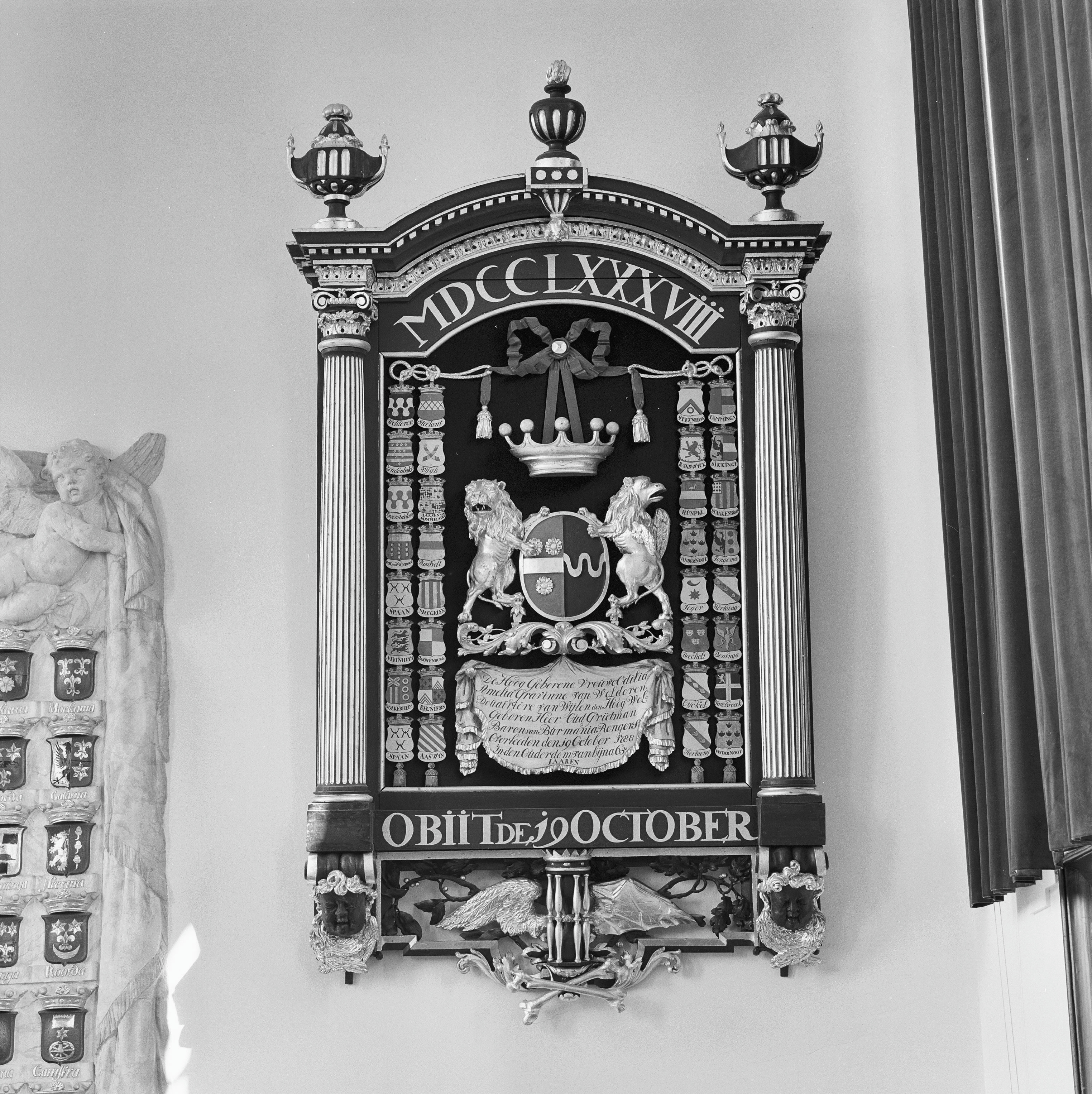
Het wapenschild van Sickinghe (meest rechter rij, tweede van boven) op het Rouwbord van Vrouwe Odilia Amalia (1723-1788), gravinne van Welderen, douanière van wijlen den oud grietman, baron van Burmania Rengers in de kerk van IJsbrechtum
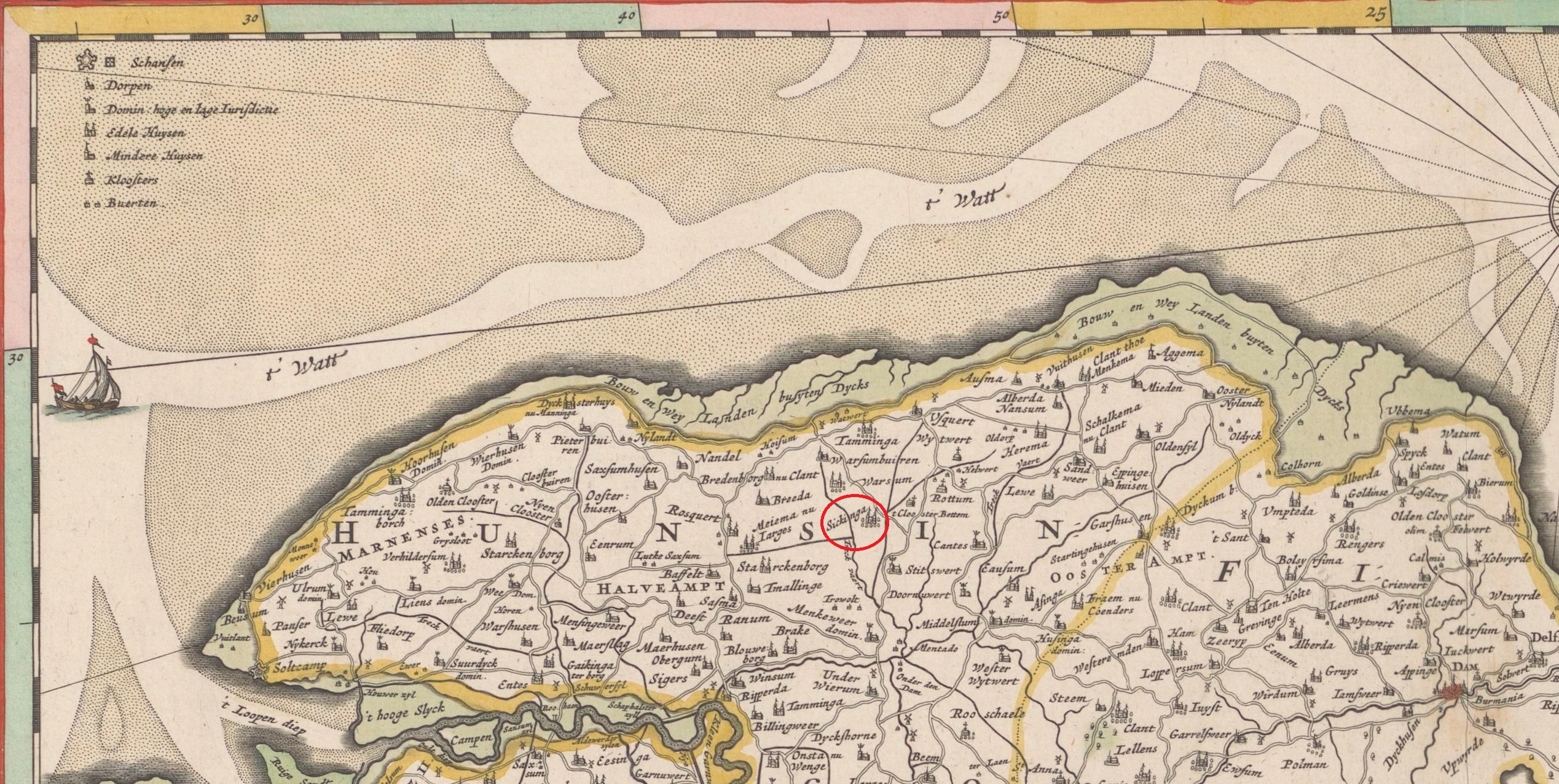
Sickinga (en haar 'Edele Huys') de Warffumborg op 'de Kaart van de provincie Groningen en een deel van Drenthe' (tussen 1663 en 1670)
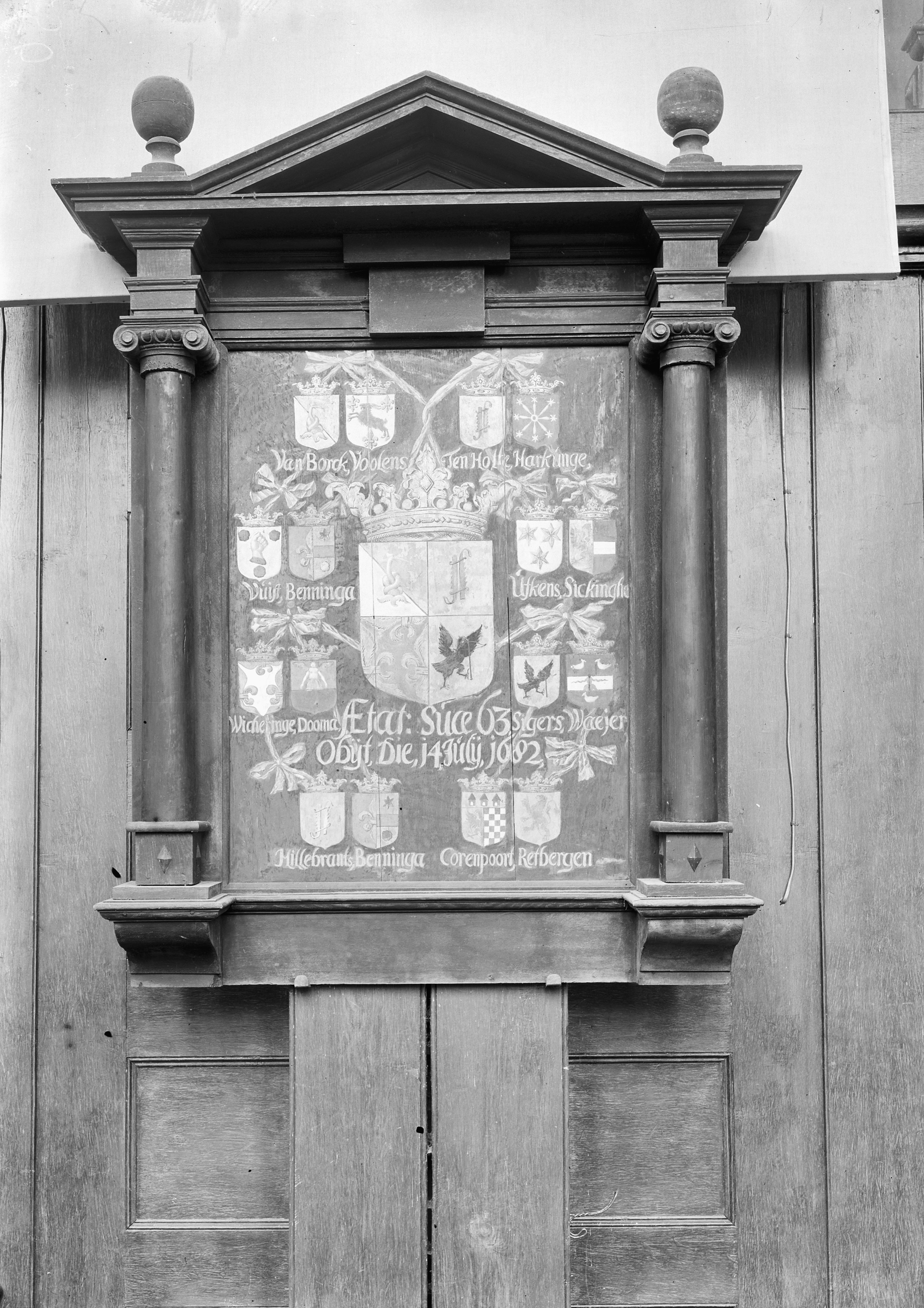
Het wapen Sickinghe (rechts, tweede van boven) op een Wapenbord afkomstig uit Zeerijp